# Druhá světová válka
Druhá světová válka byl globální vojenský konflikt v letech 1939–1945, jehož se zúčastnila většina států světa. Tento konflikt se stal s více než 62 miliony obětí na životech dosud největším a nejvíce zničujícím válečným střetnutím v dějinách lidstva.
Brzy po okupaci zbytku Československa 15. března 1939 vypukla válka v Evropě. Začala dne 1. září 1939, když nacistické Německo přepadlo Polsko. Krátce poté vyhlásily Francie, Spojené království a státy Commonwealthu Německu válku. 17. září napadl Polsko i Sovětský svaz (SSSR). Německé invazi do Polska předcházela jeho smlouva o neútočení se SSSR, takzvaný pakt Ribbentrop–Molotov, podepsaná 23. srpna 1939. V tajném protokolu k tomuto paktu si tyto dva státy dočasně rozdělily sféry vlivu, tzv. demarkační Curzonovou linií. Byla vytyčena v roce 1919 mezi druhou polskou republikou a Sovětským svazem, dvěma novými státy, které vznikly po první světové válce. Curzonova linie vznikla jako diplomatický podklad pro budoucí dohodu o hranicích. Vytyčila ji Rada Dohody podle usnesení  z 8. prosince 1919. V důsledku toho byl de facto uvolněn prostor pro vojenskou expanzi obou stran. Ze strany Německa byl na části území Polska až k demarkační linii vytvořen Generalgouvernement – jako správní jednotka utvořená 26.10.1939 na základě Hitlerova dekretu, která zahrnovala část okupovaného území původního meziválečného Polska, které nebylo začleněno do Třetí říše (vojvodství Kielecké, Krakovské, Lublinské, část Lodžského a Varšavského). Sídlem správy byl Krakov. V čele Generálního gouvernementu stál válečný zločinec Hans Frank, pod jehož vedením docházelo k brutálnímu útisku a cílenému vyhlazování nejen polského, ale i židovského obyvatelstva v Polsku.
Blesková válka na západě Evropy začala dne 10. května 1940, kdy německý Wehrmacht na rozkaz Adolfa Hitlera překročil hranice Belgie, Nizozemska a Lucemburska, a poté obešel obrannou Maginotovu linii. Po rychlé porážce francouzské armády vstoupila německá vojska 14. června do Paříže. Francie kapitulovala 22. června 1940 a do listopadu 1942 německá armáda postupně obsadila celou zemi.
Sovětský svaz se stal jedním ze Spojenců druhé světové války proti Ose Berlín–Řím–Tokio poté, co nacistické Německo zahájilo dne 22. června 1941 proti němu rozsáhlou a ničivou operaci Barbarossa. Zprvu musela Rudá armáda ustupovat až k Moskvě. Po urputných bojích, např. v bitvě u Stalingradu (podzim 1942 – zima 1943), o Kurský oblouk, či obležení Leningradu (dnešní Petrohrad) atd., začala sovětská vojska zatlačovat Wehrmacht západním směrem a dne 2. května 1945 dobyla Berlín.
Dne 7. července 1937 se udál incident na mostě Marca Pola v Pekingu. Tímto relativně malým vojenským střetnutím de facto vznikla druhá čínsko-japonská válka, zprvu bez formálního válečného stavu mezi Japonským císařstvím a Čínskou republikou. Japonsko poté pokračovalo ve své rozsáhlé expanzi proti čínským územím, pak přepadlo a dobylo řadu zemí v jihovýchodní Asii. Dne 7. prosince 1941 zaútočila letadla z japonských letadlových lodí na americkou námořní základnu Pearl Harbor na Havajských ostrovech. Den poté vstoupily Spojené státy americké do války proti Japonsku. Teprve 9. prosince 1941 vyhlásila čínská vláda oficiálně Japonsku válku. 11. prosince 1941 vyhlásily nacistické Německo a Itálie válku Spojeným státům, čímž byl utvrzen stav globálního konfliktu.
Konec války v Evropě nastal 8. května 1945 bezpodmínečnou kapitulací Německa. Po americkém svržení atomových bomb ve dnech 6. a 9. srpna 1945 na města Hirošima a Nagasaki kapitulovalo Japonsko 2. září 1945.
Příčiny války bývají hledány v důsledcích ideologií a politických směrů, jako jsou nacionalismus a imperialismus. Podle některých historiků byla jednou z hlavních příčin nespokojenost vládnoucích kruhů Německa s dopady Versailleské smlouvy, která měla prohloubit pocit ponížení po prohrané první světové válce, a v následcích velké hospodářské krize na přelomu dvacátých a třicátých let. Tyto vlivy zásadním způsobem oslabily mnoho evropských států, čímž umožnily vzestup nacismu a italského fašismu.
Druhou světovou válku provázely v dosud nevídané míře válečné zločiny, zločiny proti lidskosti a nehumánní zacházení s válečnými zajatci, zvláště se sovětskými vojáky ze strany Německa. Průběhem bojů bylo podstatně zasaženo rovněž civilní obyvatelstvo, jež utrpělo obrovské ztráty. Nejhorším příkladem genocidy se stal holokaust (šoa), kterému na základě nacistické rasové ideologie padlo za oběť šest milionů Židů v koncentračních táborech a na jiných místech v mnoha zemích Evropy. Masakr čínského obyvatelstva, který spáchali Japonci v Nankingu v prosinci 1937, byl jedním z největších zločinů. V rámci operace Intelligenzaktion v roce 1939 zavraždili němečtí nacisté 60 000 až 100 000 příslušníků polské inteligence, důstojníků a představitelů měst i státu. V roce 1940 provedla sovětská NKVD tzv. katyňský masakr, při kterém bylo povražděno přibližně 22 000 polských důstojníků a příslušníků inteligence. Milionové oběti utrpělo slovanské civilní obyvatelstvo – Rusové, Ukrajinci, Bělorusové, Poláci a jiní – na územích východní fronty, kde ztratilo životy osm milionů lidí. Ti podléhali nemocem a hladu vyvolaným válečnými operacemi a masakrům páchaným na územích obsazených Wehrmachtem a jednotkami Waffen-SS.
Válečné úsilí pohlcovalo téměř veškerý lidský, ekonomický, průmyslový a vědecký potenciál všech zúčastněných národů. Mnoho států utrpělo nepředstavitelné materiální ztráty a devastaci svého kulturního dědictví. Lze proto hovořit o tom, že se jednalo o totální válku. Téměř všechny zúčastněné strany se v menší či větší míře odchylovaly od požadavku vést válku „civilizovanými metodami“. I když Spojené království v roce 1940 odmítalo plošné nálety na nepřátelská města, posléze se k nim spolu se Spojenými státy samo uchýlilo.
V samotném závěru světové války byla ustavena Organizace spojených národů, jejímž ústředním cílem byla a je i v současnosti prevence vzniku dalších válečných konfliktů. Po skončení války upevnily vítězné mocnosti USA a SSSR své postavení dvou světových supervelmocí. Jejich stále větší vzájemný antagonismus vedl k bipolárnímu rozdělení světa a k počátku studené války. První generální tajemník Komunistické strany Sovětského svazu Josif Stalin spustil napříč evropským kontinentem tzv. železnou oponu, která od sebe oddělila západní svět a státy ve Východní Evropě, především z obavy vojenského obsazení zemí Východní Evropy. Vedlejším efektem války byl také vzrůst požadavků na právo na sebeurčení mezi národy ovládanými koloniálními mocnostmi, což vedlo k akceleraci dekolonizačních hnutí v Asii a v Africe.
Jednalo se o nejrozsáhlejší válku v dějinách, které se přímo účastnilo více než 100 milionů lidí z více než 30 zemí. Ve stavu totální války vrhli hlavní účastníci do válečného úsilí veškeré své hospodářské, průmyslové a vědecké kapacity, čímž se smazaly rozdíly mezi civilním a vojenským obyvatelstvem.

## Příčiny a předehra kválce

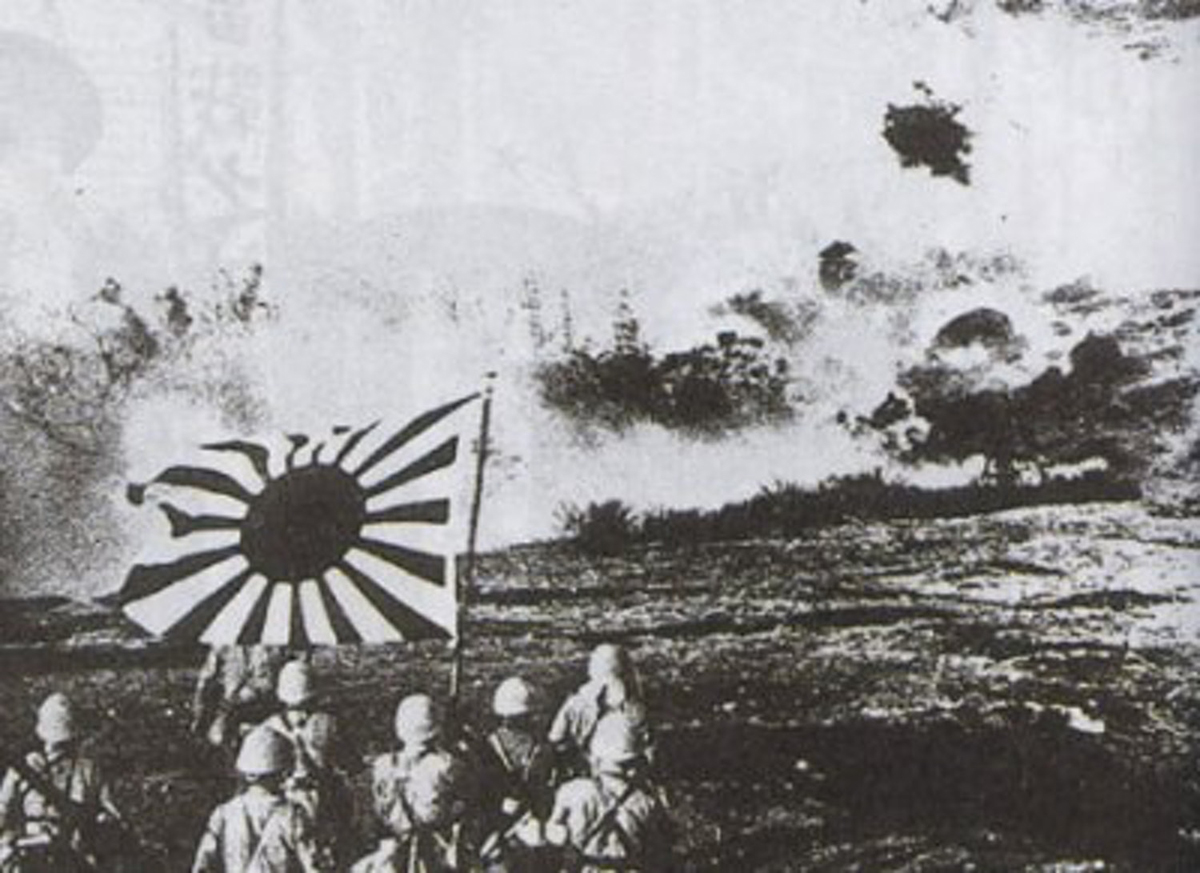
Japonská námořní pěchota v čínské provincii Kuang-tung, 1938

Příčiny druhého celosvětového konfliktu po pouhých dvaceti letech tkvěly podle názoru mnoha historiků v nespokojenosti některých států (a jejich obyvatelstva) s výsledky první světové války, ale také v jejich přetrvávajících imperiálních ambicích. Tyto motivy k obnoveným agresím se zahnízdily především v Německu, Itálii a Japonsku. Poražené Německé císařství (respektive následnická Výmarská republika) bylo podle Versailleské smlouvy přinuceno vzdát se významné části svého předválečného území ve prospěch vítězné Francie a obnoveného Polska. Německo smělo nadále udržovat jenom omezené vojenské síly a muselo se zavázat k platbám vysokých válečných reparací. Italské království, sice jeden ze států stojících na straně vítězů první světové války, si vydobylo některá území (např. Jižní Tyrolsko), která však považovalo za nedostatečnou kompenzaci za předchozí ztráty na lidských životech a materiální ztráty. Současně se cítilo neuspokojeno ve svých velmocenských ambicích. Taktéž ve válce vítězné Japonské císařství neuspělo ve snaze posílit svoji kontrolu Číny a krom toho se domnívalo, že pro svůj další hospodářský rozvoj potřebuje naprostou kontrolu zdrojů surovin, které nemohlo získávat na svém prostorově omezeném ostrovním území (mj. ropu).
V průběhu dvacátých let se demokratické mocnosti pokusily zabezpečit trvalost versailleského uspořádání Evropy diplomatickými kroky k zajištění stabilního míru. V roce 1920 byla proto vytvořena Společnost národů se sídlem v Ženevě (ve francouzsky mluvící části Švýcarska), jež měla fungovat jako fórum, na němž by národy mírovým způsobem urovnávaly svoje spory. O pět let později byly v rovněž švýcarském Locarnu sjednány dohody, jimiž byla poskytnuta záruka trvalosti německo-francouzské hranice. Také případné územní spory mezi Německem a jeho východními sousedy měly být řešeny rozhodčím řízením (arbitráží). V roce 1928 byl nadto uzavřen Briandův–Kelloggův pakt, který všem účastnickým státům zakazoval vedení útočné války.

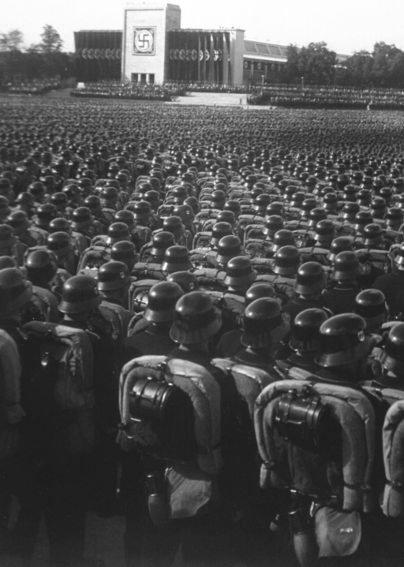
Němečtí vojáci na sjezdu NSDAP v Norimberku v roce 1935

Mírové snahy však dostaly povážlivé trhliny jednak obnoveným izolacionismem Spojených států amerických, především však rozmachem různých totalitních režimů. K tomu výraznou měrou přispěla velká hospodářská krize, jež měla po roce 1929 devastující vliv na světové hospodářství. Již předtím vedla Ruská občanská válka k vytvoření RSFSR a později Sovětského svazu, v němž se po Leninově smrti v roce 1924 chopil moci Josif Stalin. Po pochodu na Řím v roce 1922 převzal vládu v Itálii Benito Mussolini, jenž zde vytvořil první fašistickou diktaturu světa. Rostoucí vliv armády na císařskou vládu v Japonsku vedl k nastolení výbojného militaristického režimu. Po mukdenském incidentu obsadilo Japonsko v roce 1931 Mandžusko, které přeměnilo ve svůj loutkový stát Mandžukuo.
Ekonomický rozvrat země na počátku třicátých let a již se projevující expanzionistické tendence v Německu měly za následek vzestup Adolfa Hitlera, vůdce nacionálních socialistů (NSDAP), který sliboval německému národu zrušení Versailleské smlouvy a postupně také zajištění „životního prostoru“ na Východě (Lebensraum). 30. ledna 1933 byl Hitler jmenován říšským kancléřem, načež během několika málo měsíců realizoval skutečnou nacistickou revoluci. V roce 1935 byla v Německu obnovena branná povinnost, čímž bylo urychleno obnovení německé armády (Wehrmacht), a rovněž bylo připojeno Sársko. V témže roce napadla fašistická Itálie pod vedením Benita Mussoliniho za blahovolného přihlížení Společnosti národů Habeš, tj. dnešní Etiopii, kterou po svém vítězství v italsko-etiopské válce okupovala. V naprostém rozporu se smlouvami z Versailles a Locarna provedl Hitler v březnu 1936 remilitarizaci Porýní. Francie a Spojené království se však zdržely jakýchkoli protiakcí.
V červenci roku 1936 vypukla španělská občanská válka. Nacionalistické síly fašistického generála Francisca Franca se postavily proti španělské vládě vedené levicovými republikány, která byla podporována Sovětským svazem a tzv. mezinárodními brigádami. Franco v tomto krvavém střetu, při kterém byly páchány zločiny proti civilistům, jako bylo bombardování Guerniky frankisty nebo naopak vraždění kněží republikány, zvítězil po třech letech válčení za pomoci Hitlerova Německa a Itálie.
V říjnu 1936 vytvořily Německo a Itálie tzv. Osu Berlín–Řím. O měsíc později sjednaly Německo a Japonsko protisovětské spojenectví, nazvané pakt proti Kominterně, čímž vznikla Osa Berlín–Řím–Tokio. V červenci 1937 napadlo Japonsko Čínu, čímž započala druhá čínsko-japonská válka. Čínští nacionalisté a komunisté, válčící proti sobě, uzavřeli mír, aby společně čelili cizím útočníkům. Přesto Japonci brzy dobyli Šanghaj a Nanking, kde byl spáchán obrovský masakr na civilním obyvatelstvu, a průmyslové oblasti na severovýchodě země.

Území první Československé republiky okupovaná Německem, Polskem a Maďarskem v letech 1938 a 1939 a proněmecký Slovenský stát

Hitlerův expanzionismus v Evropě vedl 12. března 1938 k tzv. anšlusu Rakouska, tedy připojení tohoto malého státu k Německé říši, proti čemuž Spojené království a Francie, přes své znepokojení německým postupem a jeho stále se stupňujícím zbrojením, nijak nezasáhly.
12. září 1938 pohrozil Hitler Československu válkou, pokud by Německu nebylo vydáno československé pohraniční území obývané sudetskými Němci. Toto vyvolalo v českém pohraničí puč organizovaný Sudetoněmeckou stranou. Československá armáda sice tento puč potlačila, ale od 19. září začaly proti Československu útočit jednotky Sudetoněmeckého Freikorpsu vyzbrojovaného Německem. Datum začátku této teroristické kampaně bylo pozdější československou exilovou vládou v Londýně určeno jako datum, kdy Československo vstoupilo do válečného stavu s Německem. Britský premiér Neville Chamberlain mezitím inicioval rozhovory, jež vyvrcholily 29. září 1938 přijetím Mnichovské dohody. Ačkoliv byly Francie a Spojené království formálně spojenci Československa, obětovaly svým souhlasem s touto dohodou (u níž asistoval Mussolini jako představitel Itálie) jeho teritoriální celistvost a bezpečnost. Sovětský svaz, s kterým ČSR měla rovněž uzavřenou Dohodu o vzájemné vojenské pomoci nezískal souhlas Polské republiky a povolení k transportu vojáků a přeletu letadel přes území Polska. Polsko dokonce vyhlásilo, že pokud se Sovětský svaz pokusí dopravit vojáky přes území Polska leteckým mostem, budou polští vojáci po letadlech střílet. 
Mnichovskou dohodou, která byla de facto diktátem Československu, byla země donucena bez boje odstoupit nacistickému Německu postupně několik pásem Sudet s německým a také českým obyvatelstvem. Rovněž Maďarsko a v menší míře i Polsko zabraly části československého území. Okleštěné a jakékoliv další obrany neschopné Československo obdrželo pouze Hitlerovu „záruku“, že nezabere žádné jeho další území. Bezprostředně poté došlo k nucenému odchodu Čechů, Židů a německých odpůrců Adolfa Hitlera do zbytku Československa. Chamberlain věřil, že dosáhl „míru pro naši dobu“. Neuplynulo ani šest měsíců a 15. března 1939 Hitler porušil svůj příslib. Německý Wehrmacht obsadil zbytek českých zemí, které byly přeměněny v Protektorát Čechy a Morava. Rovněž okleštěné Slovensko, pod vedením Jozefa Tisa, vyhlásilo již 14. března svoji nezávislost jako tzv. Slovenský stát, ale stalo se německým satelitem. V březnu 1939 obsadili nacisté také litevský přístav Klaipėda. 
Pobouřeni agresí proti druhé Československé republice a Hitlerovými výhrůžkami vůči Polsku kvůli Gdaňsku, se Britové a Francouzi zaručili za polskou nezávislost a bezpečnost. Fašistická Itálie v dubnu 1939 obsadila Albánii. Sovětský ministr zahraničí Maxim Litvinov se snažil ve 30. letech orientovat sovětskou zahraniční politiku na spojenectví se západními mocnostmi a vystupoval proti Německu, ale po Mnichovské dohodě se Stalin této politiky zřekl. Vzájemná nedůvěra mezi Stalinem a západními demokraciemi nakonec přispěla ke sjednání paktu Ribbentrop–Molotov, v němž se Německo a SSSR 24. srpna 1939 zavázaly k oboustranné neutralitě. V tajném dodatku k této smlouvě se tyto dvě velmoci dohodly, že západní a střední část Polska obsadí Německo a část východního Polska obsadí Sovětský svaz ve smyslu tzv. demarkační Curzonovy linie. Byla pro budoucí jednání vytyčena a odsouhlasena Radou dohody, v roce 1919. Jak se později ukázalo, jen na krátkou dobu.
Už v noci z 25. na 26. srpna došlo k prvnímu ozbrojenému střetu mezi Německem a Polskem. Byl jím takzvaný Jablunkovský incident, přestřelka v Mostech u Jablunkova.

## Průběh války

### Vzestup Osy

#### Přepadení Polska

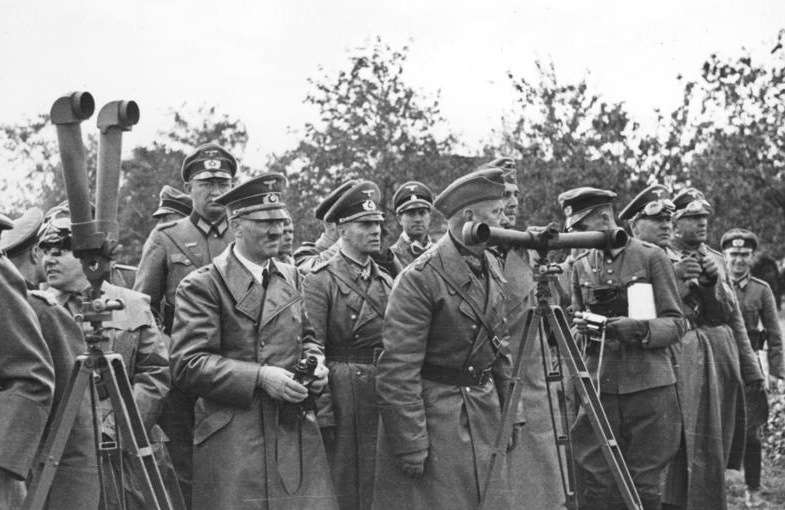
Hitler, Rommel a von Reichenau před obleženou Varšavou v září 1939

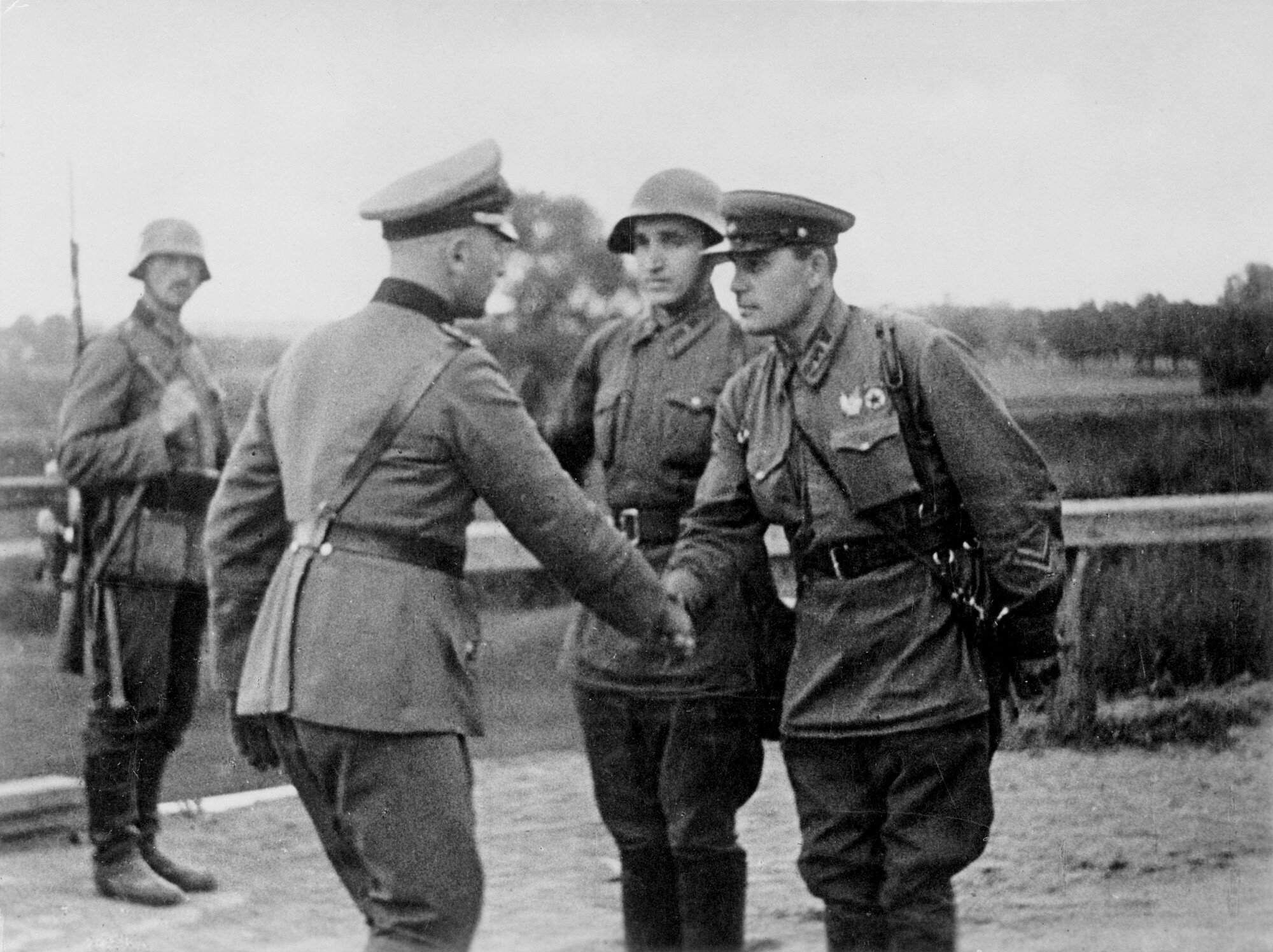
Německý a sovětský důstojník si potřásají rukou po úspěšné invazi do Polska

Druhá světová válka začala 1. září 1939 německým a slovenským útokem proti Polsku.
Již v předchozích dnech provedli Němci několik fingovaných provokací, jako bylo přepadení vysílačky v Gliwicích příslušníky Sicherheitsdienstu(SD) v polských uniformách, které měly ospravedlnit jejich invazi. Třebaže polská armáda nebyla početně o mnoho slabší než Wehrmacht, svojí úrovní výzbroje a výstroje nepředstavovala pro útočníka rovnocenného soupeře. Polská vláda spoléhala na podporu Francie a Velké Británie, které v souladu s dřívějšími zárukami vyhlásily po marném vypršení ultimáta 3. září Německu válku. Vlastní invaze do Polska byla zahájena bombardováním města Wieluń. Německá Luftwaffe ihned poté zaútočila proti polským vojenským a komunikačním cílům. Sotva po čtyřech dnech bojů prolomila dvě velká německá vojenská uskupení, útočící z Pomořanska a ze Slezska, polskou obrannou linii. Rychle se pohybující německé pancéřové a motorizované divize vyrazily vstříc Varšavě a Brestu, v čemž jim těžkopádná polská pěchota nedokázala zabránit. Západní novináři použili k popisu tohoto nového způsobu vedení boje termínu Blitzkrieg („blesková válka“).
Mezi 8. až 10. září se Němci přiblížili ze severu a jihu k Varšavě, avšak polské divize sevřené v Poznani, západně od Varšavy, podnikly rozhodný protiútok. Po vyhlášení války Německu ze strany Velké Británie, Francie a vlády Polska z Londýna, kam se uchýlila, dne 17. září překročila Rudá armáda polské východní hranice a v tentýž den byla Varšava zcela obklíčena Němci. Po dalších jedenácti dnech bojů a intenzivního dělostřeleckého a leteckého bombardování se obležené polské hlavní město vzdalo. V té době byla prakticky celá země v rukou Němců a Sovětů (po tzv. demarkační Curzonovu linii, vytyčenou Radou dohody v roce 1919), zůstávaly pouze izolované oblasti Polska, které vytrvávaly v odporu, jenž trval do 6. října. Střední Polsko bylo přeměněno v Generální gouvernement okupovaný Němci. Na dobytém území byly zahájeny rozsáhlé represálie proti civilnímu obyvatelstvu. Probíhaly deportace na nucené práce, popravy Židů a likvidace polské inteligence, důstojníků (popraveno bylo na 60 - 100tis.) v rámci tzv. operace Tannenberg. Na tomto teroru se podílely především Himmlerovy Einsatzgruppen a jednotky SS-Totenkopfverbände. Stejně nemilosrdné metody uplatňovali Sověti ve východní části Polska. 22 000 polských důstojníků a členů polské inteligence zajatých Rudou armádou bylo na Stalinův příkaz popraveno NKVD v tzv. katyňském masakru.

#### Zimní válka

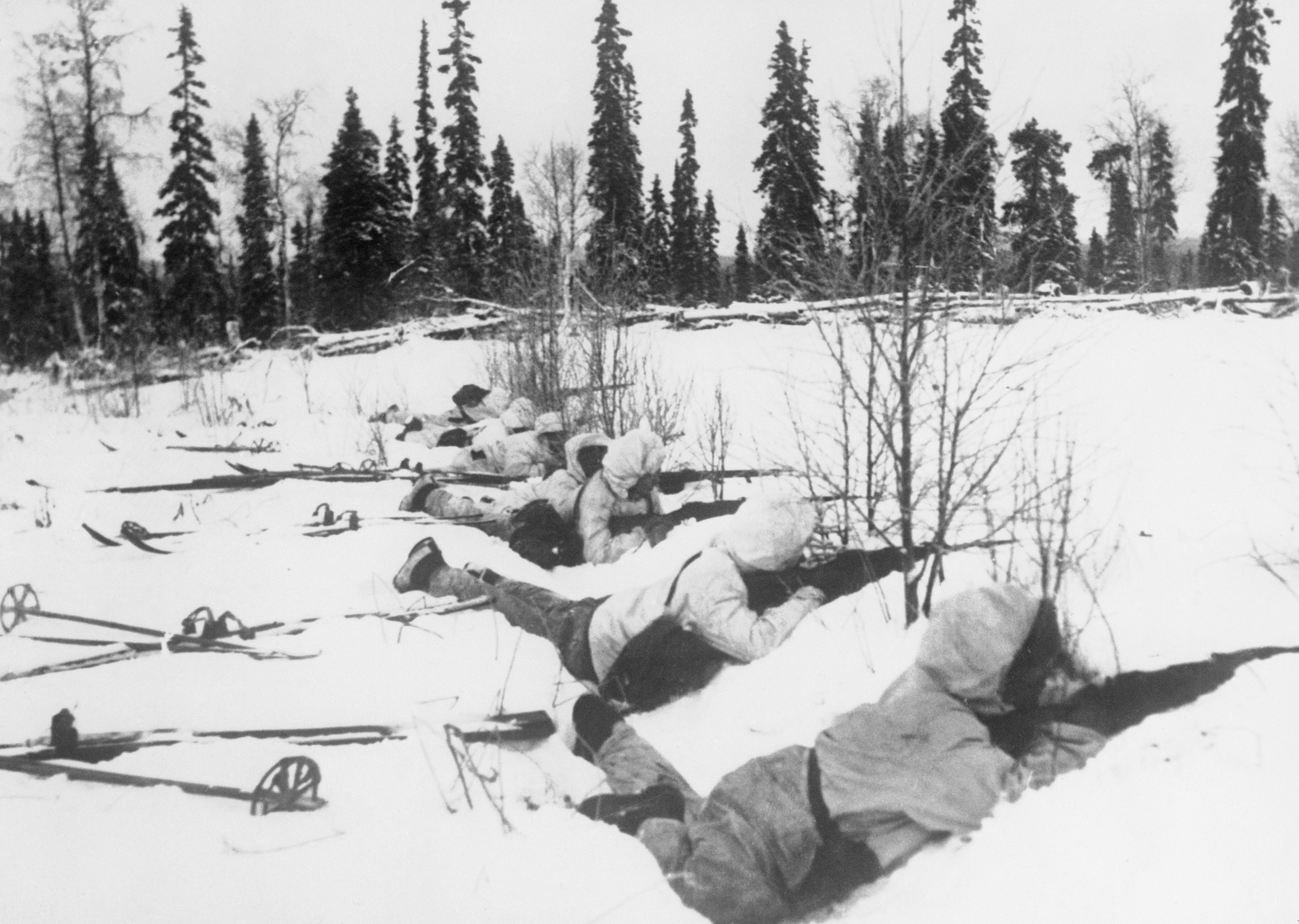
Finští vojáci během Zimní války

Poté, co Finsko po více než dvou měsících diplomatického nátlaku odmítlo sovětské požadavky na odstoupení území, bylo 30. listopadu 1939 napadeno Rudou armádou. Vzhledem k drtivé sovětské převaze očekával Stalin rychlé a snadné vítězství, avšak Sověti Finy hrubě podcenili. Díky obratné taktice dokázala finská armáda vedená maršálem Mannerheimem zadržovat Sověty až do března 1940. Rudá armáda, jejíž velení bylo zdecimováno stalinskými čistkami, přišla o 200 000 mužů, zatímco finské ztráty činily 25 000 mužů. Britové a Francouzi zvažovali vojenskou operaci na podporu Finska, ovšem dříve než mohla být uskutečněna, byla 13. března 1940 podepsána mírová smlouva, podle níž muselo Finsko odstoupit Sovětům část Karélie. Německé poznatky z tohoto konfliktu přivedly Hitlera k přesvědčení, že Rudá armáda nemůže být pro Wehrmacht vážnou překážkou. V důsledku tohoto sovětského útoku se Finové v roce 1941 zapojili do německého tažení proti SSSR, aby se v tzv. pokračovací válce pokusili dobýt zpět ztracená území. I když byli Finové spojenci Německa, zachránili si svoje židovské spoluobčany před holokaustem. O židovské otázce se finská vláda odmítla s Němci vůbec bavit.

#### Obsazení Dánska a Norska
Velitel německého válečného námořnictva (Kriegsmarine) vyzýval od podzimu 1939 Hitlera k okupaci Norska, jehož přístavy představovaly optimální základny pro německé ponorky. V polovině prosince Hitler projevil souhlas, načež byl vypracován plán Unternehmen Weserübung, podle něhož mělo být Norsko obsazeno po souběžném vylodění německých pozemních sil v osmi největších přístavech. Plán zahrnoval také okupaci Dánska, které mělo poskytnout letecké základny. Svoji roli v Hitlerově rozhodnutí sehrála rovněž důležitost nezamrzajícího norského přístavu Narvik, jenž sloužil jako překladiště při dovozu švédské železné rudy do Německa během zimních měsíců. Této skutečnosti si byli dobře vědomi i Britové, kteří chystali vlastní výsadek v Narviku, odkud hodlali obsadit švédské rudné doly u Kiruny a Gällivare. S vypuknutím Zimní války se k tomu přidal i britsko-francouzský plán na podporu Finů v jejich boji proti Sovětům. Po skončení Zimní války se ale spojenecké plánování opět omezilo pouze na zastavení dodávek švédské rudy do Německa.

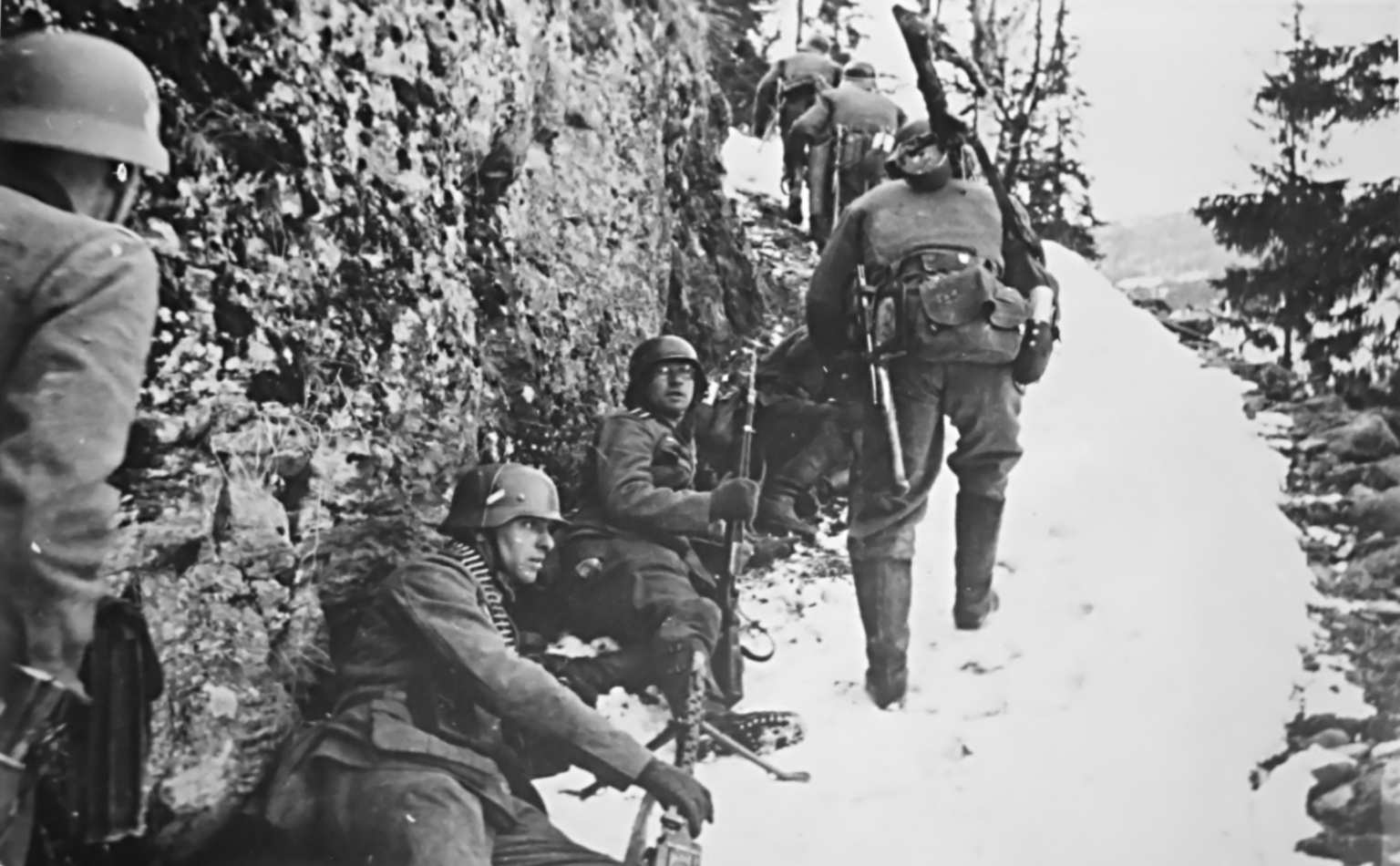
Němečtí vojáci stoupají do kopce v Norsku jižně od Bagn

Ráno 8. dubna položili Britové v rámci operace Wilfred minové pole v norských výsostných vodách Vestfjordenu (přístup k Narviku). Bylo už ale pozdě, neboť již 3. března Hitler rozhodl upřednostnit Weserübung před Fall Gelb a 2. dubna bylo rozhodnuto, že k útoku na Dánsko a Norsko dojde 9. dubna 1940. Dánsko se vzdalo po krátkém odporu během jediného dne, ale dánská vláda a ozbrojené síly si zachovaly relativní nezávislost (za cenu kolaborace s Německem) až do 28. srpna 1943, kdy v rámci operace Safari Němci převzali plnou kontrolu. Dánsko bylo jedinou okupovanou zemí, kde se většina židovské populace zachránila před nacistickým holokaustem. Většina z asi sedmi tisíc židů přešla před hlavním německým zátahem na dánské židy (1./2. října 1943) do neutrálního Švédska.
V Norsku narazili Němci na houževnatý odpor. Většina vylodění proběhla úspěšně s výjimkou Osla, které bylo dobyto teprve německými výsadkáři. V Narviku se Němcům podařilo obsadit město i přístav, záhy však byli obklíčeni takřka pětinásobnou přesilou Britů, Francouzů a Norů, podporovaných Královským námořnictvem (Royal Navy). V následné bitvě o Narvik byli Němci koncem května nuceni město vyklidit a ustoupit směrem k hranicím Švédska, ovšem vývoj situace ve Francii přiměl Spojence počátkem června ke stažení jejich oddílů z Norska. Němci zde později instalovali loutkovou vládu pod vedením norského zrádce Vidkuna Quislinga.

#### Německý útok na západ
Dva dny po vyhlášení války Německu podnikli Francouzi omezenou a spíše symbolickou ofenzívu do Sárska. Následovalo klidné období na západní frontě, označované jako Sitzkrieg („válka vsedě“, případně „podivná válka“), které kvůli nepříznivému podzimnímu počasí a neočekávaně vysokým německým ztrátám v Polsku pokračovalo až do jara následujícího roku. Důvody francouzské pasivity spočívaly v defenzivní mentalitě, v jejímž duchu se francouzská armáda spoléhala na silně opevněnou pohraniční Maginotovu linii. Ta však nebyla vybudována podél hranic s Belgií. Na počátku října pověřil Hitler Vrchní velení armády (Oberkommando des Heeres) vypracováním plánu pro tažení proti Francii, nazvaném Fall Gelb.

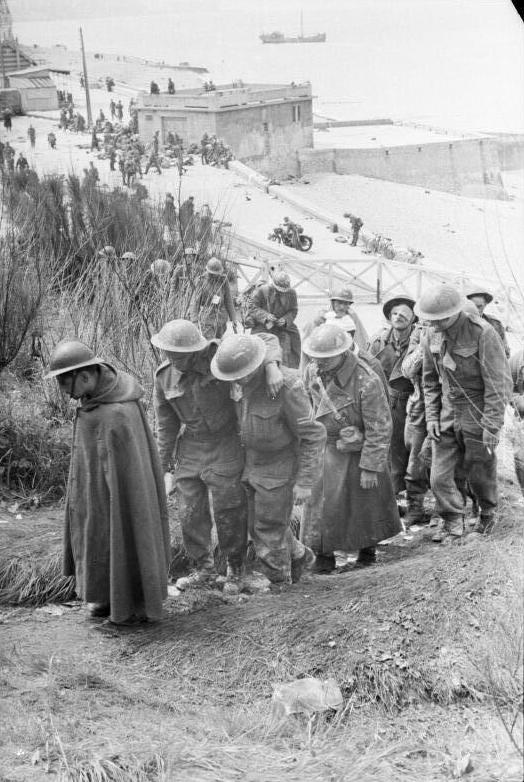
Britští a francouzští zajatci v Veules-les-Roses

Na jaře 1940 byl německý plán útoku proti Francii a státům Beneluxu hotov. Podle původního záměru měla být invaze na západ provedena podobně jako v první světové válce. Nicméně generál Erich von Manstein a jeho spolupracovníci přesvědčili Hitlera, aby jádro obrněných sil soustředil k rychlému postupu přes Ardenský les a řeku Mázu, přičemž následný průlom měl vést k rozštěpení spojeneckých armád ve dví. Ardeny představovaly kopcovitý, hustě zalesněný terén naprosto nevhodný pro operace tanků, avšak Manstein tvrdil, že nepřítel zde nebude očekávat masivní útok, čímž bude dosaženo momentu překvapení. Obě válčící strany disponovaly stejně početnými armádami. Spojenci měli převahu v tancích, naproti tomu německá Luftwaffe měla nad svými protivníky navrch ve vzduchu, což se spolu s pružnější organizací německých pancéřových sil ukázalo jako rozhodující faktor.
Vlastní útok započal 10. května 1940, kdy Wehrmacht překročil hranice Belgie, Nizozemska a Lucemburska. Němečtí výsadkáři obsadili důležitá letiště, mosty a strategicky významnou belgickou pevnost Eben-Emael. V reakci na německý vpád do Beneluxu postoupil britský expediční sbor a část francouzských armád do Belgie na linii řeky Dyle, kde hodlaly zastavit německý postup. Tím však šly na ruku Mansteinovu plánu, neboť v téže době se sedm z deseti německých pancéřových divizí valilo nikým nezpozorováno ardenskými průsmyky. Po třech dnech, kdy se setkaly jen se slabým odporem, dorazily německé tanky vedené generálem Guderianem u Sedanu k řece Máze, kterou 14. května po urputném boji zdolaly. V tentýž den podnikla Luftwaffe ničivý nálet na Rotterdam, načež Holandsko kapitulovalo. O tři dny později padl také Brusel. Po překročení Mázy se německé tankové divize ocitly v nížině severní Francie a 20. května dosáhly ústí řeky Sommy do kanálu La Manche, čímž byl završen Mansteinův „sek srpem“ (Sichelschnitt). Britové se pokusili zasáhnout bok německých divizí u Arrasu, avšak poté, co byli odraženi, se ocitli v obklíčení. Do 27. května vedl neustálý německý postup k sevření britských a francouzských jednotek u Dunkerque. Na záchranu obklíčených vojsk byla proto zahájena operace Dynamo, v níž se i přes nepřetržité německé nálety britským vojenským i civilním plavidlům podařilo do 4. června evakuovat z Dunkerque takřka 340 000 spojeneckých vojáků. Evakuován byl téměř celý expediční sbor a rovněž 110 000 příslušníků francouzské armády. K této záchraně Spojenců přispěl i Hitlerův rozkaz z 24. května, ve kterém, na doporučení některých generálů, zakázal tankům pokračovat v postupu, aby šetřil své cenné pancéřové divize.

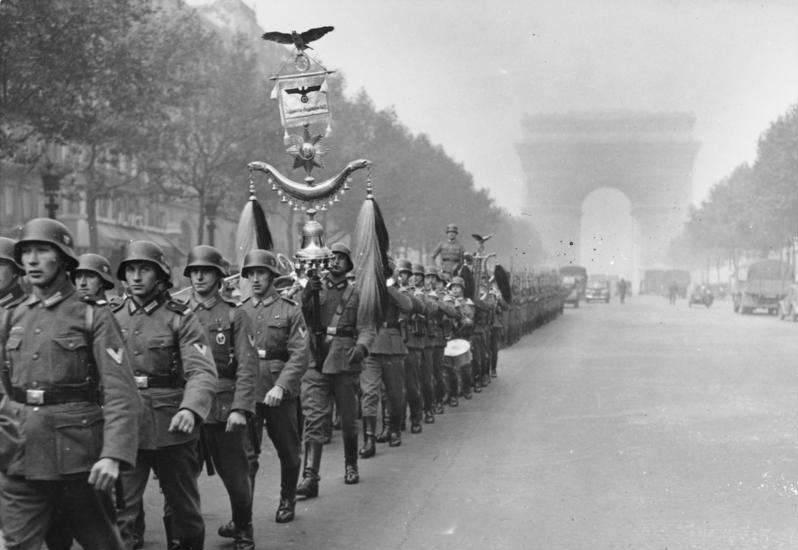
Němečtí vojáci v Paříži po dobytí Francie

Němci obnovili 5. června ofenzívou na řekách Sommě a Aisně útok do nitra Francie a již po čtyřech dnech překročili řeku Seinu. 10. června se zapojila do války po boku Německa i Mussoliniho Itálie. Útok Italů v Alpách skončil ale navzdory italské převaze pohromou. 14. června vstoupil triumfující Wehrmacht do Paříže, která byla ještě předtím prohlášena otevřeným městem. V téže době byla prolomena Maginotova linie. Za těchto kritických okolností byl francouzským předsedou vlády jmenován Philippe Pétain, hrdina z první světové války. Ten zahájil okamžitě vyjednávání o příměří, které bylo uzavřeno 22. června v Compiègne v tomtéž železničním vagóně, v němž Němci podepsali příměří v roce 1918. 17. června Sovětský svaz poblahopřál Německu k brilantnímu vítězství.
Blitzkrieg na západě tak skončil po pouhých šesti týdnech. Podle podmínek příměří byla Francie rozdělena na dvě části. Sever a západ země, kde se nacházely důležité letecké základny pro válku s Brity a přístavy v Atlantském oceánu, byly okupovány Wehrmachtem. Jižní a východní část Francie setrvala pod kontrolou Pétainovy vlády, která se usadila ve městě Vichy. Pétain zde nastolil kolaborantský, loutkový vichistický režim zcela loajální vůči Německu. Mezitím se v Londýně do čela exilového hnutí Svobodných francouzských sil (Forces françaises libres) postavil služebně nejmladší generál Charles de Gaulle. Francouzská flota zakotvená u alžírského Oranu byla však 3. července napadena britským námořnictvem, aby nepadla do rukou Němců.

#### Obsazení rumunských území a pobaltských republik Sovětským svazem
Sovětský svaz v červnu 1940 obsadil a anektoval části tehdejšího Rumunska. Okupoval a anektoval také nezávislé republiky Litva, Lotyšsko a Estonsko.

#### Bitva o Británii
Po vítězství nad Francií ovládal Adolf Hitler v létě 1940 přímo nebo prostřednictvím spojenců téměř celou Evropu. Jeho jediným zbývajícím nepřítelem zůstávala osamocená Velká Británie, jejíž nový ministerský předseda Winston Churchill sliboval Britům ve svých burcujících projevech pouze „krev, pot a slzy“. Nicméně britská armáda se po katastrofě ve Francii nacházela v troskách. Jedinou překážkou, která bránila Hitlerovým armádám v podrobení Britských ostrovů a jež mohla zmařit chystanou invazi (operace Seelöwe), bylo nyní britské letectvo (Royal Air Force) v čele s leteckým maršálem Hughem Dowdingem. Zlomit sílu RAF se v nadcházející bitvě pokusila německá Luftwaffe, jejímž velitelem byl Hermann Göring. Němci rovněž doufali, že Británii izolují a vyhladoví s pomocí svých ponorek, operujících z Francie a Norska.

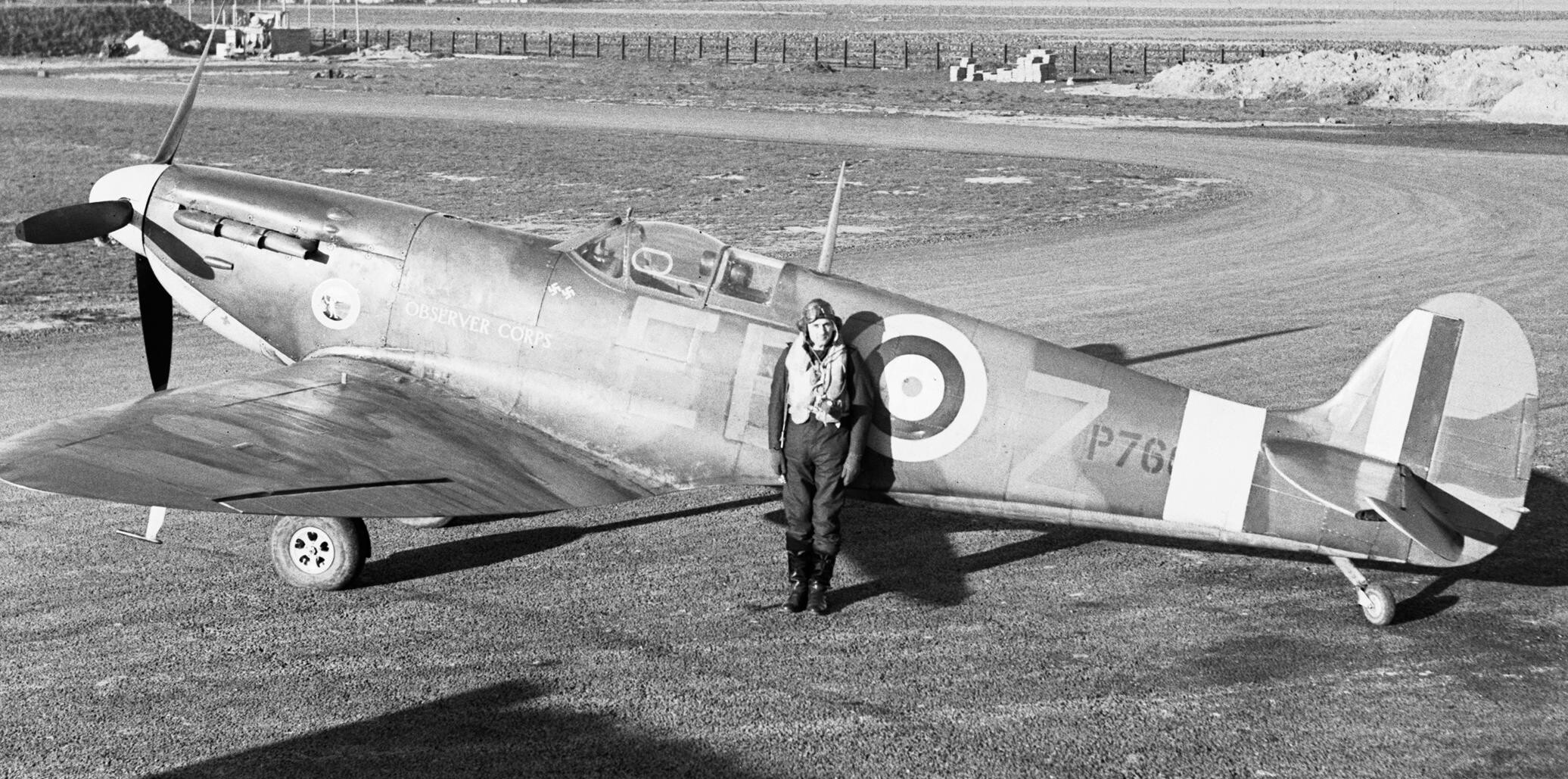
Stíhačka Královského letectva (RAF) Supermarine Spitfire Mk IIa P7666 ze 41. perutě a pilot Donald Finlay

Samotná letecká bitva začala krátce po dobytí Francie. V první fázi se Luftwaffe zaměřila na britské konvoje, které během tzv. bitvy o kanál (Kanalkampf) vytlačila z Lamanšského průlivu. Hlavní útok byl zahájen 13. srpna, v tzv. „den orla“ (Adlertag). Němci nejprve částečně neutralizovali britský radarový systém a zaútočili proti přístavům a vojenským a leteckým zařízením na pobřeží. V průběhu této fáze boje utrpěly obě strany nejvyšší ztráty za celou bitvu. Později se Luftwaffe zaměřila proti letištím RAF ve vnitrozemí a leteckým továrnám. V závěrečné etapě boje, na počátku září, podnikli Němci denní útoky na Londýn a jiná velká britská města, jako bylo třeba Coventry, s cílem zlomit morálku jejich obyvatel. Konečně 15. září Britové přesvědčivě odrazili rozsáhlý německý útok, načež Hitler nařídil odložit vylodění na neurčito. Luftwaffe i nadále pokračovala v bombardování měst (Blitz). Kvůli velkému množství zničených letadel se však od října omezovala pouze na noční útoky, které si i přesto do jara následujícího roku vyžádaly přes 40 000 životů. V bitvě o Británii usilovali Němci o zničení nepřátelských stíhaček, avšak podcenili význam radaru pro obranu Britů. Navíc britský průmysl dokázal vždy plně nahrazovat ztráty vlastních strojů. Značný podíl na tomto vítězství „nemnohých“ náležel kromě britských pilotů také Polákům, Kanaďanům, Novozélanďanům, Čechoslovákům, Belgičanům a zástupcům mnoha jiných národů.

#### Řecko a Jugoslávie
Již od třicátých let směřoval Benito Mussolini své velmocenské ambice na Balkánský poloostrov. V dubnu 1939 okupovala italská vojska Albánii, z níž 28. října 1940 zahájila překvapivý útok proti Řecku. Ovšem ofenzíva špatně vybavených a nedostatečně motivovaných italských vojáků selhala sotva po několika dnech. Řekové přiměli italské agresory k přechodu do defenzívy a vzápětí je zatlačili zpět do Albánie. Vzhledem k nebezpečí porážky svého spojence a z obav z britského zásahu, jenž by mohl ohrozit německou kontrolu rumunských ropných polí, vydal v prosinci Hitler pokyn k vypracování plánů tažení na Balkán (operace Marita). Zároveň byla zahájena diplomatická ofenzíva, v jejímž rámci se na stranu mocností Osy přidaly Rumunsko, Maďarsko a Bulharsko. Na konci března 1941 se k Ose připojila i Jugoslávie, avšak protiněmecké demonstrace a puč jugoslávských leteckých důstojníků měl za následek vystoupení Jugoslávie z aliance.

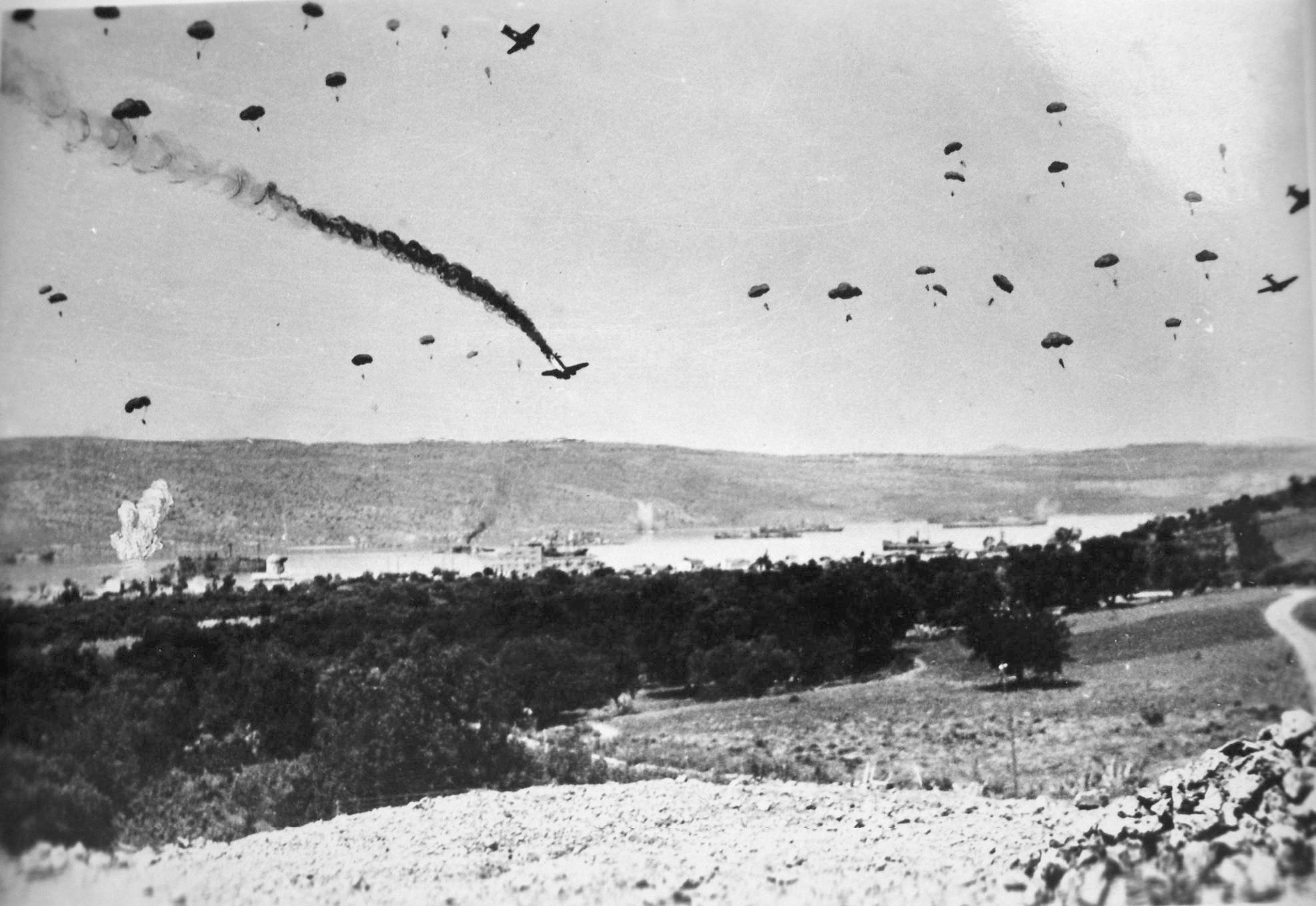
Němečtí výsadkáři nad Krétou

6. dubna 1941 překročily německé divize z Rakouska, Rumunska a Bulharska hranice s Jugoslávií, souběžně Luftwaffe podnikla ničivý nálet na Bělehrad. Jugoslávská obrana byla brzy prolomena a už 10. dubna 1941 stanuly jednotky Wehrmachtu v chorvatském Záhřebu, kde byly uvítány jásajícími davy. Bělehrad dobyly německé pancéřové divize dva dny nato a 17. dubna přijalo jugoslávské velení svou bezpodmínečnou kapitulaci. Poražená Jugoslávie byla rozdělena mezi vítězné státy a na jejích troskách byl vyhlášen tzv. Nezávislý stát Chorvatsko pod vedením Ustašovců.
Řekové posílení britskými jednotkami, přesunutými ze severní Afriky, kladli Němcům houževnatější odpor. Německý postup do vnitrozemí ztěžoval také nepříznivý hornatý terén. Po překonání Metaxasovy linie padlo 9. dubna 1941 do rukou Němců město Soluň, takže téměř polovina řecké armády byla uvězněna ve východní Makedonii. Během dvou týdnů byli Řekové obklíčeni rovněž v Epiru. Britové se pokusili zadržet Němce u Thermopyl, avšak poté, co byla jejich obrana zdolána, zahájili obojživelnou evakuační operaci. 27. dubna 1941 vstoupily oddíly Wehrmachtu do Athén a na Peloponés, čímž bylo balkánské tažení ukončeno.
O necelý měsíc později, 20. května 1941, provedly německé vzdušné síly leteckou invazi na Krétu. Při tomto útoku však němečtí výsadkáři utrpěli těžké ztráty a také zprvu nedokázali dobýt žádné letiště potřebné k zajištění příchodu posil a k plynulému zásobování. Kvůli špatné koordinaci a komunikaci mezi jednotkami britského Commonwealthu a intenzivním útokům Luftwaffe se však Němcům nakonec podařilo konsolidovat svoje pozice a vytlačit Spojence z ostrova. Hitler nicméně do budoucna zakázal provádění jakýchkoli dalších výsadkových operací.

#### Válka v Africe a na Středním východě

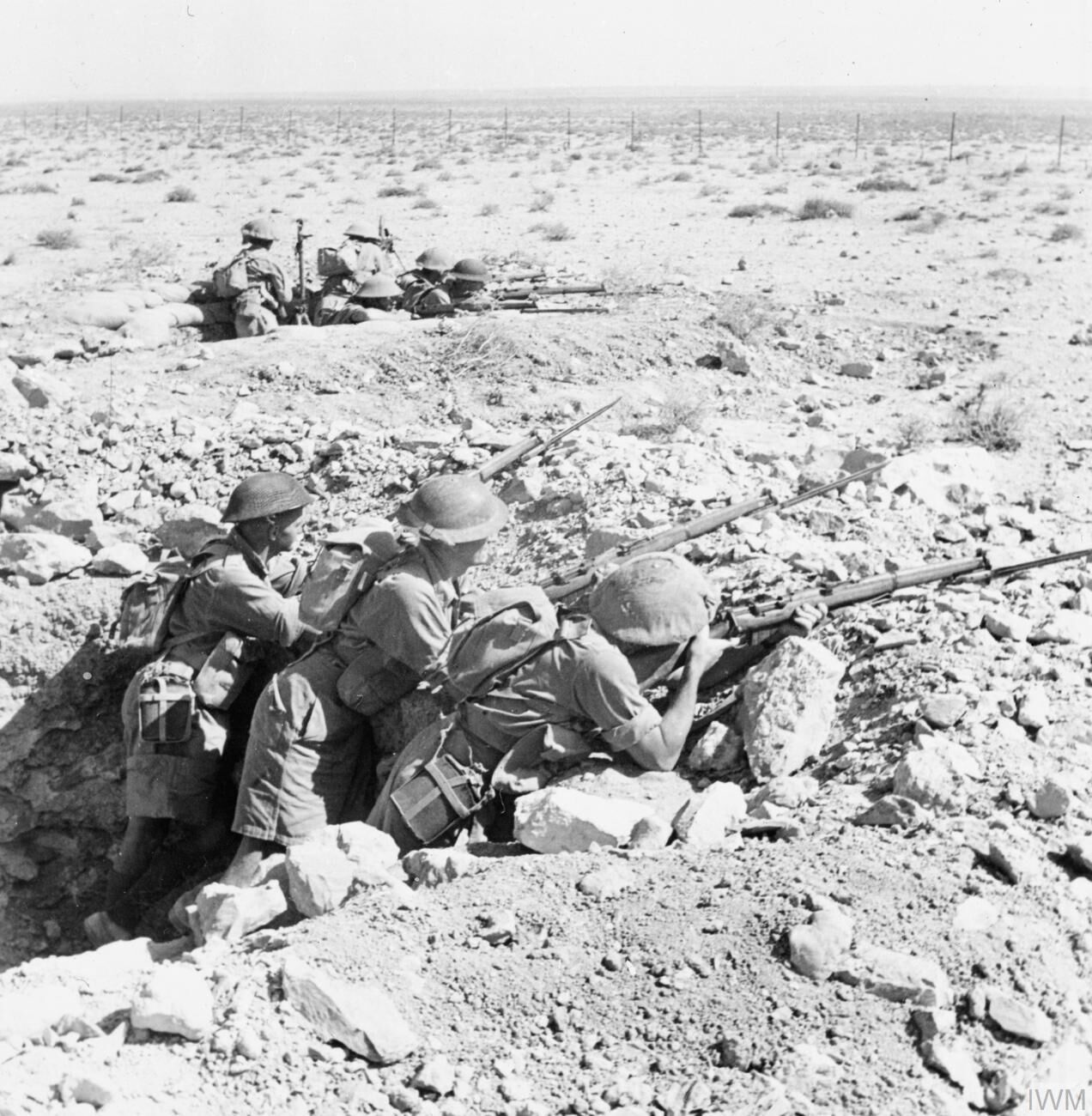
Australští vojáci u Tobruku

Severoafrické tažení začalo v září 1940, kdy 160 000 italských vojáků proniklo z Libye do Egypta, jenž byl protektorátem Britů. Italský postup se však zastavil po pouhých sto kilometrech, načež začátkem prosince zahájilo 36 000 britských, australských, indických, novozélandských a jihoafrických vojáků protiútok, při němž byli Italové vytlačeni do Libye. V pokračujících bojích byli Italové nuceni ustoupit na Kyrenaiku, kde byla většina italské armády posléze polapena a zničena britským útokem napříč poloostrovem. Po tomto katastrofálním vývoji nezbylo Mussolinimu než požádat o pomoc Hitlera, který vyslal do severní Afriky dvě divize pod velením generála Rommela. Ihned po svém příchodu koncem března 1941 se Rommel vrhl do ofenzívy. Po překonání britské obrany, oslabené stažením části sil do Řecka, dobyl jeho Afrikakorps zpět Kyrenaiku a přístav Benghází. V dubnu dorazily Rommelovy tanky k libyjskému přístavu a pevnosti Tobruk, bráněnému australskými vojáky. Jelikož Tobruk představoval překážku postupu do Egypta, pokusili se ho Němci třikrát dobýt, avšak jejich úsilí skončilo neúspěchem. Podobně dopadly také britské snahy o vyproštění, načež se Rommel uchýlil k obléhání pevnosti, jež se protáhlo na osm měsíců.
Zatím v květnu 1941 přemohlo vojsko Commonwealthu proněmeckou vládu v Iráku, která byla podporována německými vzdušnými silami z letišť ve vichistickou vládou kontrolované Sýrii. Během června a července proto Britové spolu se Svobodnými Francouzi obsadili Sýrii a Libanon. Už v lednu pronikly smíšené britské a koloniální oddíly do Etiopie a do konce května 1941 porazily zde umístěné italské vojsko, čímž Italská východní Afrika vzala za své.

#### Přepadení Sovětského svazu

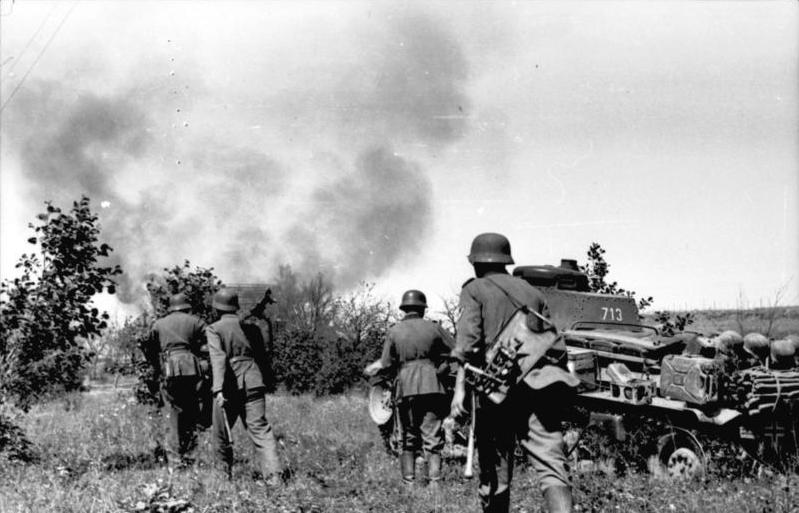
Německá pěchota kdesi v severním Rusku. V pozadí Pz.Kpfw. 35(t) – původně československý LT vz. 35

Boj proti bolševismu náležel společně se získáním „životního prostoru“ na východě mezi hlavní motivy Hitlerovy politické kariéry. Vlastní tažení proti Sovětskému svazu, jež mělo být podle nacistické rasové ideologie vedeno jako vyhlazovací válka, bylo připravováno již od vítězství nad Francií v létě 1940. Operace Barbarossa, jak byl výsledný plán pojmenován, předpokládala rozdělení německých vojenských sil do třech skupin armád. Na severu měly být obsazeny pobaltské státy a Leningrad. Skupina armád Střed, na níž spočívala hlavní tíže tažení, měla postoupit přes Bělorusko a dobýt Moskvu. Jižní uskupení německých vojsk spolu s Rumuny, Italy a Maďary mělo okupovat Ukrajinu. Za operační cíl, jehož mělo být dosaženo, byla stanovena linie spojující města Archangelsk a Astrachaň.
Sovětský svaz byl napaden 22. června 1941, kdy 3 miliony německých vojáků s 3600 tanky překročily sovětské hranice. Ačkoli přesuny německých armád byly dobře patrné celé měsíce před začátkem tažení, Stalin, jehož důvěra v sovětské vojenské kapacity byla otřesena zimní válkou, odmítal vykonat jakákoli protiopatření, jež by mohla vyprovokovat Němce. Rudá armáda byla tudíž útokem naprosto zaskočena, třebaže měla nad Němci převahu v tancích i v letadlech. Obzvláště sovětské letectvo bylo značně poničeno německými nálety první den útoku. Německé pancéřové kleště, následované pěchotou, už v prvním týdnu obklíčily a zničily ohromné seskupení sovětských vojsk v prostoru Białystok-Minsk. Přitom urazily více než 600 kilometrů. Na počátku července překročila skupina armád Střed Dněpr a přiblížila se ke Smolensku, kde se poté odehrála rozhořčená obkličovací bitva, jež byla skončena v srpnu. V obou těchto střetnutích padly do zajetí stovky tisíc sovětských vojáků. Mezitím skupina armád Jih obsadila západní Ukrajinu, zatímco Rumuni obklíčili Oděsu. Postup v tomto sektoru fronty se však rozvíjel pomaleji. Na severu Němci rychle překonali řeku Dvinu a po obsazení Litvy, Lotyšska a Estonska směřovali k Leningradu. Stejně jako v Polsku postupovaly za jednotkami Wehrmachtu Einsatzgruppen SS, které nemilosrdně likvidovaly veškeré židovské obyvatelstvo a politické komisaře Rudé armády. Na těchto zvěrstvech se leckdy podílel i Wehrmacht. S obdobnou krutostí a brutalitou bylo nakládáno rovněž se zajatými rudoarmějci všech hodností, s partyzány a také s civilisty.

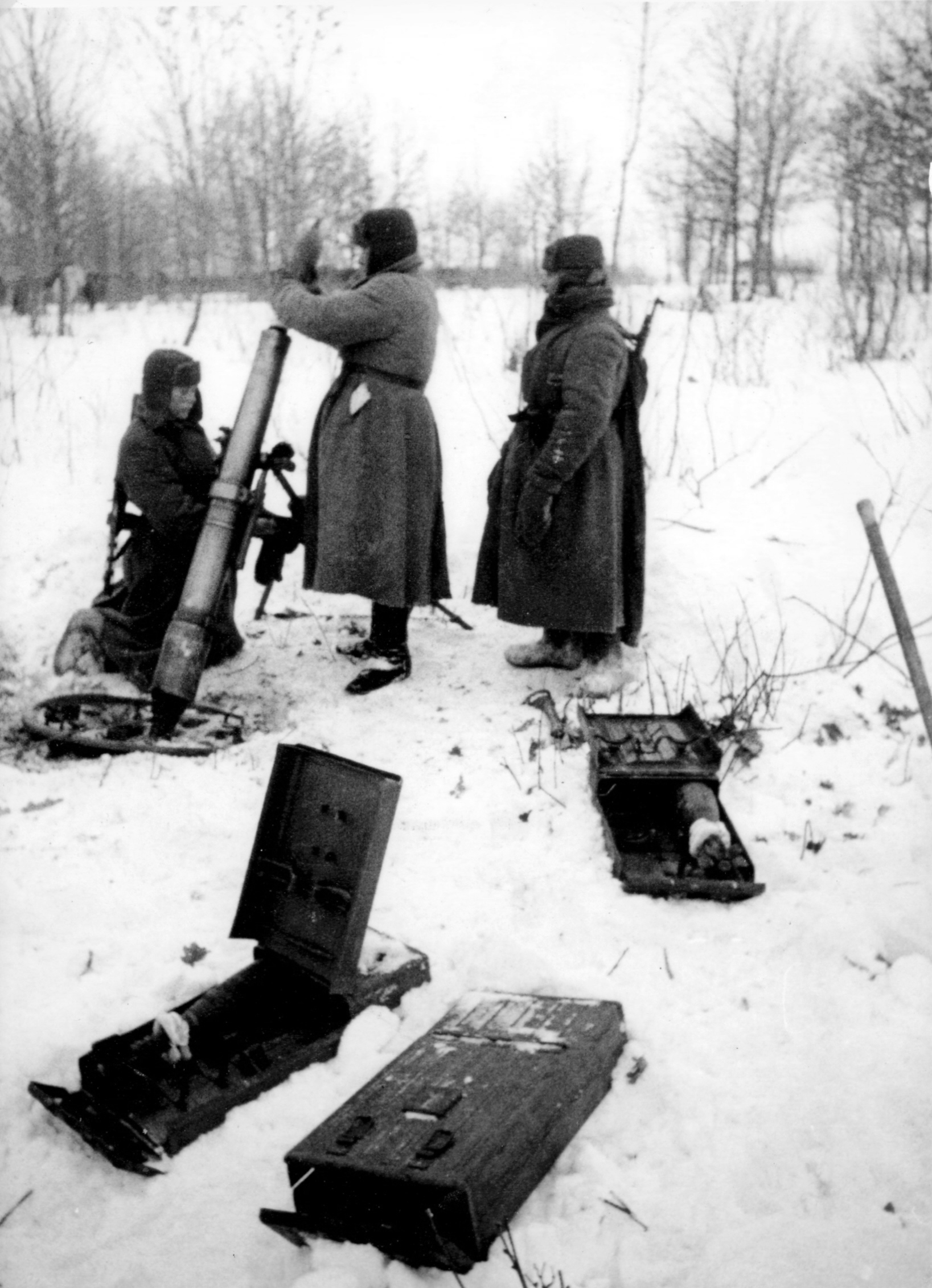
Sovětská obrana se 107mm minometem M1938 u Moskvy

Po dobytí Smolenska se němečtí generálové zasazovali za okamžitý útok na Moskvu, která byla pro jejich vojska nyní vzdálená jen 400 kilometrů. Nicméně Hitler považoval za důležité ovládnout ukrajinské zemědělské a průmyslové zdroje, ačkoli krátce po začátku tažení nařídilo sovětské vrchní velení (Stavka) evakuaci sovětského průmyslu na východ, především demontování veškerého těžkého průmyslu a jeho evakuaci ze západních regionů do oblastí za Ural. Hitler proto skupině armád Střed nařídil zastavit postup na sovětské hlavní město a obrátit se na jih. 8. září 1941 Němci spolu s Finy oblehli Leningrad a toto město postupně téměř zcela odřízli od veškerého nutného zásobování. Obležení Leningradu trvalo více než dva roky a vyžádalo si životy až jednoho milionu civilistů. Do konce září bylo pak v gigantické obkličovací bitvě u Kyjeva zajato dalších 650 000 sovětských vojáků.
Po šestitýdenní pauze obnovila skupina armád Střed 2. října svůj útok na Moskvu (tzv. operace Tajfun). Německý postup však záhy zpomalily podzimní deště, jež proměnily ruské cesty v bláto. O měsíc později udeřily první mrazy. V listopadu pronikli Němci do Rostova na Donu a na Krym. 15. listopadu zahájili svoji finální ofenzívu proti Moskvě, jež měla být provedena obrovitým obchvatem města. Na konci měsíce stály předsunuté jednotky Wehrmachtu sotva 30 kilometrů od Kremlu, vyčerpaní němečtí vojáci se ale ocitli na pokraji svých sil. Do 5. prosince 1941 byl celý německý postup zastaven. Následujícího dne zahájily čerstvé sibiřské divize maršála Žukova, které byly vybaveny moderními tanky T-34, sovětský protiútok, který do začátku ledna 1942 zatlačil příliš roztažené německé linie o 200 kilometrů zpět. Německá blesková válka v Sovětském svazu již tehdy prakticky ztroskotala.

### Vyrovnání sil

#### Japonský útok na Pearl Harbor, vstup USA do války

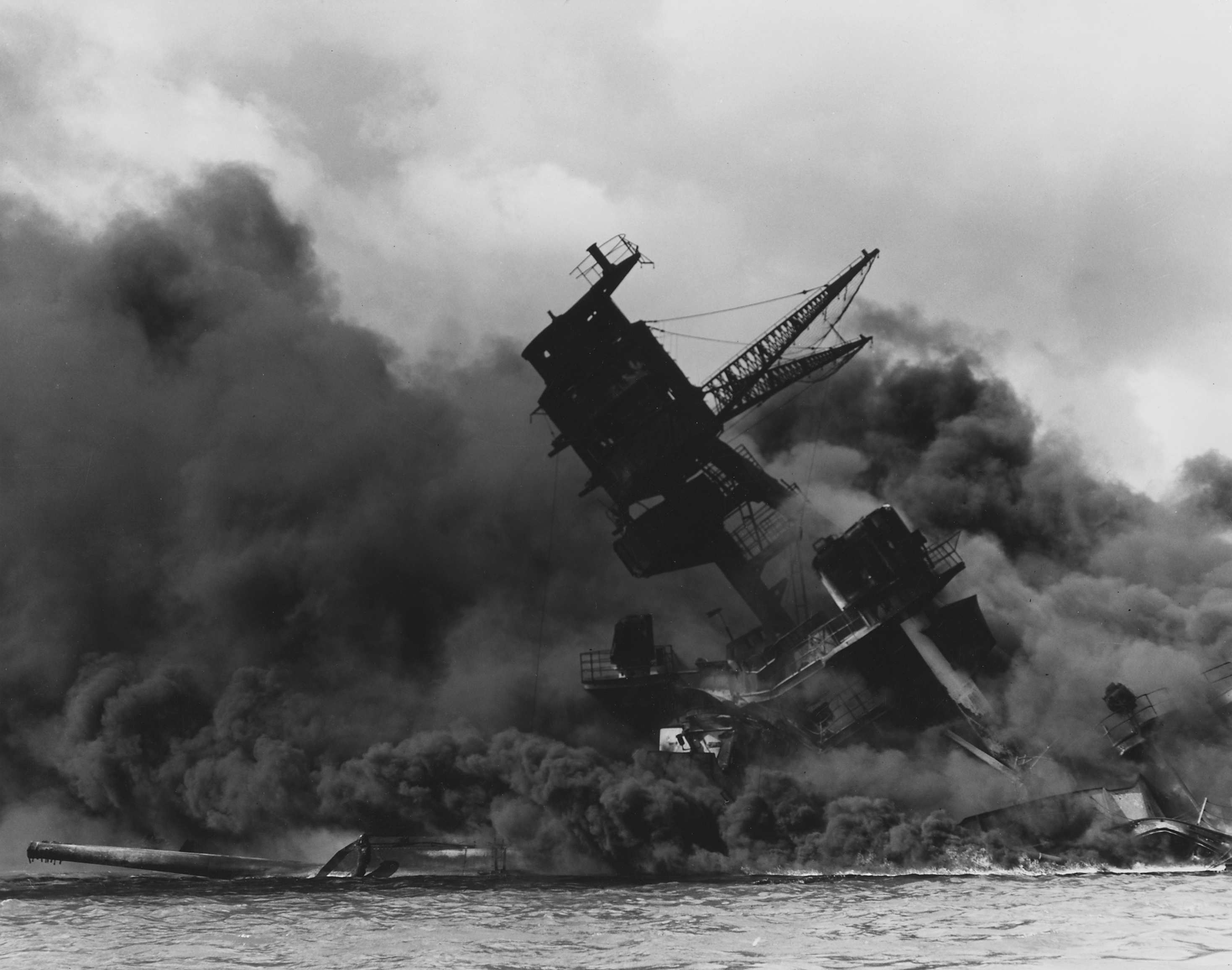
Bitevní loď USS Arizona hořící po zásahu japonskými pumami během útoku na Pearl Harbor

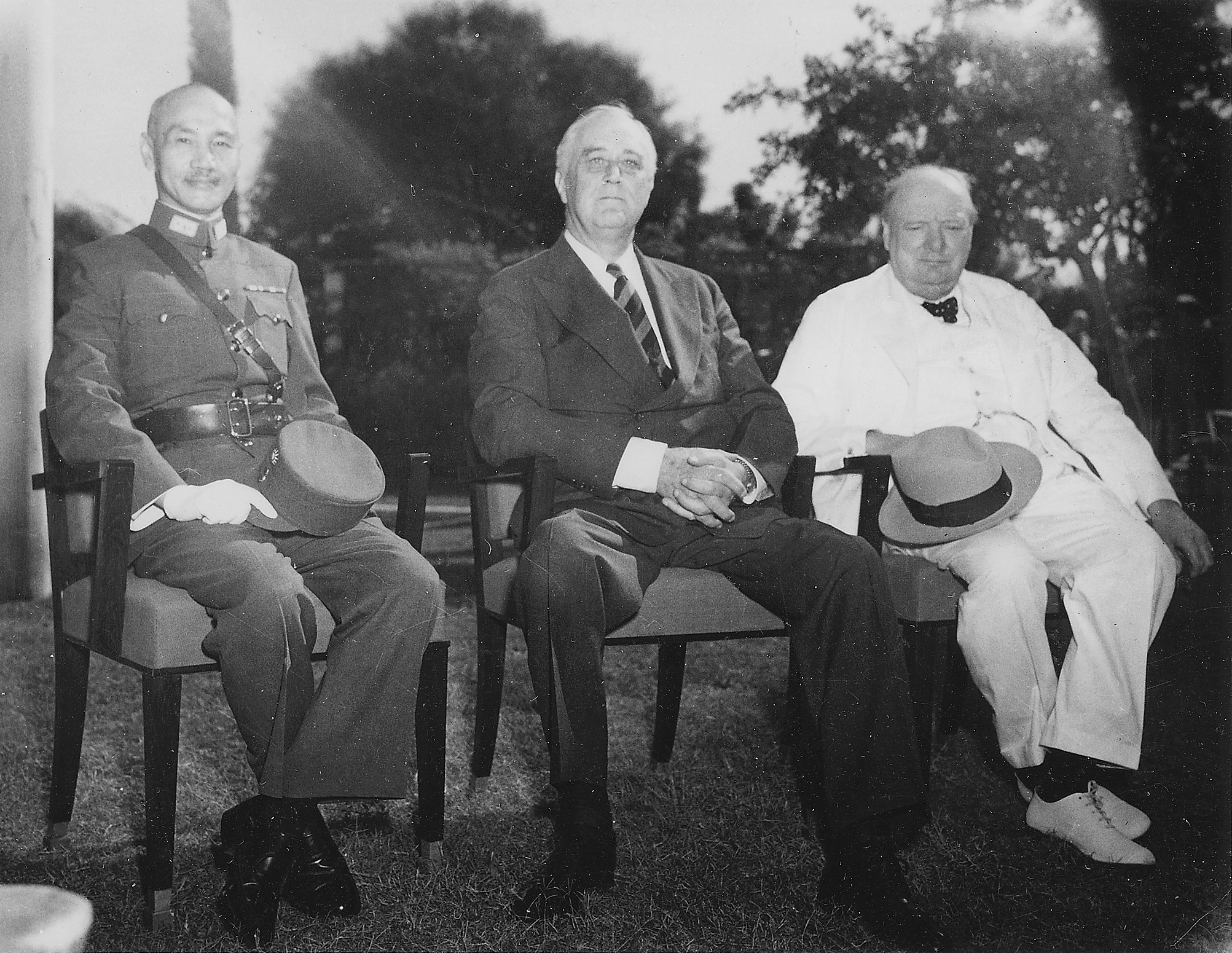
Pamětní foto tří účastníků Káhirské konference: zleva Čankajšek, Franklin Roosevelt a Winston Churchill

Japonská agrese v Číně od roku 1937 měla za následek ochlazení ve vztazích s USA. Po pádu metropolitní Francie vstoupily japonské jednotky koncem září 1940 do Francouzské Indočíny a krátce nato Japonsko formálně stvrdilo své spojenectví s Německem a Itálií. Přítomnost císařské armády v Indočíně a stupňující se japonské požadavky vůči Nizozemské východní Indii přiměly USA k uvalení ropného embarga na Japonsko, čímž bylo vážně poškozeno jeho hospodářství. Podle militantního křídla japonské vlády, v jehož čele stál generál Hideki Tódžó, si Japonsko muselo k zachování svých výbojů ve východní Asii zajistit dodávky ropy a ostatních surovin silou. Císařský generální štáb proto vypracoval plán obranného perimetru v Asii a v Tichém oceánu, umožňujícího Japonsku nerušené využívání tamních přírodních zdrojů k vedení defenzivní války. Nezbytným předpokladem úspěchu tohoto záměru byla neutralizace americké tichomořské floty.
7. prosince 1941 se z japonských letadlových lodí, jež nepozorovaně připluly do blízkosti Havajských ostrovů, vznesly stovky japonských letadel, které krátce před osmou hodinou podnikly ničivý nálet na americkou námořní základnu v Pearl Harboru. Během dvouhodinového útoku byla potopena nebo vážně poškozena řada amerických bitevních lodí a jiných plavidel. Po tomto zákeřném napadení vyhlásily USA Japonsku válku. Na stranu Japonska se o čtyři dny později přidaly také Německo a Itálie. Už před vstupem do konfliktu USA pozvolna opouštěly svoji izolacionistickou politiku a zastávaly jen formálně neutrální postoj k válčícím stranám. V březnu 1941 prezident Roosevelt podpořil Spojence, když prosadil Zákon o půjčce a pronájmu umožňující Britům, Číňanům a Sovětům odebírat americké zbrojní a jiné dodávky bez nutnosti okamžitého zaplacení. Konečně po japonském přepadení Pearl Harboru se ohromné americké průmyslové kapacity plně zapojily do boje proti Ose. 11. prosince 1941 vyhlásilo nacistické Německo válku Spojeným státům americkým a Adolf Hitler osobně schválil přípravu na provedení sabotážních a teroristických útoků na území USA (např. Operace Pastorius v roce 1942).

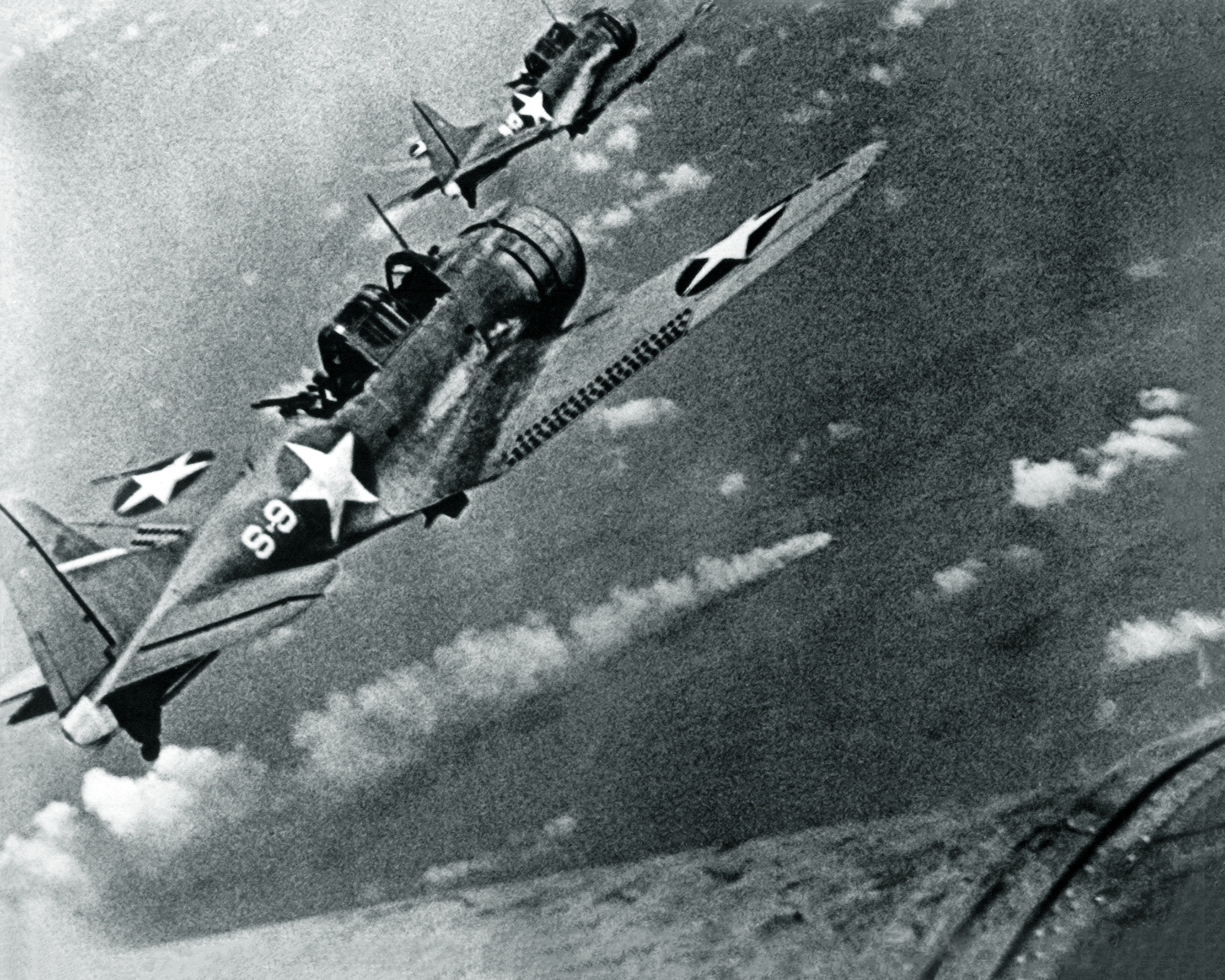
Dva střemhlavé bombardéry SBD Dauntless od VS-8 z USS Hornet nad hořícím těžkým křižníkem Mikuma. Odpoledne 6. června během bitvy u Midway

Ochromení pacifické floty poskytlo Japoncům volnou ruku k jejich expanzi. Před koncem prosince obsadili Japonci britský Hongkong a Gilbertovy ostrovy, stejně jako Guam a ostrov Wake, jež byly v držení Američanů. Rovněž vpadli do britského Malajska. Přes neutrální Thajsko napadli Barmu a vylodili se na Američanech kontrolovaných Filipínách. Singapur, považovaný za nedobytnou pevnost, padl 15. února 1942. Kolem 130 000 Indů, Australanů a Britů bylo vzato do zajetí, pád Singapuru se stal tudíž nejvíce pokořující kapitulací britských dějin. Po vítězství v bitvě v Jávském moři okupovali Japonci v březnu Nizozemskou východní Indii a přistáli na Nové Guineji. Americké a filipínské oddíly kapitulovaly na filipínském Luzonu v dubnu a obránci Corregidoru vydrželi až do května. Na počátku téhož měsíce zahájili Japonci obojživelnou operaci k obsazení Port Moresby na Nové Guineji, čímž by narušili komunikační spoje mezi USA a Austrálií. Ovšem v následné bitvě v Korálovém moři Spojenci odrazili japonské invazní síly. Po symbolickém Doolittlově náletu na Tokio japonské velení rozhodlo o obsazení atolu Midway. Současně měly být dobyty Aleutské ostrovy. Na konci května vyplula japonská flota pod velením admirála Jamamota vstříc Midwayi. Japonci usilovali o další překvapivý úder, avšak Američané krátce předtím prolomili japonský kód a byli tak zpraveni o jejich úmyslu. 4. června 1942 se Američanům podařilo v bitvě u Midway rozdrtit japonské letadlové lodě, jež tvořily jádro japonských námořních sil, načež Jamamoto nařídil ústup. Po pouhých šesti měsících skončilo období japonských úspěchů, neboť císařské námořnictvo se z této porážky, která ho připravila o klíčové letadlové lodě a vycvičený personál, nikdy zcela nevzpamatovalo.

#### Tažení do Egypta
V listopadu 1941 zahájila posílená britská 8. armáda operaci Crusader, během níž osvobodila Tobruk. Jelikož německé námořní a zásobovací linie byly narušovány útoky britských námořních a leteckých sil operujících z Malty, byl Rommel přinucen k ústupu na svoji výchozí pozici. Jakmile britský tlak na nepřátelské komunikační linie na počátku roku 1942 polevil, síly Osy byly rychle doplněny, pročež v lednu obnovily svoji ofenzívu. Rommel poté snadno vytlačil Brity zpět na Kyrenaiku, kde koncem května přemohl jejich obranu u Gazaly. Nato Afrikakorps zdolal veškeré britské obranné pozice a po dvoudenním boji obsadil na konci června 1942 Tobruk. Vítězství Osy bylo korunováno zajetím více než 25 000 spojeneckých vojáků. Rommel pak navzdory rozkazům pronásledoval poraženou 8. armádu do Egypta a v červenci se s ní střetl v první bitvě u El Alamejnu. Nicméně Rommelův pokus obsadit Alexandrii vzdálenou pouhých 100 kilometrů neuspěl. Boje pokračovaly po celý červenec, než byly obě strany příliš vyčerpány.

#### Bitva o Atlantik

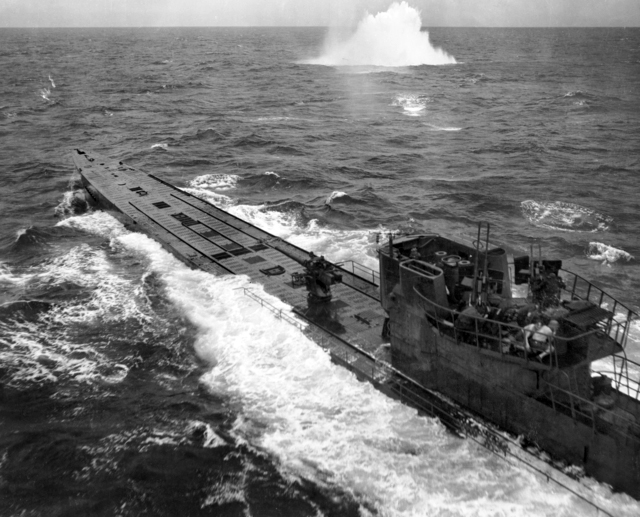
Německá ponorka U-848 typu IXD2 napadená americkými PB4Y-1 v jižním Atlantiku 5. listopadu 1943. Ponorka se potopila s celou posádkou

Německé ponorkové loďstvo mělo obdobně jako v první světové válce vyhladovět a izolovat Britské ostrovy ničením obchodních lodí. Za vlastní počátek bitvy o Atlantik lze považovat 14. říjen 1939, kdy jedna německá ponorka vnikla do zálivu Scapa Flow, hlavního opěrného bodu britské domácí floty (Home Fleet), přičemž potopila jednu ze zde zakotvených bitevních lodí. Přes tento úspěch se však do poloviny roku 1940 německé útoky v Atlantském oceánu omezovaly pouze na ojedinělé akce osamocených ponorek. Teprve po dobytí Francie, jež umožnilo zřízení ponorkových základen v přístavech v Brestu, Lorientu, Saint-Nazaire a La Rochelle, zajišťujících rychlejší dosažení operačních prostorů, došlo k zefektivnění německých ponorkových operací. Německé ponorky plně rozvinuly taktiku vlčích smeček, proti nimž byly spojenecké konvoje, slabě chráněné doprovodnými torpédoborci, bezmocné. V roce 1940 přišli Spojenci o 4,5 milionů tun lodního prostoru a v roce 1941 o zhruba stejné množství. Vítězství německých ponorek obratně využívala nacistická propaganda, jež mnohé z úspěšných kapitánů stylizovala do role národních hrdinů. K podpoře vedení ponorkové války vyplula v květnu 1941 z Baltského moře do Atlantiku německá eskadra. Ta sestávala z právě do služby uvedené bitevní lodě Bismarck, těžkého křižníku Prinz Eugen a několika torpédoborců. V průběhu plavby v Dánském průlivu mezi Grónskem a Islandem poslal Bismarck ke dnu britský bitevní křižník HMS Hood. Přesto dříve, než doplul do Francie, byl dostižen a zničen britským loďstvem.
Po vstupu Spojených států do války se těžiště německých akcí přesunulo blíže k americkému pobřeží. Zpočátku špatně organizovaná americká pobřežní obrana nedokázala zamezit útokům na obchodní lodě. Operační pásmo ponorek se později v důsledku intenzivnější obrany rozšířilo až do Karibiku a jižního Atlantiku. Původní počet asi 50 ponorek na počátku války vzrostl ve druhé polovině roku 1942 na více než 300. Tento rok byl proto nejúspěšnějším rokem německých ponorek, které zničily přes 8 milionů tun lodního prostoru, čímž se nejvíce přiblížily kritické hranici ohrožující britské hospodářství. V červnu 1942 také proběhla neúspěšná Operace Pastorius, kdy došlo k prvnímu pokusu o vylodění německých sabotérů na území USA, kteří měli za úkol poškodit válečný průmysl USA a vyvolat bombovými útoky paniku mezi civilním obyvatelstvem.
Koncem roku 1942 však Spojenci prolomili německé šifrovací zařízení Enigma, používané ponorkami. Díky tomu a zvýšené spojenecké produkci modernějších letadel a torpédoborců bylo v květnu 1943 potopeno 43 německých ponorek, což si vynutilo dočasné přerušení ponorkových operací. Na tomto zvratu, jenž se projevil poklesem potopené tonáže na 3,5 milionů, nic nezměnilo ani využití šnorchlu, získaného porážkou Holandska. Po osvobození Francie v létě 1944 musely být opuštěny ponorkové základny na pobřeží Atlantiku. Ponorky byly pak zatlačeny zpět do Severního a Baltského moře. Po německé kapitulaci v květnu 1945 byly ponorky buď poslány ke dnu, nebo se jejich posádky vzdaly ve spojeneckých přístavech.

#### Bitva u Stalingradu

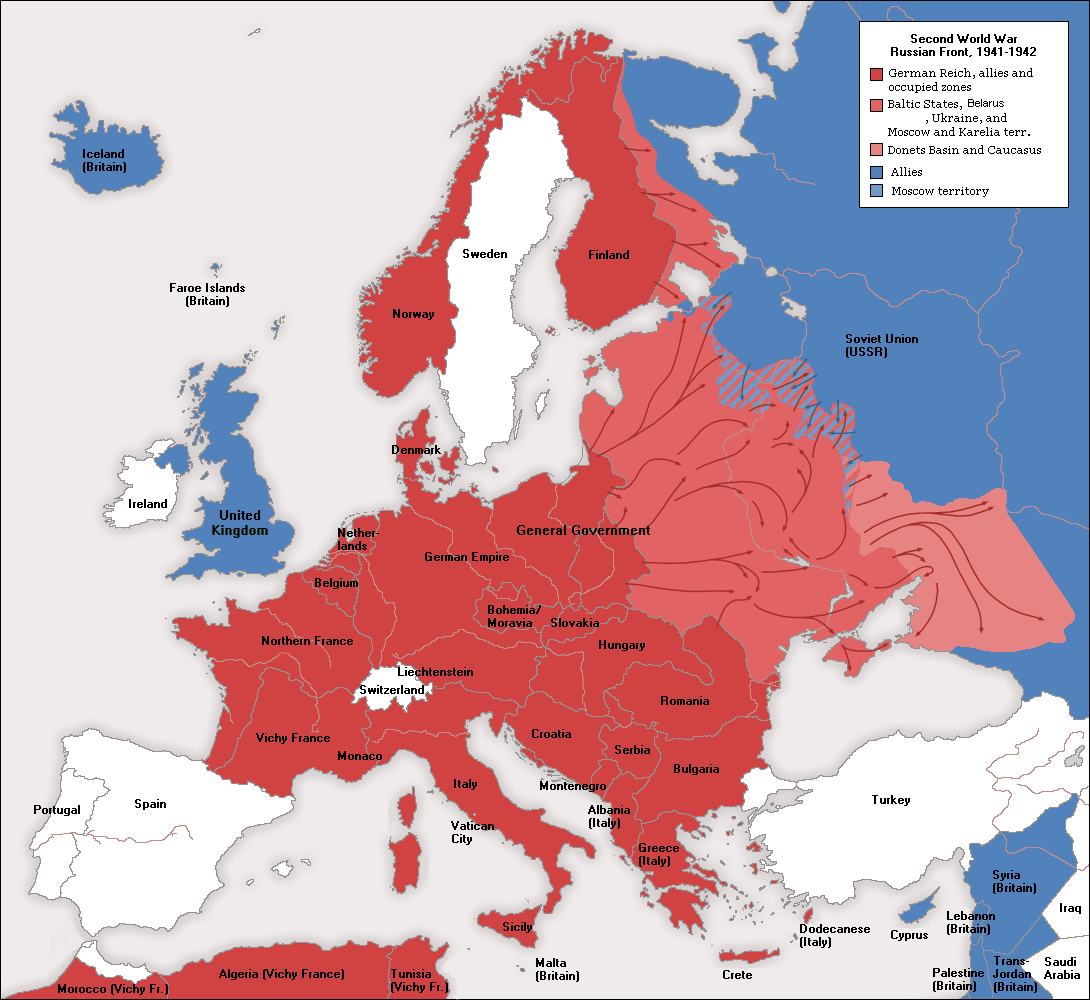
Území pod kontrolou Německa roku 1942

Poté, co byly sovětské průlomy na východní frontě eliminovány, převzal Wehrmacht na jaře 1942 opět iniciativu. Nová Hitlerova ofenzíva (Fall Blau) si kladla za cíl dobytí jižního Ruska a po dosažení Volhy proniknutí za Kavkaz, kde mělo být obsazeno Baku a místní ropná pole. Jakmile půda po jarním tání dostatečně ztvrdla, byl v květnu zahájen útok proti Sovětům na Krymu, jenž byl završen dobytím obleženého Sevastopolu na začátku července. 28. června vyrazili Němci východně od Charkova směrem na Voroněž a za méně než čtyři týdny stanuli na březích Donu. Navzdory rychlosti útoku byly počty zajatých sovětských vojáků nesrovnatelně nižší než v předchozím roce. Stalin a jeho generálové věřili, že Němci chystají druhý, mnohem mocnější úder na Moskvu a shromáždili zde veškeré dostupné zálohy, zatímco na jihu se Rudá armáda měla vyvarovat obklíčení.
Koncem července se Hitler vlivem relativní snadnosti německého postupu rozhodl pozměnit původní plán a nařídil polovině armád blížících se ke Stalingradu zamířit na Kavkaz. 23. července byl znovu dobyt Rostov a na začátku srpna se německé tanky přehnaly přes Kubáň, načež dorazily k severnímu Kavkazu, kde byly spatřeny první vrtné věže. 21. srpna vztyčili bavorští horští myslivci vlajku se svastikou na hoře Elbrus. Kvůli velkým vzdálenostem a nedostačující železniční síti se však vážně zhoršilo zásobování vojenských operací, což zpomalilo další útoky.

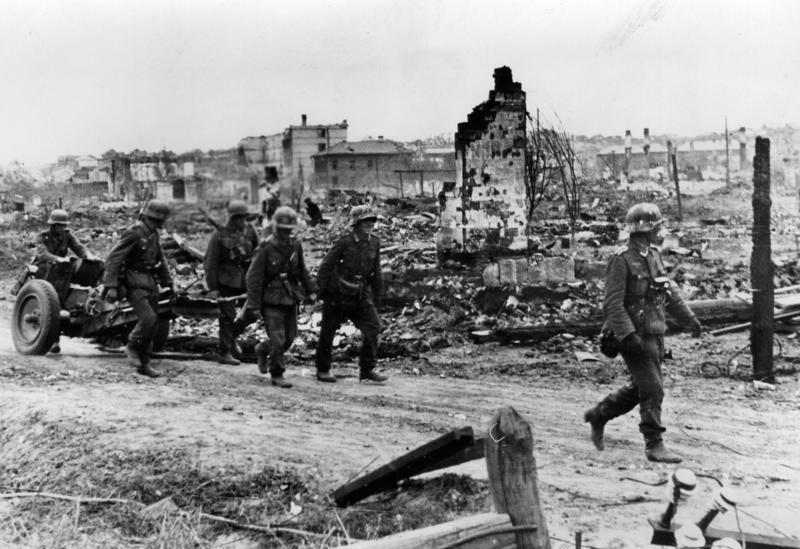
Německý postup ve Stalingradu

Souběžně s ofenzívou na Kavkaze pokračoval rovněž postup německé 6. armády vstříc Stalingradu. Vlastní bitva u Stalingradu začala 23. srpna potom, co asi 1000 letadel Luftwaffe zasypalo Stalingrad zápalnými bombami, které proměnily většinu města v hromadu sutin. Krátce nato dosáhly německé jednotky Volhy severně od města. V samotném Stalingradu Stavka zorganizovala improvizovanou obranu, s níž se Němci střetli v rozhořčeném boji o každý dům a ulici. Zapletli se tak do náročné a vyčerpávající bitvy v rozvalinách města, v níž utrpěli vysoké ztráty. Během německé ofenzívy, pokračující až do poloviny října, přišla 6. armáda o polovinu svých bojových stavů, zatímco sovětské 62. armádě neustále proudily přes Volhu čerstvé posily.

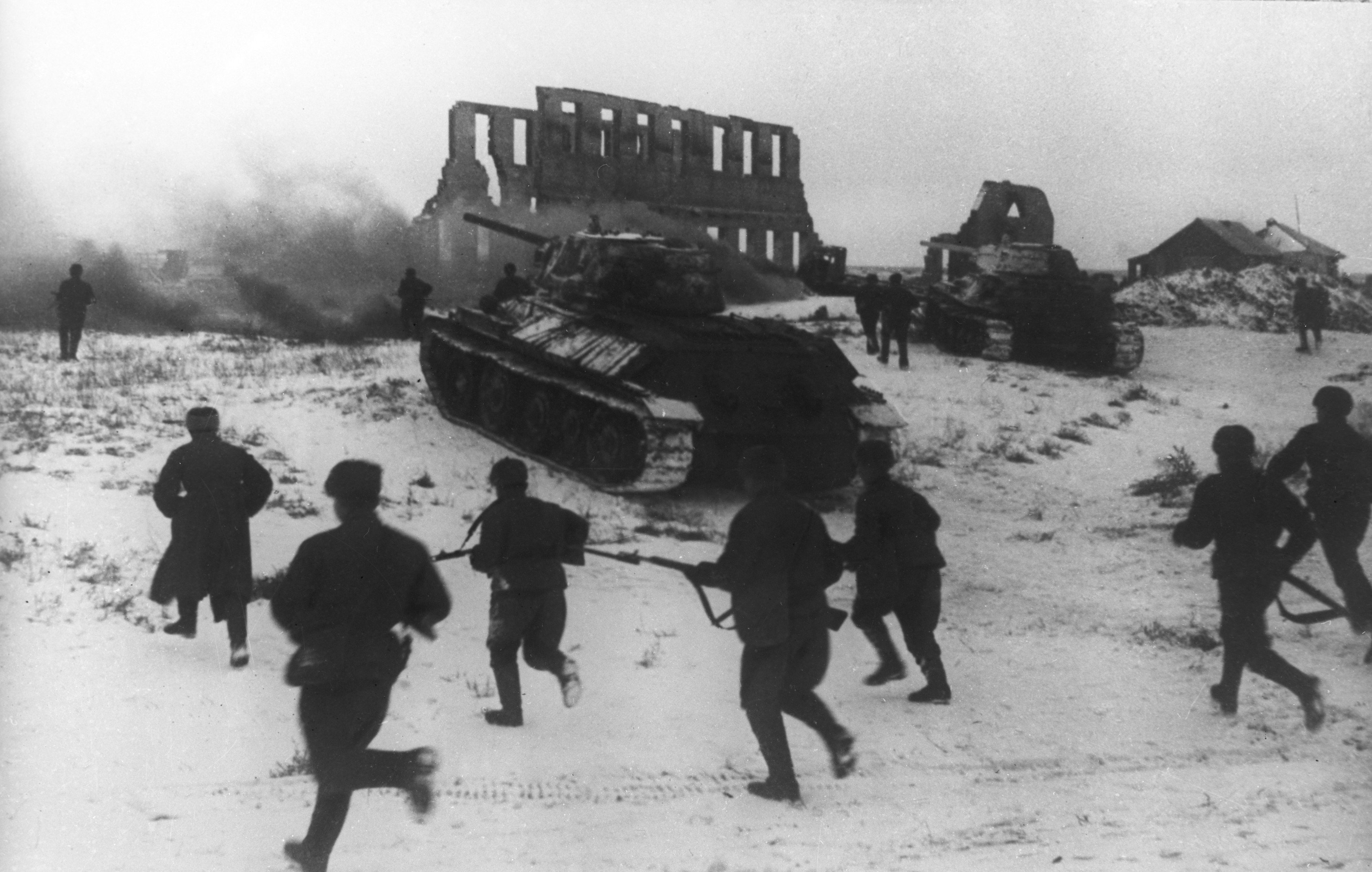
Rudá armáda obkličuje německá vojska bojující ve Stalingradu u Kalače

Kvůli přílišnému roztažení fronty byla německá křídla tvořena méně kvalitními rumunskými, maďarskými a italskými divizemi. Této slabosti využili Sověti, když v rámci operace Uran provedli 19. listopadu dva mohutné údery severozápadně a jihovýchodně od města. O čtyři dny později se útočící sovětské fronty setkaly západně od Stalingradu, čímž byla 6. armáda uvržena do obklíčení. Ujištěn Göringovým tvrzením, že Luftwaffe dokáže zásobit obleženou 6. armádu letecky, rozkázal Hitler jejímu veliteli, generálu Paulusovi, vytrvat na místě. 12. prosince byl zahájen pokus o vyproštění. Nicméně trvající sovětský nápor a Hitlerův kategorický nesouhlas s vyklizením Stalingradu měly za následek, že němečtí vojáci ve městě se ocitli v pasti. V polovině prosince byla spuštěna operace Saturn, při níž Rudá armáda vytlačila Němce z Kavkazu. Zatím ve Stalingradu Paulus odmítl sovětskou výzvu ke kapitulaci, pročež Sověti obnovili útok na město, než konečně 31. ledna Paulus a většina vyhladovělých vojáků 6. armády v beznadějné situaci kapitulovala. Zbytky německých sil ve Stalingradu se vzdaly 2. února 1943, ačkoli omezené střety především v městských stokách pokračovaly ještě v dalších měsících. Z téměř 300 000 příslušníků 6. armády padlo do sovětského zajetí 90 000 mužů, z nichž se po válce vrátilo do Německa pouze 6000. Sovětské vítězství u Stalingradu definitivně zlomilo mýtus o neporazitelnosti Wehrmachtu a stalo se symbolem obratu ve vývoji války.

#### Vítězství Spojenců v Africe

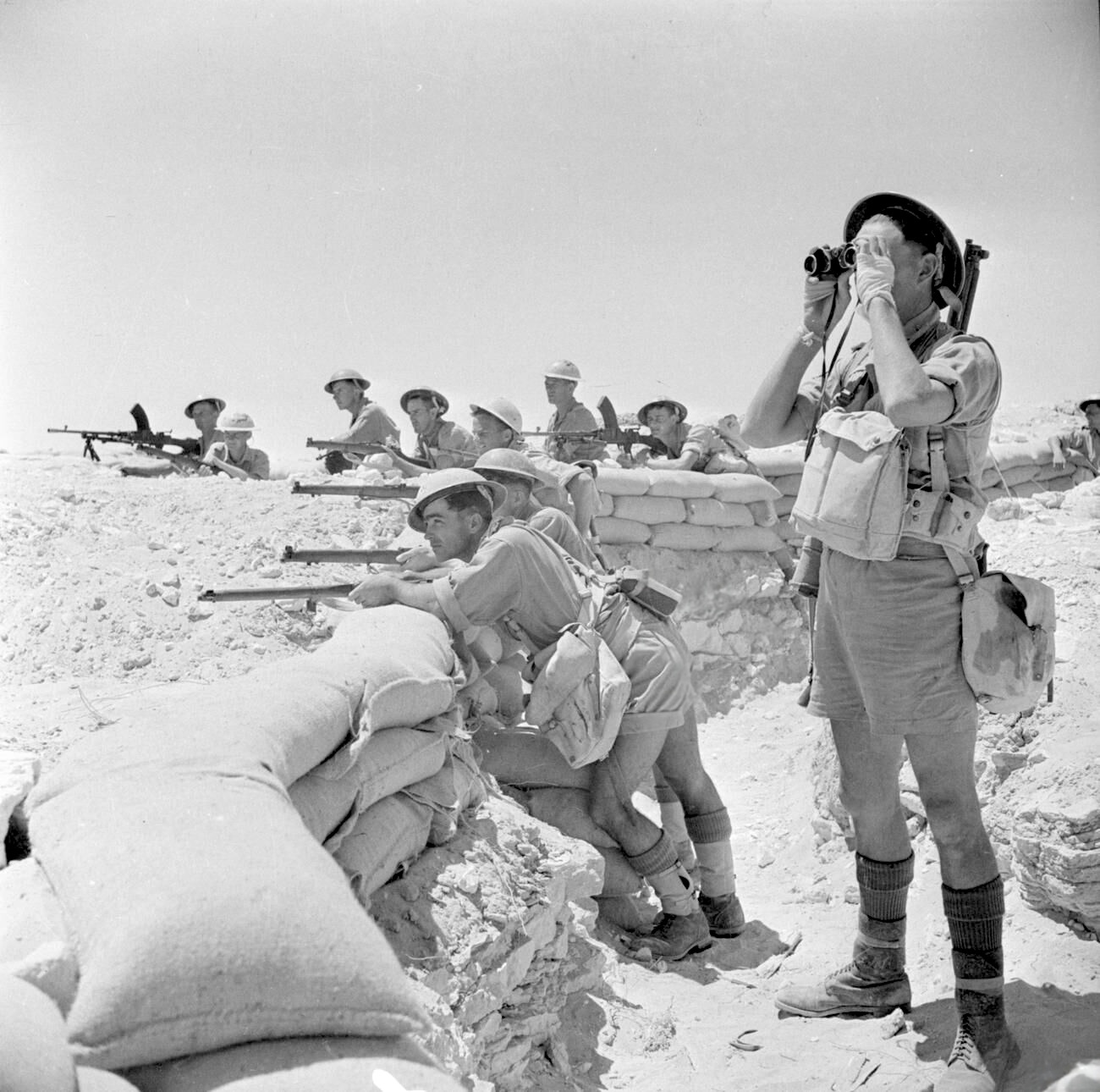
Vojáci Commonwealthu u El Alamejnu

Armády Spojenců a Osy v severní Africe se v srpnu 1942 zotavovaly z předchozích náročných bojů. V témže měsíci navštívil Winston Churchill Egypt, načež byl novým velitelem 8. armády jmenován generál Bernard Montgomery, jenž dodal britským silám v Africe novou energii. Koncem srpna se Rommel pokusil znovu prorazit do údolí Nilu, avšak byl odražen rozhodnou britskou obranou v bitvě u Alam Halfy. Rommel se poté vydal ze zdravotních důvodů do Německa, čehož Britové využili k posílení svých vojsk a k přípravě vlastní ofenzívy. 23. října zahájil Montgomery druhou bitvu u El Alameinu, v níž po dvanácti dnech intenzivních bojů síly Commonwealthu přinutily Afrikakorps ke stažení z Egypta.
Na počátku listopadu se americké a britské jednotky vylodily v Casablance, Oranu a Alžíru ve francouzské severní Africe (operace Torch). Nicméně Hitler a Mussolini nečekaně rychle zareagovali přesunutím vojska do Tuniska. Tam ustupoval rovněž Rommelův Afrikakorps, obezřetně stíhaný Montgomeryho 8. armádou. Po překročení Libye se Rommel opevnil na tuniských hranicích. V únoru se pokusil vymanit z nepřátelského sevření a zaútočil na západ proti americkým divizím v průsmyku Kaserín. Ostřílení němečtí veteráni zde přivodili Američanům vážnou porážku, ti se ale z tohoto nezdaru rychle poučili. Koncem března se Britům podařilo vymanévrovat Rommela u Mareth, pročež se postavení Osy v Africe začalo pozvolna hroutit. Poté, co Spojenci vstoupili do Tunisu, síly Osy 13. května 1943 kapitulovaly. Do zajetí padlo 275 000 italských a německých vojáků.

#### Odpor proti okupaci
Po příchodu německé armády byly v různých evropských státech zavedeny rozdílné metody zacházení s podrobeným obyvatelstvem, které vycházely z nacistických politických, rasových a ekonomických idejí a záměrů. K jejich naplnění využívali okupanti všech možných prostředků represe, jež obnášely především vojenský a policejní útlak, reprezentovaný systémem koncentračních táborů a hrozbou odvlečení na nucené práce, jimiž byly postiženy miliony lidí. Represe a vykořisťování však brzy narazily na odpor poražených a okupovaných národů.
V Nizozemsku proběhla stávka policie a železničářů. Ve Francii docházelo k ozbrojeným útokům, na nichž se podílely odbojové skupiny Résistance a Maquis. V Polsku působila podzemní Zemská armáda (Armija Krajowa), která v srpnu 1944 zorganizovala varšavské povstání. V Protektorátu proběhl v květnu 1942 úspěšný atentát na Reinharda Heydricha, jednoho z nejvýše postavených nacistů. Nejsilnější odpor převládal v balkánských státech a ve východní Evropě. Jugoslávští partyzáni vedení Titem dokázali osvobodit rozlehlá území Bosny a Hercegoviny a Černé Hory, přičemž na sebe vázali několik divizí Osy. Obdobně řečtí komunističtí (ELAS) a monarchističtí partyzáni (EDES) kontrolovali hornaté řecké vnitrozemí. Taktéž na dobytém území Sovětského svazu operovaly četné odbojové skupiny, které prováděly sabotáže na komunikačních uzlech. Partyzánský způsob boje byl plánován Rudou armádou už před vypuknutím války, takže po obsazení západních částí země zahájily odříznuté jednotky útoky proti okupačním silám v týlu fronty. Boj proti partyzánům vedli Němci odlišně ve východní a západní Evropě. Ve Francii nebo Itálii, kde vzniklo silné komunistické hnutí odporu po okupaci země Němci, docházelo k spíše ojedinělým případům masakrů civilního obyvatelstva. Naproti tomu válka proti partyzánům v Řecku, Jugoslávii, Albánii nebo SSSR nabývala podoby nemilosrdného a systematického vyhlazovacího boje. Dokladem toho je skutečnost, že jenom v Bělorusku zahynula v průběhu války takřka čtvrtina veškeré populace.
Asijské národy okupované císařskou armádou byly Japonci zahrnuty do Velké východoasijské sféry vzájemné prosperity. Ačkoli japonští vojáci byli nejprve vítáni jako osvoboditelé z nadvlády Evropanů, jejich brutalita vůči Asiatům zvedla proti nim brzy všeobecnou nenávist a odpor.

#### Sicílie a Itálie

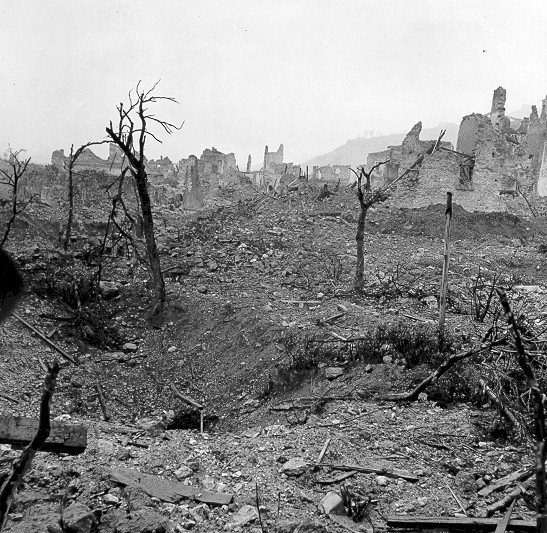
Bitva o Monte Cassino

V lednu 1943 se konala Casablanská konference, na níž Churchill přesvědčil Roosevelta k upřednostnění invaze na Sicílii a do Itálie před přímým útokem na západní Evropu. Realizace tohoto záměru započala 9. července 1943, kdy se kombinované britsko-kanadsko-americké síly zachytily na Sicílii. Navzdory houževnatému odporu německých divizí nebyla vojska Osy schopná zabránit Spojencům v dobytí ostrova. Přesto ještě před pádem Sicílie v polovině srpna stihla Osa evakuovat většinu svých jednotek na pevninu. Mezitím, co probíhaly boje na Sicílii, byl Mussolini v Itálii zbaven moci a uvězněn. Na začátku září byl však osvobozen německým komandem a na Němci okupovaném území později vyhlásil loutkovou Italskou socialistickou republiku.
Italská vláda zahájila vyjednávání se Spojenci, které vyústilo v podepsání kapitulace 3. září 1943. V tentýž den překročili Britové Messinský průliv. 9. září, den po zveřejnění italské kapitulace, se Američané vylodili u Salerna nedaleko Neapole. Zde ale museli čelit prudkému německému protiútoku. Ovšem ještě před začátkem zimy se Němci stáhli na Gustavovu linii na jih od Říma, kde hodlali využít přirozeného defenzivního terénu Apeninského poloostrova k co největšímu zpomalení spojeneckého postupu na sever. Američané se v lednu 1944 neúspěšně pokusili prolomit německou obranu vyloděním u Anzia v týlu Gustavovy linie. V téže době začala namáhavá a zdlouhavá bitva o Monte Cassino. Spojenci podnikli celkem čtyři útoky, avšak teprve v květnu se Polákům podařilo v tomto boji dobýt vítězství. 4. června vstoupili spojenečtí vojáci do Říma. Němci zatím v pořádku ustoupili na Gótskou linii, protínající italský poloostrov mezi Pisou a Rimini. Churchill věřil, že rychlý postup přes severní Itálii by Spojencům umožnil proniknout k Vídni. Nicméně do začátku zimy 1944 spojenecké armády nedokázaly zdolat německý odpor.

#### Kursk a osvobození Ukrajiny

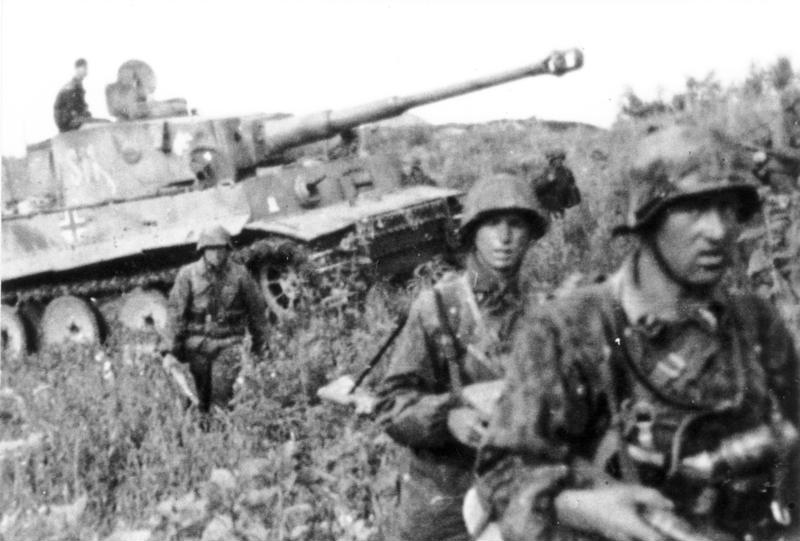
V bitvě u Kurska se střetlo přes sedm tisíc tanků

V průběhu operace Saturn přišel Wehrmacht do poloviny února 1943 o kontrolu nad Rostovem a Charkovem. Při následném německém protiútoku, jemuž čelili v bitvě u Sokolova i vojáci 1. československého praporu, však Němci opět obsadili Charkov, čímž vznikla výduť u města Kursk.
Ještě než jarní deště přerušily v březnu 1943 boje na východní frontě, vrhl se Hitler do plánování nové letní ofenzívy, jejímž cílem mělo být obklíčení a zničení sovětských vojsk ve výběžku u města Kursk. Ve srovnání s dřívějšími letními kampaněmi se jednalo o mnohem skromnější operační cíl. "Stavka" - vedení RA, byla prostřednictvím sovětské rozvědky dostatečně informována o německých úmyslech a nechala proto kurský oblouk značně opevnit vytvořením hustých minových polích a protitankových pastí, rozmístěním velkého počtu protitankových děl a zřízením do hloubky vedených linií zákopů. Bitva u Kurska začala 5. července 1943 německým úderem severně a jižně od města, přičemž jádro německých sil představovaly pancéřové divize tvořené také novými typy tanků včetně Tigrů. Toto střetnutí se stalo největší tankovou bitvou celé války. Navzdory ohromné koncentraci tankových sil se německým pancéřovým kleštím nepodařilo spojit, načež Hitler po několika dnech nařídil zastavení ofenzívy. V tomto marném boji byly promrhány německé tankové zálohy, takže iniciativa na východní frontě přešla definitivně na stranu Rudé armády.
Sověti zahájili vlastní protiútok již v polovině července a do konce srpna dobyli těžce zkoušený Charkov. V srpnu začala druhá bitva o Smolensk, jenž byl Sověty osvobozen na konci září. Hitler se pokusil zadržet stupňující se nápor Rudé armády vybudováním Východního valu. Tato obranná linie byla ale záhy proražena poté, co v bitvě o Dněpr vytvořili Sověti řadu předmostí na pravém břehu tohoto toku a v listopadu dobyli za účasti československých vojáků Kyjev. Postup Rudé armády neustával a v lednu 1944 byla v rámci leningradsko-novgorodské operace prolomena blokáda Leningradu. Na jihu zatím pokračovalo osvobozování Pravobřežní Ukrajiny, na němž se v rámci žytomyrsko-berdyčevské a korsuň-ševčenkovské operace podíleli i příslušníci 1. československé brigády. Na přelomu března a dubna se části německých vojsk podařilo vyváznout z hrozícího obklíčení v bitvě u Kamence Podolského. Pokračující sovětské ofenzívy zatlačily Němce do konce dubna k řece Prut na rumunských hranicích. Sovětské tanky se dále na západě probily až do blízkosti Lvova, když předtím dosáhly sovětsko-polské hranice z roku 1939. Část německých a rumunských divizí byla odříznuta na Krymu, kde byla dílem zlikvidována při krymské operaci, dílem se je podařilo evakuovat.

#### Ofenzíva Spojenců v Tichomoří

Mrtví japonští vojáci na Guadalcanalu

Po zastavení japonské expanze v Tichomoří rozhodlo americké vrchní velení v červenci 1942 o vyslání námořních a pozemních sil na Šalomounovy ostrovy a Novou Guineu, kde měla být eliminována klíčová japonská vojenská základna v Rabaulu. První krok k jejímu obsazení představovalo dobytí ostrova Guadalcanal, na němž byl v následujícím měsíci zahájen výsadek americké námořní pěchoty. Počáteční snadné přistání na ostrově zkomplikoval příchod japonských posil („tokijský expres“). V pobřežních vodách svedly obě strany šest námořních bitev, zatímco na souši zuřila vyčerpávající materiálová bitva. Enormní ztráty lodí a letadel přinutily Japonce ke stažení loďstva koncem listopadu. Vlastní bitva o Guadalcanal skončila pak 9. února 1943 americkým vítězstvím.

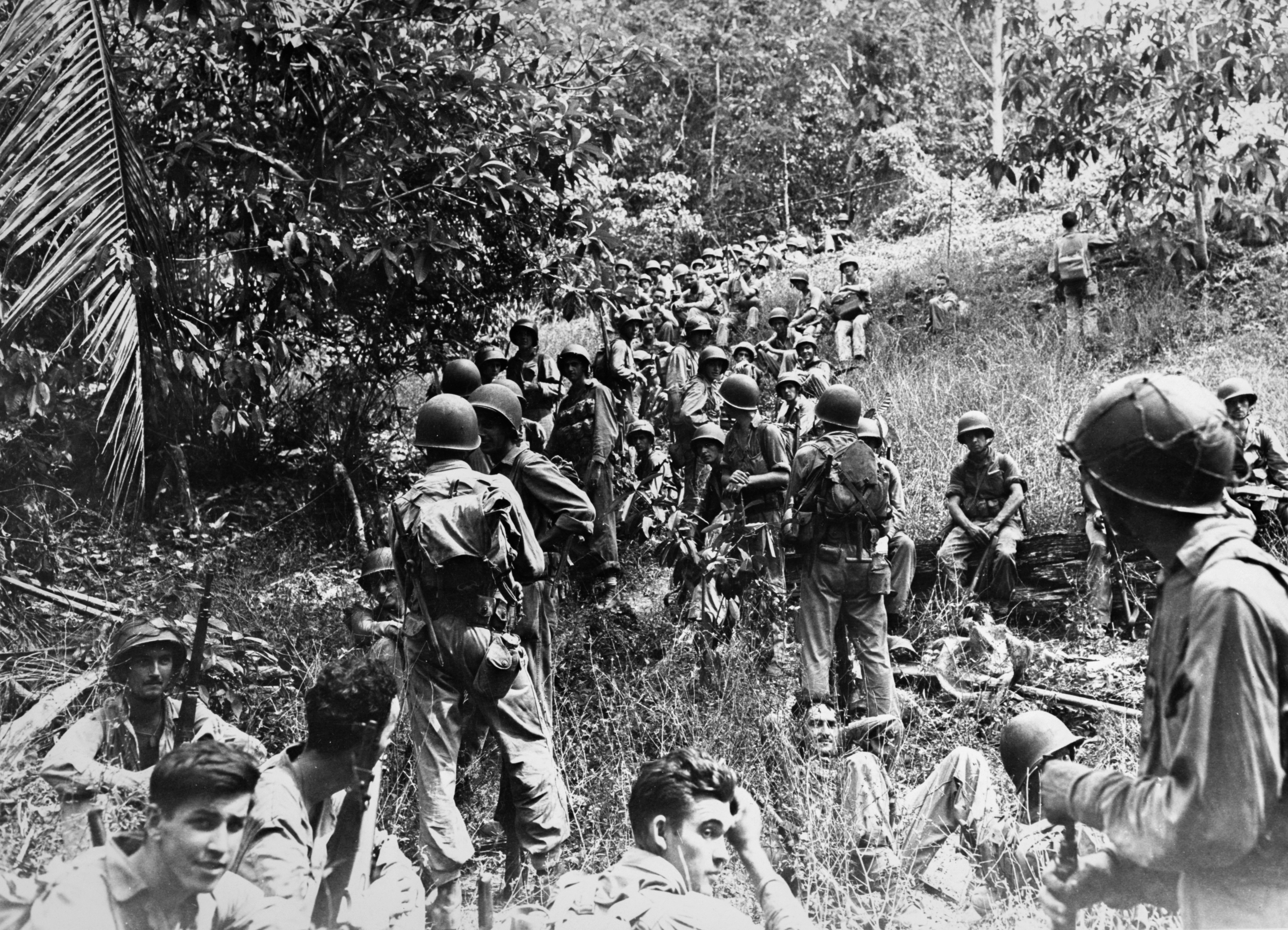
Americká námořní pěchota během bitvy o Guadalcanal

V závěru roku 1942 se Britové pokusili proniknout z Indie barmskou džunglí do údolí řeky Iravádí, avšak tato operace skončila katastrofálním ústupem v květnu 1943. V téže době získali Američané zpět Aleutské ostrovy, ovšem hlavní operace probíhaly v jihozápadním Pacifiku. V září vypudili Australané a Američané pod velením generála MacArthura Japonce z východního pobřeží Nové Guineje. Americký a novozélandský postup na Šalomounových ostrovech byl fakticky završen vyloděním na Bougainville v listopadu. Na konci roku 1943 zaútočili Američané na Gilbertovy ostrovy v centrálním Pacifiku, obzvláště tvrdé boje se odehrávaly v bitvě o silně opevněný atol Tarawa. V únoru 1944 pokračovali Američané na Marshallovy ostrovy, kde se setkali s podobně tuhým odporem na Kwajaleinu a Eniwetoku. Významný podíl na japonských nezdarech náležel americkým ponorkám, které potápěly japonské obchodní lodě. Kvůli následnému nedostatku surovin kolabovala japonská válečná výroba a nedostávalo se rovněž pohonných hmot. Zásobování odloučených postů se hroutilo, evakuace a přesuny jednotek musely provádět válečné lodě, kterých ale nebylo dostatečné množství.
V březnu 1944 bylo po dobytí okolních ostrovů Spojenci izolováno asi 100 000 japonských vojáků v Rabaulu. Ve stejném měsíci byla spuštěna operace U-Go, japonská invaze do indického Ásámu, jehož dobytím by Japonci znemožnili přísun zásob Čankajškovým čínským nacionalistům. Japonské záměry byly však zmařeny odhodlanou obranou pohraničních indických měst Kóhímy a Imphálu silami Commonwealthu. Takřka současně probíhala v Číně japonská ofenzíva Iči-Go, která vyústila v téměř úplný kolaps čínských vojsk. V červnu se Američané vylodili na Marianech a utkali se s Japonci v namáhavé bitvě o Saipan. Japonci usilovali o zvrat ve vývoji války v Tichomoří, ovšem jejich námořnictvo a letectvo byly v témže měsíci poraženy v bitvě ve Filipínském moři. Z Marian mohly od tohoto okamžiku vzlétat americké bombardéry, čímž byla započata destrukce japonských průmyslových center. Ve druhé polovině října byl zahájen americký výsadek na Filipínách. Krátce nato vyplulo japonské císařské námořnictvo do svého posledního velkého střetnutí v této válce. V tři dny trvající bitvě u Leyte na konci října 1944 byla japonská flota navzdory sebevražedným útokům kamikaze zcela rozdrcena.

### Vítězství Spojenců

#### Strategické bombardování

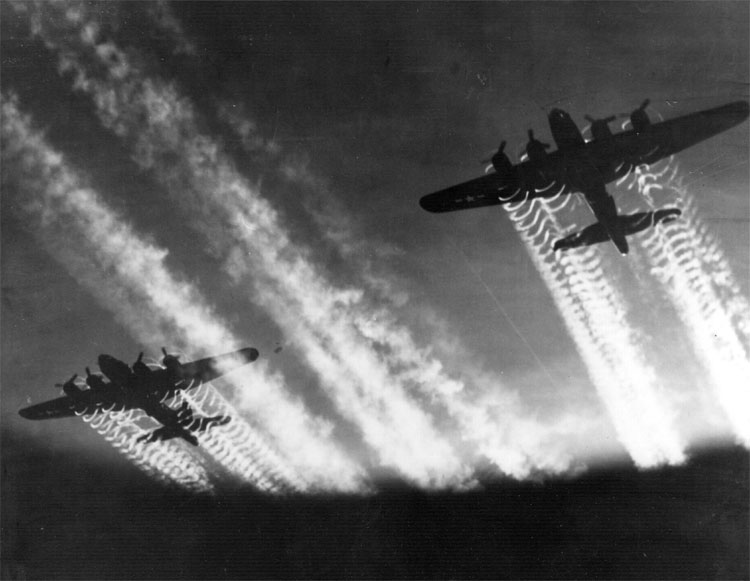
Americké bombardéry B-17

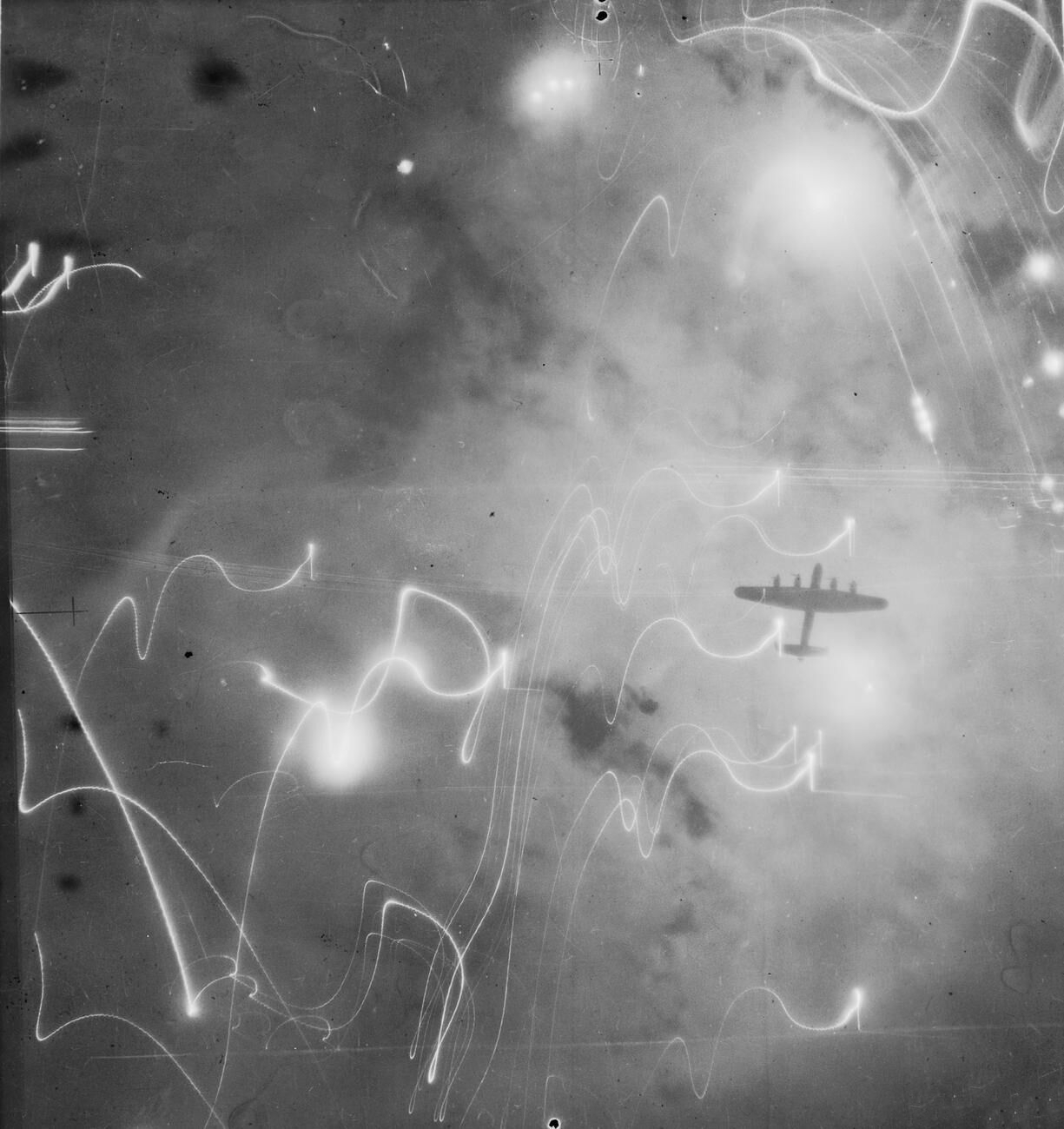
Lancaster nad Hamburkem, 30/31. ledna 1943

Počátky koncepce strategického bombardování lze vypozorovat již na konci první světové války. V meziválečném období byla myšlenka leteckého bombardování nepřátelského týlu rozvíjena především britskými a americkými leteckými teoretiky. Nicméně byli to Němci, kteří jako první aplikovali tuto doktrínu, když ve španělské občanské válce Legie Condor bombardovala Guerniku. Rovněž Japonci napadali v Číně velká města, jako byla Šanghaj, Wu-chan, Nanking nebo Kanton. V září 1939 uskutečnila Luftwaffe ničivé nálety proti civilním i vojenským cílům v Polsku, zvlášť těžce byla poničena Varšava. Podobně bylo postiženo také centrum Rotterdamu při útoku Luftwaffe 14. května 1940. Bombardování Britských ostrovů začalo už během bitvy o Británii, po jejímž neúspěchu přešla Luftwaffe na podzim 1940 k nočním náletům na britská města (Blitz). 8. listopadu vybombardovali Němci Coventry. V reakci na to Bombardovací velitelství RAF zintenzívnilo odvetné útoky proti průmyslovým cílům v Německu. Hitler původně trval na tom, že bombardování budou vystavena pouze letiště a jiné vojenské cíle. Od těchto omezení bylo ale postupně upuštěno. Vzhledem k blížícímu se tažení proti SSSR omezila Luftwaffe v květnu 1941 další bombardování Británie. Po napadení Jugoslávie byl v dubnu téhož roku srovnán se zemí Bělehrad. Luftwaffe sehrála velkou roli taktéž při operacích na východní frontě, ačkoli ani u Moskvy ani u Stalingradu nepřivodila rozhodnutí. Pozdější německá snaha zbrzdit postup Rudé armády strategickým bombardováním sovětských továren byla limitována neexistencí vhodného typu letounu dlouhého doletu.

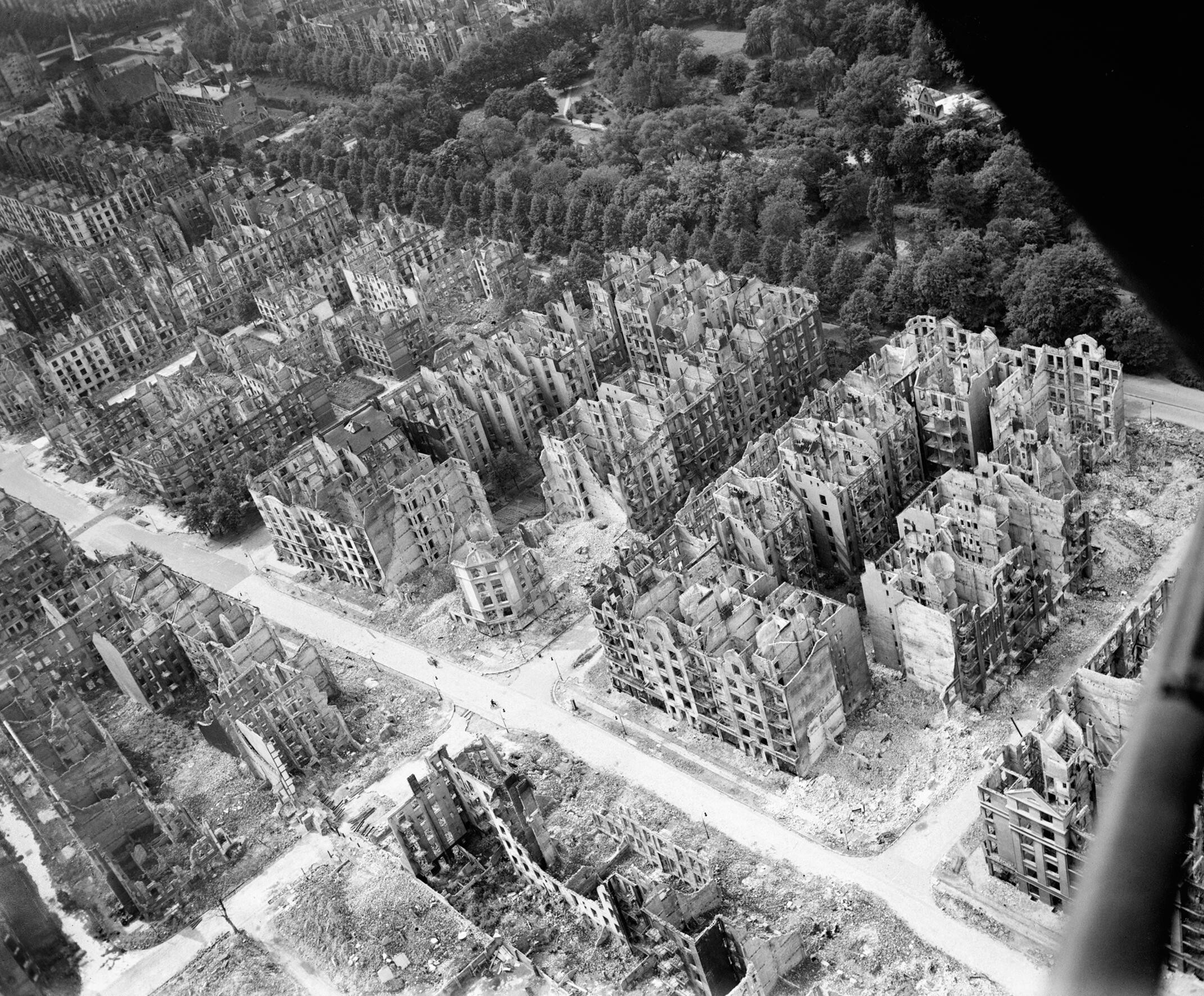
Vybombardované čtvrti Hamburku

Od poloviny roku 1942 působilo v Evropě americké letectvo (USAAF). V téže době se začala projevovat rostoucí účinnost bombardování v důsledku zvyšování počtu bombardérů, vylepšování technických prostředků a posilování eskort doprovodných stíhaček. Z důvodu kriticky nízké efektivity útoků na německé továrny přešli Britové na počátku roku 1942 k plošným náletům na německá města. (Zpočátku se bombardovalo v noci, od druhé poloviny roku 1944 – po oslabení Luftwaffe – se přešlo k bombardování i ve dne). V březnu provedla RAF nálet na Lübeck, jenž se stal prvním německým městem obráceným v trosky. V květnu a červnu podniklo tisíc britských bombardérů nálety nejprve na Kolín a později na Essen a Brémy. Spojenci brzy zjistili, že než ničit města výbušninami, je mnohem efektivnější je zapálit. Proto svrhávali na veliké ploše velké množství lehkých zápalných bomb. Požár město osvětlil, a další vlna bombardérů měla těžké bomby, které svrhávala do ulic. Přerušila dopravu, aby se hasiči nedostali k požárům, současně tím přerušila rozvod vody a plynu. (Po válce prováděné statistiky zjistily, že sklepní kryty chránily obyvatelstvo dost účinně – přímým zásahem bomby zemřelo jen 5% obětí, ale cca 80% obětí způsobilo ve sklepích udušení kouřem z požárů – oproti bunkru, který má vlastní klimatizaci). Na jaře a v létě 1943 byla spálena na prach města v Porúří. Spojenecké bombardování Hamburku v červenci způsobilo ohňovou bouři, jíž padlo za oběť 30 000 lidí. (Hamburk hořel 14 dní a nocí a jeho zář byla v noci vidět na 200 kilometrů). Od září 1943 byl náletům vystaven také Berlín. V první polovině roku 1944 se spojenecké útoky zaměřily více na komunikační uzly ve Francii, avšak německá města byla vytrvale bombardována až do konce války. Na tuto zkázu se nacisté pokusili v červnu 1944 odpovědět tajnými zbraněmi, raketami V-1 a V-2, které byly příliš nepřesné k útokům na vojenské cíle. Z toho důvodu byly uplatňovány proti civilnímu obyvatelstvu Londýna, Antverp a jiných západoevropských měst. V samém závěru války provedli Spojenci mezi 13. a 15. únorem 1945 bombardování Drážďan, při němž zahynulo mezi 25 000 až 40 000 lidí. Z důvodu vzdušných útoků zemřelo v Německu kolem 600 000 civilistů, přesto ochromení německé průmyslové produkce následkem rozvratu morálky, jež bylo hlavním cílem strategického bombardování, nenastalo dříve než na jaře 1945. Spojenci také bombardovali Prahu, České Velenice, Zlín, Plzeň, Kralupy, Neratovice, Nové Zámky, Pardubice a další. Také východní letecké svazy bombardovaly i při bojích dne 9. května roku 1945 a ničily živou sílu i techniku nepřítele v oblasti Mladá Boleslav, Litoměřice, Těchlovice, Zámostí, Vrchovany, Dubá a Mělník.   
V souvislosti s postupem Američanů v Pacifiku bylo v roce 1944 zahájeno bombardování Japonska, do něhož se zapojovaly rovněž americké letouny z Číny. V posledních sedmi měsících vyústila letecká kampaň proti Japonsku ve zničení takřka šedesáti měst. Nejničivěji byly zasaženy velké konurbace jako Nagoja, Ósaka, Kóbe a Jokohama. Po náletech na Tokio z přelomu února a března 1945, jež si vyžádaly 100 000 obětí, se v sutiny proměnily celé městské části.

#### Vylodění v západní Evropě

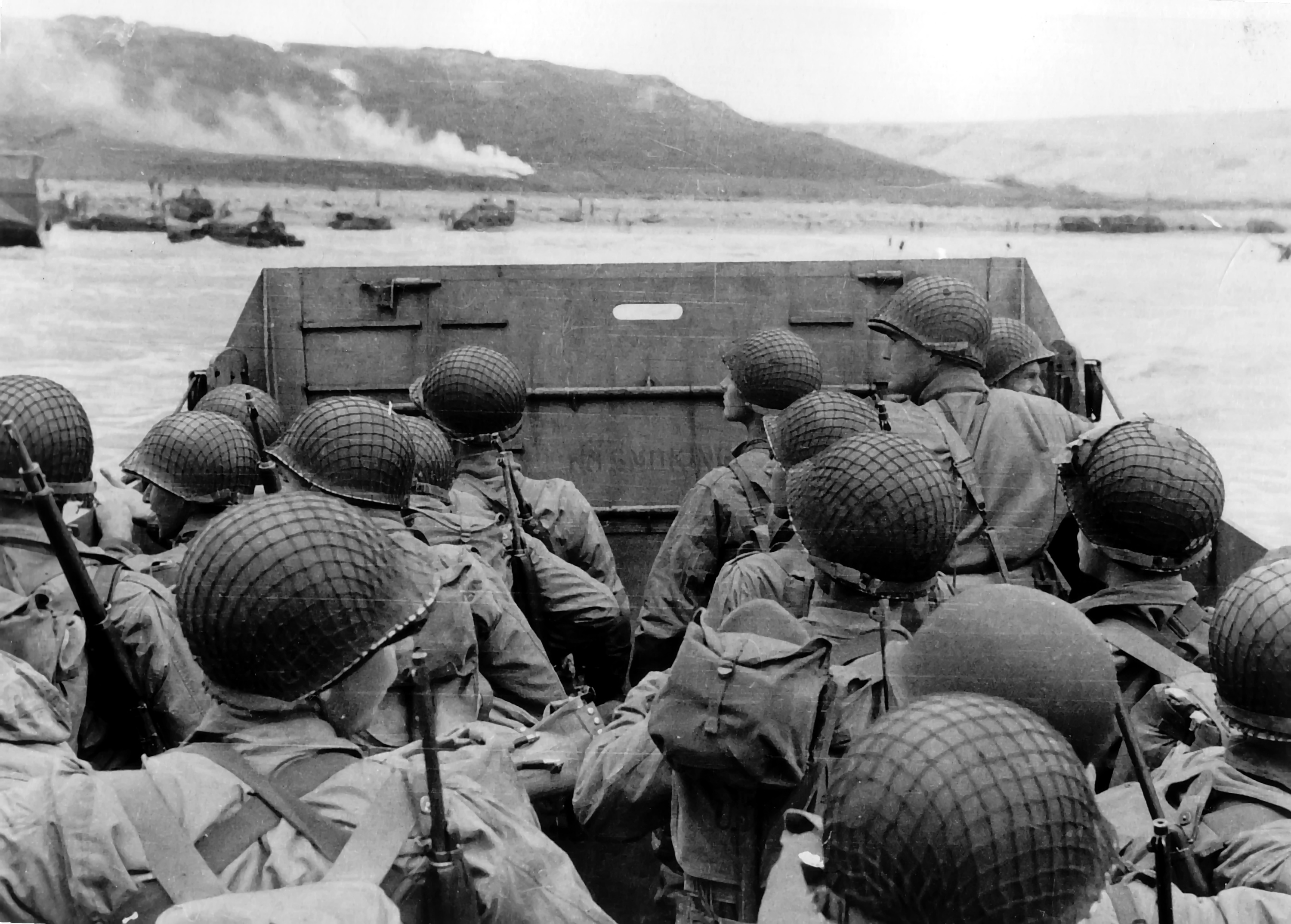
Spojenecká invaze do Normandie

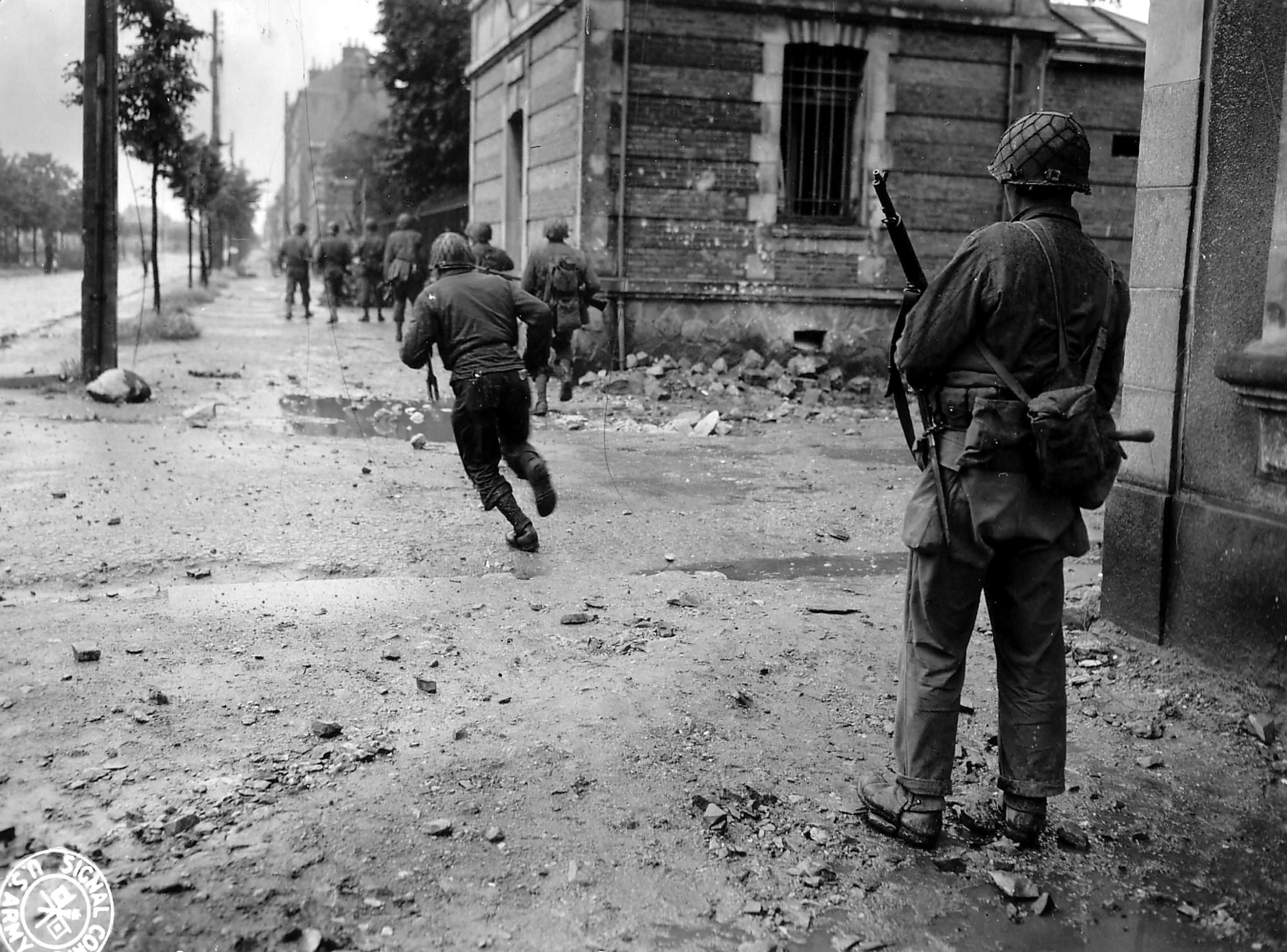
Američtí vojáci v ulicích Cherbourgu

Na konci listopadu 1943 se Roosevelt, Churchill a Stalin setkali na konferenci v Teheránu, aby zde projednali společný postup, přičemž bylo dohodnuto, že spojenecká invaze do Francie bude uskutečněna v nadcházejícím roce. Hitler hodlal tomuto nebezpečí předejít budováním silně opevněného systému pobřežních pevností zvaných Atlantický val. Operace Overlord, jak zněl krycí název vylodění v Normandii, začala 6. června 1944 (den D), kdy zhruba 6500 spojeneckých plavidel vysadilo na plážích Normandie dvě americké, dvě britské a jednu kanadskou divizi. Ty byly podporovány třemi výsadkovými divizemi, zajišťujícími v německém týlu křídla vyloďujících se jednotek, a téměř 12 000 letadly. Navzdory houževnaté obraně se Němcům nepodařilo zatlačit útočníky do moře a Spojenci, jejichž vrchním velitelem byl generál Eisenhower, dokázali postupně rozšířit svoje předmostí.
Do konce června dopravili Spojenci do Normandie kolem 850 000 vojáků a vyčistili poloostrov Cotentin s přístavem Cherbourg. Zároveň podnikali útoky na Caen, které bylo po tuhých bojích dobyto Brity a Kanaďany v průběhu července. Koncem téhož měsíce zahájili Američané operaci Cobra, jež vedla k prolomení německé linie na počátku srpna. Hitler se pokusil provést protiútok, jímž by odřízl divize generála Pattona pronikající do Bretaně a k Loiře. Jeho tanky však byly snadno odraženy. Kolem německých pancéřových sil na západě se navíc začala u Falaise nebezpečně stahovat smyčka hrozící jejich obklíčením. Westheer jen stěží vyvázl z této pohromy a v značně pošramoceném stavu se stáhl za Seinu. Vítězní Spojenci poté za úzké součinnosti s francouzským hnutím odporu osvobodili 25. srpna Paříž. Už o deset dnů dříve uskutečnili Američané a svobodní Francouzi operaci Dragoon, když se vylodili v jižní Francii, odkud rychle postoupili údolím řeky Rhôny na sever. Do poloviny září se setkali u Dijonu se spojeneckými jednotkami razícími si cestu z Normandie. Skupina německých generálů, vědoma si bezvýchodnosti německého postavení, provedla 20. července atentát na Hitlera. Akce skončila neúspěchem, načež byli spiklenci popraveni.
Po překročení Seiny pronikli Spojenci do Belgie a k německým hranicím. Britové vstoupili v prvním zářijovém týdnu do Bruselu a osvobodili také Antverpy. Ústí Šeldy, bez něhož byl zdejší přístav bezcenný, setrvalo v rukou Němců až do listopadu. Řadu jiných přístavů na pobřeží Lamanšského průlivu a Atlantiku držely v souladu s Hitlerovými rozkazy německé posádky, které tím výrazně narušily již tak komplikované zásobování Spojenců. Mezi tyto přístavy patřil i Dunkerque, na jehož obléhání se výrazně podílela i Československá samostatná obrněná brigáda. Němci mezitím konsolidovali svoje pozice na Západním valu, pročež Montgomery získal podporu pro operaci Market Garden, v rámci níž měli Spojenci rychle překonat Rýn a vpadnout do Německa. 17. září byli britští a američtí parašutisté vysazeni u mostů přes Rýn v Nizozemsku. Souběžně vyrazily z Belgie britské tanky, jež měly výsadkáře vyprostit. Posledního z těchto mostů, jenž se nacházel v Arnhemu, se ale Spojenci zmocnit nedokázali. Úspěšnou obranou Nizozemska si Němci zajistili čas k rekonstrukci svých poničených divizí, neboť kvůli přetrvávajícím zásobovacím obtížím Spojenců se situace na západní frontě na podzim 1944 stabilizovala.

#### Východní Evropa a Balkán

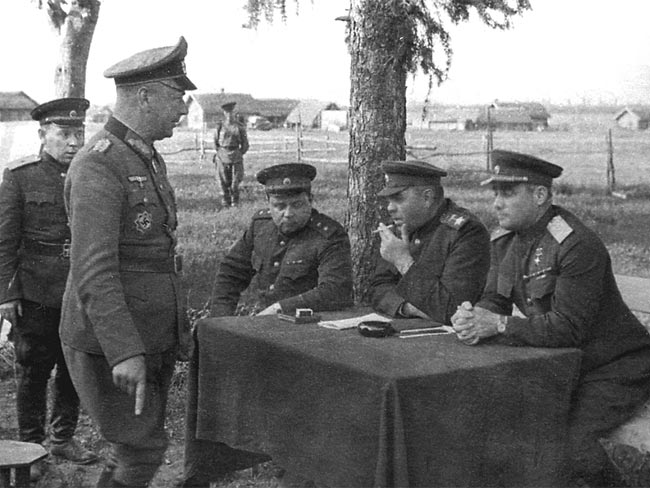
Kapitulace německých vojsk u Vitebsku

22. června 1944, v den třetího výročí napadení SSSR, zahájily Žukovovy, Koněvovy a Vasilevského fronty operaci Bagration, jež směřovala proti skupině armád Střed v Bělorusku. Němečtí generálové, kteří soustředili hlavní síly na Ukrajině, nepočítali s útokem Rudé armády ve vesměs bažinatém terénu Běloruska. V nastalé bitvě si Sověti vytvořili místní trojnásobnou převahu v pěchotě a disponovali rovněž absolutní převahou ve vzduchu. Ačkoli Hitler zakázal ústup, německá linie se začala záhy po zahájení útoku hroutit. 3. července se útočící sovětské tanky setkaly v Minsku, čímž obklíčily a zničily jádro skupiny armád Střed. Hitler nechal přemístit do Běloruska posily z Ukrajiny, což bylo strategickým záměrem sovětského velení, které zahájilo na Ukrajině 13. července Lvovsko-sandoměřskou operaci. Na východní frontě čelil nyní Wehrmacht průlomu katastrofálních rozměrů. Do konce července dobyli Sověti Lvov, východní Polsko a Vilno na severu, čímž ohrozili německé pozice v Pobaltí a přiblížili se k Východnímu Prusku. Sovětské údery uvrhly Ostheer na pokraj kolapsu a teprve na počátku srpna se Rudá armáda zastavila na Visle v bezprostřední blízkosti Varšavy. V reakci na to vypuklo 1. srpna varšavské povstání vedené Zemskou armádou, jež však nacisté po dvou měsících bojů brutálně potlačili, přičemž zemřelo 200 000 Poláků.

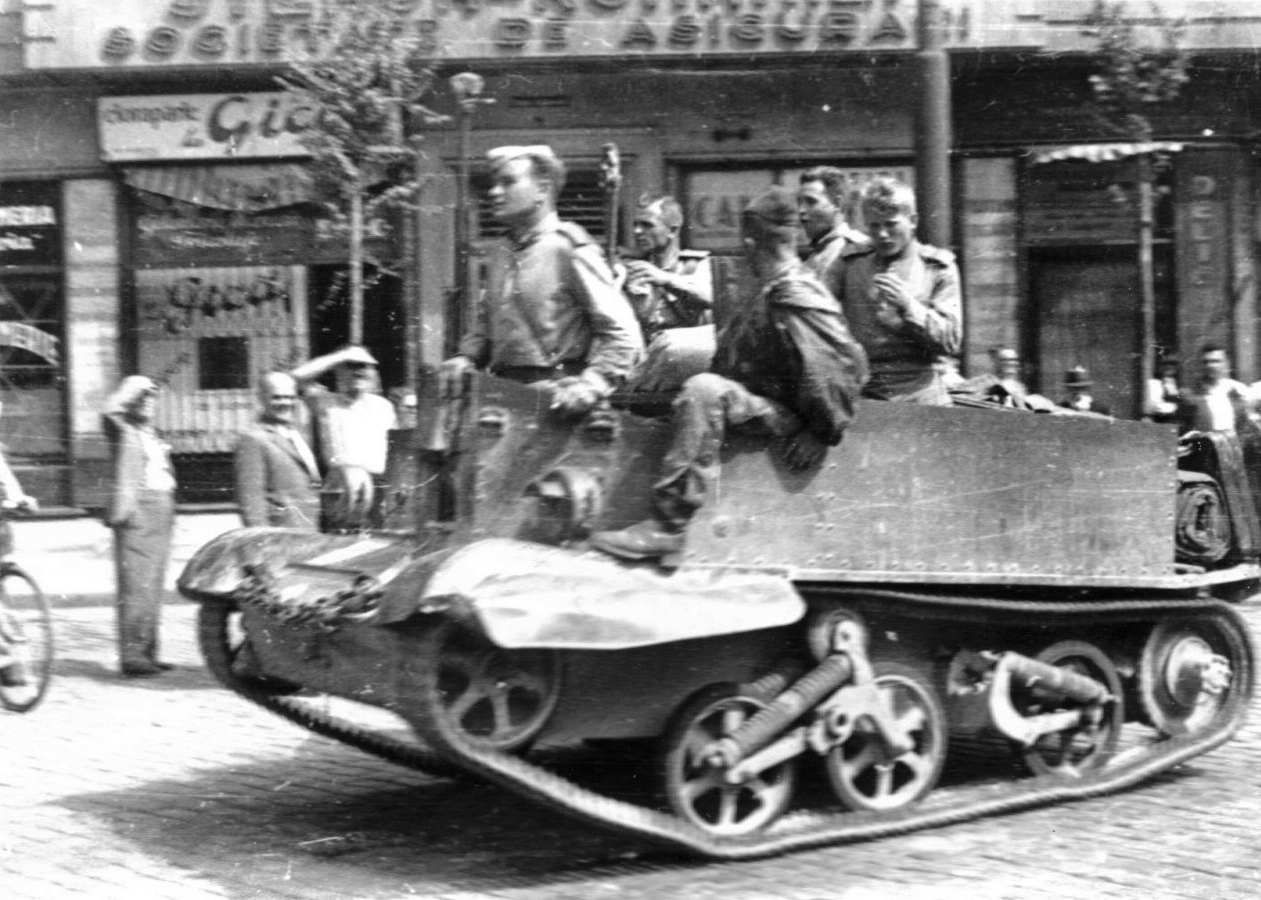
Vstup sovětské armády do Bukurešti v srpnu 1944. Foceno poblíž bulváru Karla I. Na fotografii je britský Universal Carrier, pronajmutý v rámci smlouvy „Lend-Lease“ Sovětům.

Ve druhé polovině srpna spustila Rudá armáda jasko-kišiněvskou operaci proti Rumunsku. Nato v Bukurešti došlo ke svržení proněmeckého diktátora Antonesca. Poté, co Rudá armáda vstoupila do rumunského hlavního města uzavřeli Rumuni se Sověty příměří a vyhlásili válku Německu. V téže době se rozhořelo národní povstání na Slovensku, Sověti společně s československými jednotkami proto v září zahájili karpatsko-dukelskou operaci. Nicméně dříve než mohlo být s povstalci navázáno spojení, Němci v říjnu slovenskou vzpouru rozdrtili. V září během baltické operace zlomili Sověti v Pobaltí odpor Němců a jejich místních spojenců. Zbytky několika německých divizí byly sevřeny v kuronské kapse, kde pokračovaly v boji až do května následujícího roku. V důsledku toho kapitulovalo 19. září Finsko. Již o několik dní dříve pronikla Rudá armáda do Bulharska, jež poté změnilo strany stejně jako dříve Rumunsko. 20. října osvobodili Sověti a jugoslávští partyzáni Bělehrad, což vedlo k německému vyklizení Řecka. Krátce předtím se maďarský regent Miklós Horthy pokusil sjednat příměří se Sověty, avšak byl svržen maďarskými fašisty podporovanými Němci, kteří okupovali Maďarsko v březnu. Ovšem i přes úpornou obranu německých a maďarských jednotek se Rudé armádě podařilo do konce prosince 1944 dokončit obklíčení Budapešti.

#### Ardeny a Rýn

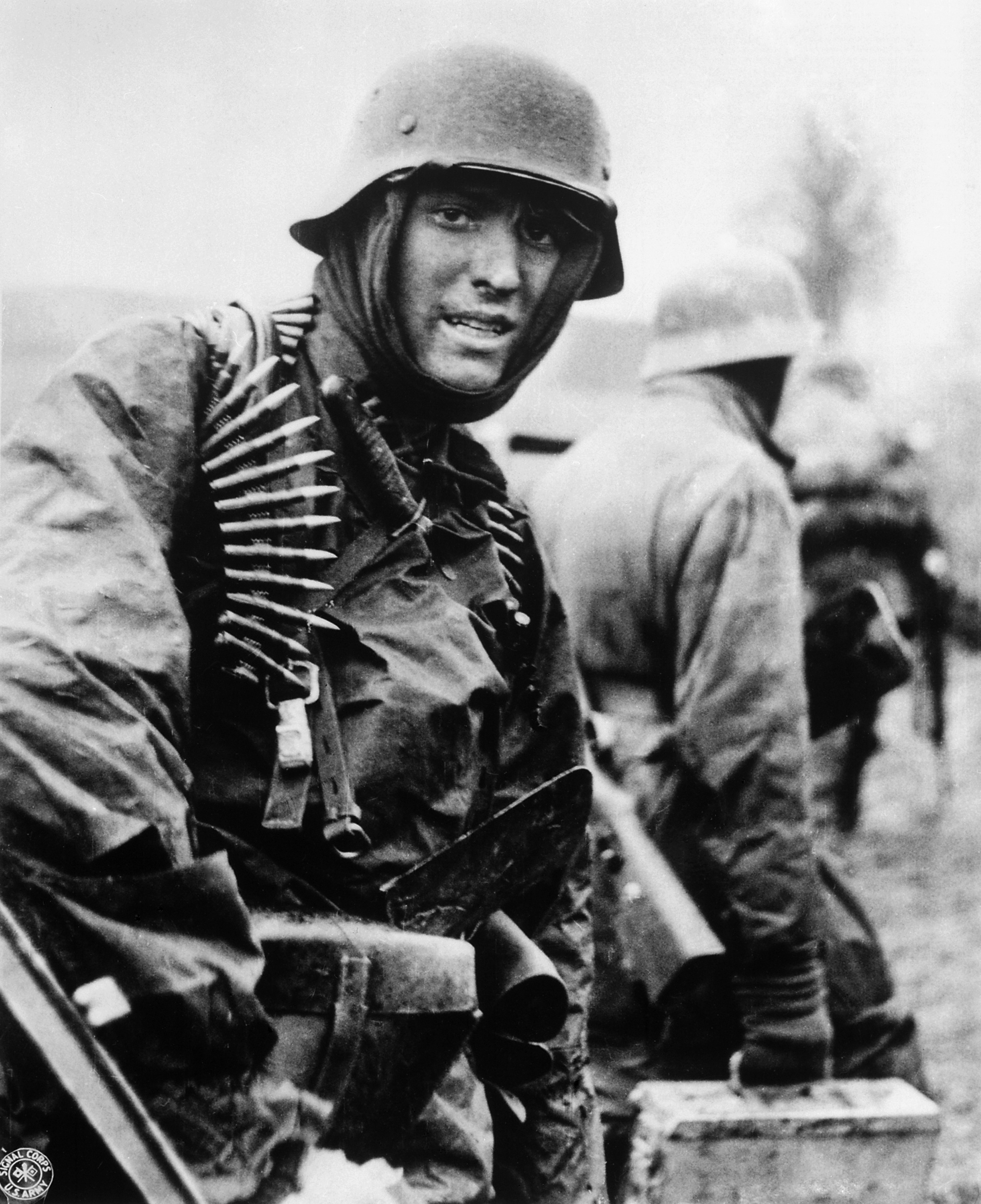
Německý voják v Ardenách

Podzimního zklidnění na západní frontě využil Hitler ke shromáždění nových tankových záloh. S nimi hodlal udeřit proti americkým divizím v Ardenách, čímž by si otevřel cestu do belgických nížin a k Antverpám. Dobytím tohoto přístavu by pak vrazil klín mezi americké a britské armády. Bitva v Ardenách, poslední Hitlerův pokus o zvrat vývoje války na západě, začala 16. prosince 1944, kdy tři německé armády zcela zaskočily své protivníky. Špatné klimatické podmínky zpočátku znemožnily Spojencům uplatnit jejich vzdušnou převahu. Po několika počátečních německých úspěších však energická protiopatření Spojenců a nedostatek pohonných hmot přinutily Němce k zastavení ofenzívy dříve, než stihli překonat řeku Mázu. Jakmile nastalo zlepšení počasí, obnovilo spojenecké letectvo útoky na německé pancéřové divize, které tudíž přešly do obrany. Vzniklý výběžek Spojenci eliminovali do poloviny ledna 1945, když zatlačili Wehrmacht do jeho původních pozic. Přesto ještě 1. ledna podnikli Němci menší ofenzívu v Alsasku.
V průběhu února Spojenci vyčistili Porýní, načež 24. března překročili na široké frontě samotný Rýn a pronikli do nitra Německa. V dubnu se rozhořela bitva v Porúří, kde bylo obklíčeno a zajato přes 300 000 německých vojáků. Mezitím Britové překonali 5. dubna řeku Veseru a o šest dnů později dosáhli Američané Labe u Magdeburgu. Berlín se nacházel pouhých 120 kilometrů na východ, nicméně Eisenhower rozhodl přenechat dobytí německého hlavního města Rudé armádě. 25. dubna se američtí vojáci setkali se Sověty v Torgau na Labi. Americká 3. armáda pokračovala na jih do Bavorska a začátkem 18. dubna překročila západní hranice prvorepublikového Československa. Současně Britové a Kanaďané dorazili k Baltu.

#### Konec války v Evropě

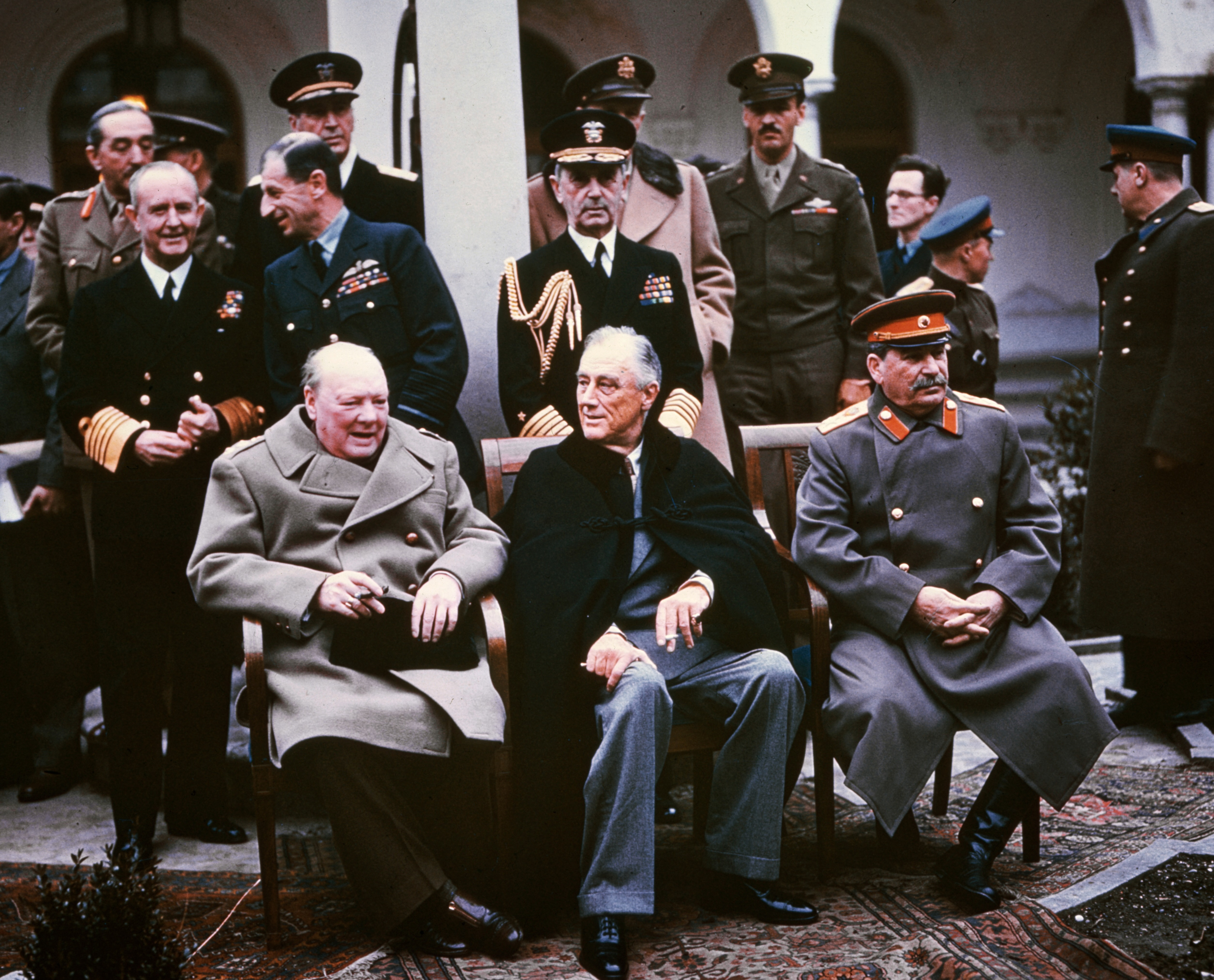
„Velká trojka“ na jaltské konferenci

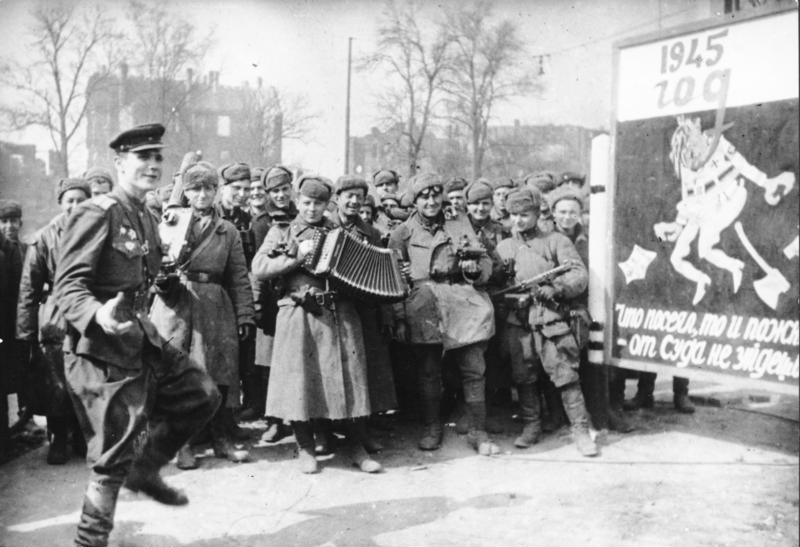
Vojáci Rudé armády slaví v ulicích Berlína vítězství

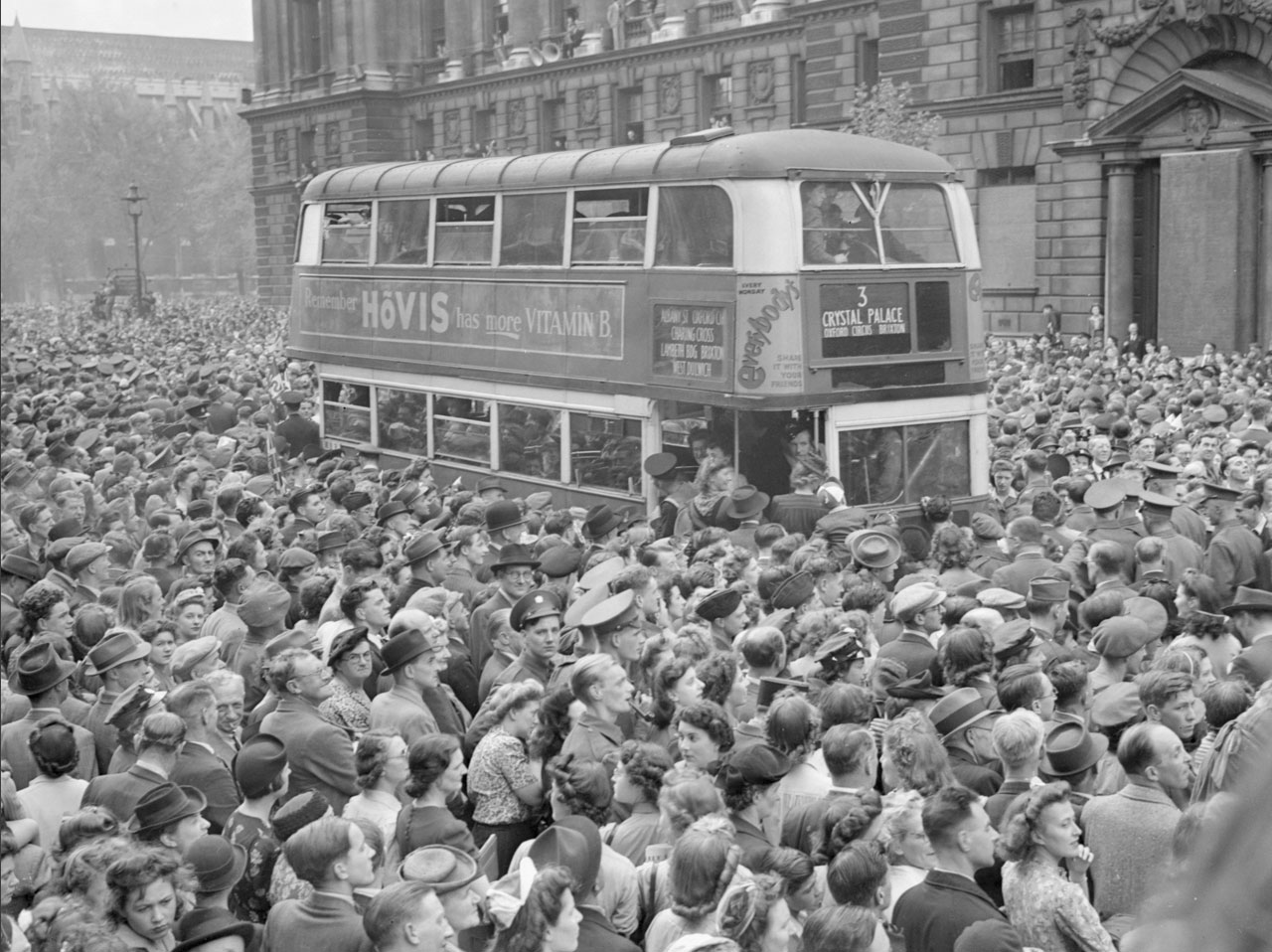
Oslavy vítězství v Londýně, lidé očekávají projev premiéra Churchilla, 8. května 1945

V lednu 1945 se Němci pokusili vyprostit obleženou Budapešť, avšak jejich protiútoky dosáhly jen omezených úspěchů, zbývající němečtí a maďarští obránci města kapitulovali v polovině února. 12. ledna spustili Sověti viselsko-oderskou operaci, jež vedla už po několika dnech k prolomení německé obranné linie. Sověti následně osvobodili zcela zničenou Varšavu a města v západním a jižním Polsku, jako např. Krakov, Vratislav atd. Dále pronikli do Slezska a do začátku února stanuli na Odře ve vzdálenosti pouhých 60 kilometrů od Berlína. Při svém postupu  vojska maršála Ivana Koněva, dne 27. ledna 1945, osvobodila nacistický vyhlazovací tábor Osvětim (Auschwitz - Birkenau), v němž bylo zavražděno (dle části nalezených a zachovalých dokumentů) více než 1 milion Židů. Dle velitele koncentračního a vyhlazovacího tábora Auschwitz - Birkenau, Rudolfa Franze Ferdinanda Hösse (Höß), bylo zavražděno až na 2,5mil osob. O dalším osudu Polska a východoevropských států bylo rozhodnuto v únoru na jaltské konferenci, na níž představitelé Roosevelt, Churchill a Stalin jednali o poválečném uspořádání Německa a Evropy. Stalin se navíc zavázal zasáhnout proti Japonsku. Od února vedla pěchota 1. československého armádního sboru tuhé dvouměsíční boje o Liptovský Mikuláš. Na začátku března dosáhla Rudá armáda pobřeží Baltského moře v Pomořansku. V témže měsíci byly zahájeny i ostravsko-opavská a bratislavsko-brněnská operace. Ve Východním Prusku odříznuté německé síly byly neutralizovány v dubnu v rámci východopruské operace. Po překonání Maďarska vstoupili Sověti koncem března do Rakouska a 13. dubna dobyli Vídeň. Zatímco na východní frontě se schylovalo k závěrečnému střetnutí, v Itálii zahájili Spojenci začátkem dubna ofenzívu, během níž překročili řeku Pád a dobyli severoitalská města. Nedlouho nato dopadli italští partyzáni prchajícího Mussoliniho, jenž byl 28. dubna zastřelen. V Itálii válka oficiálně skončila kapitulací zdejších německých sil 2. května.

#### Bitva o Berlín
Finální bitva o Berlín začala 16. dubna útokem Žukovových a Koněvových divizí na Odře a Nise. Po více než týdnu rozhořčených bojů Sověti dokončili obklíčení Berlína, čímž boj o město vstoupil do své konečné fáze. 30. dubna pronikli sovětští vojáci do centra města, načež Adolf Hitler spáchal v podzemním bunkru pod Říšským kancléřstvím sebevraždu. Zbývající obránci Berlína se 2. května vzdali Sovětům. 

#### Osvobození Československa

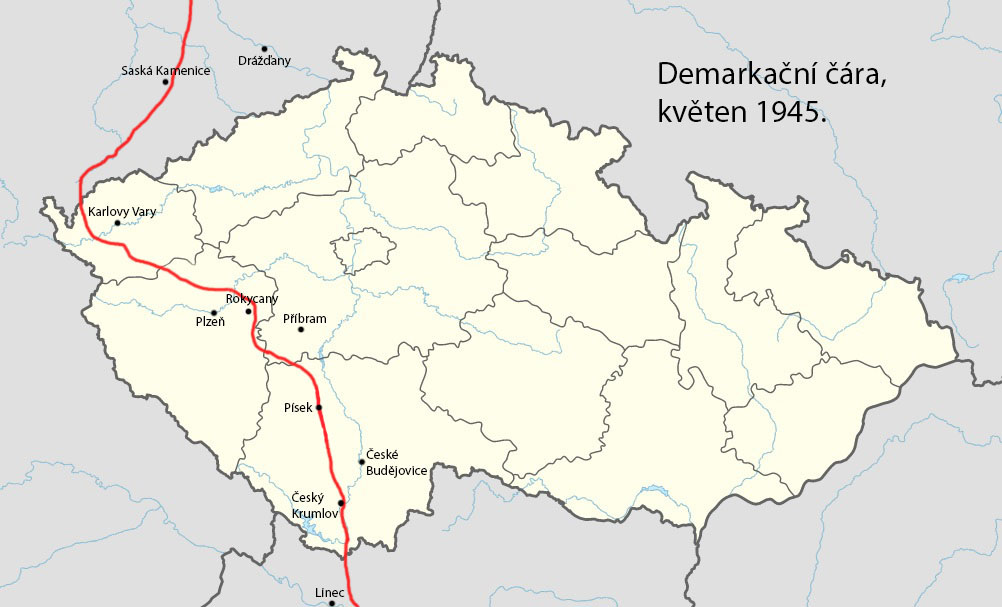
Demarkační čára mezi sovětskou a americkou armádou, květen 1945

Součástí osvobození Československa byla Pražská operace vedená Sovětským svazem z východní fronty, dále osvobození západních Čech americkou armádou a květnové povstání českého lidu. Kromě území Slovenska postupovali Sověti od 10. března 1945 na české území z Ostravska a od Bratislavy (zde společně s rumunskou armádou). Nejtěžší boje probíhaly v Karpatech, ve slovenských horách a u Ostravy.
Již počátkem května vypuklo v českých zemích květnové povstání českého lidu, které se z Přerova rozšířilo do dalších měst i na venkov. 5. května začalo pražské povstání, které 8. května skončilo kapitulací a ústupem Wehrmachtu. K vítězství pražského povstání zásadní měrou připěla pomoc Vlasovců. 5. května zahájili Američané postup do Čech na osu Karlovy Vary – Plzeň – České Budějovice. 9. května vstoupily do Prahy v rámci Pražské operace sovětské jednotky, jež západně od města sváděly s Němci boje až do 11. května. Posledním bojem československých jednotek byla bitva o Břest, která se uskutečnila 7. května. Válka v Evropě skončila 8. května 1945, kdy vstoupila v platnost bezpodmínečná kapitulace německých ozbrojených sil. 7. září 1945 se v Berlíně konala přehlídka všech armád, které se podílely na vítězném ukončení 2. světové války.

#### Kapitulace Japonska

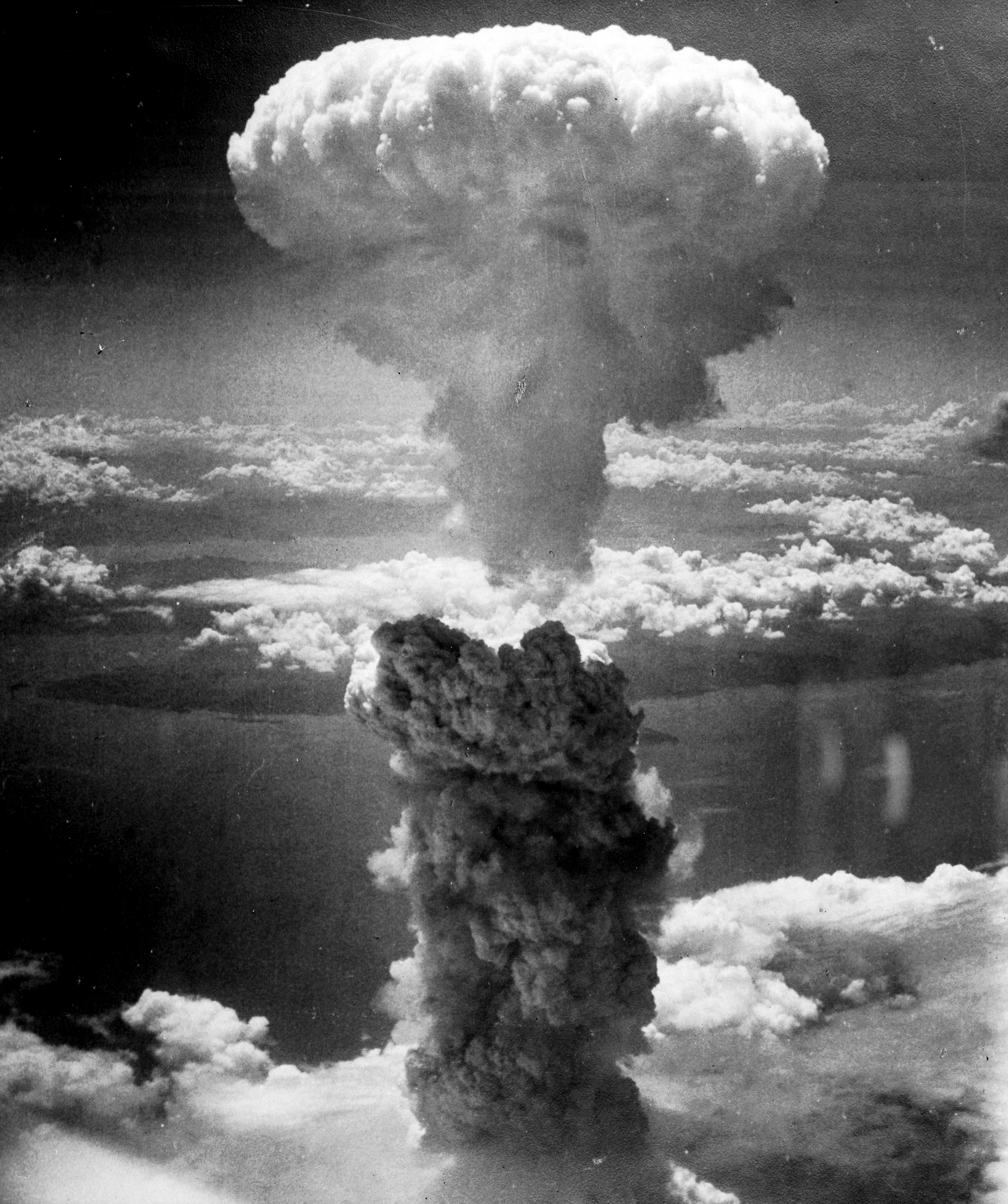
Výbuch jaderné bomby nad Nagasaki

Americké námořní a pozemní síly se v lednu 1945 vylodily na klíčovém filipínském ostrově Luzon a v březnu následoval výsadek na Mindanao. Britové s podporou čínských nacionalistů zahájili na podzim 1944 ofenzívu proti Japoncům v Barmě, jíž završili obsazením Rangúnu v květnu dalšího roku. V Pacifiku zatím Američané svedli náročnou bitvu o Iwodžimu, jež byla s těžkými ztrátami dobyta v březnu. Zdejší letiště posléze využilo americké letectvo k zintenzivnění už tak ničivých náletů na Japonsko. 1. dubna začala bitva o Okinawu, která byla vzdálena jen 500 kilometrů od Kjúšú, nejjižnějšího z japonských ostrovů. Dobře opevněni v horách na jihu Okinawy vedli Japonci tvrdošíjný a fanatický odpor až do poloviny června, přičemž drtivá většina z nich padla nebo spáchala sebevraždu. Američané utrpěli v tomto boji podobně jako předtím na Iwodžimě nesmírné ztráty.
11. července se vůdčí představitelé Spojenců sešli na konferenci v Postupimi. Byla potvrzena předchozí ujednání týkající se Německa a zároveň byla Japonsku adresována výzva k bezpodmínečné kapitulaci. Ta však byla japonskou vládou odmítnuta, a proto americký prezident Truman, jenž nastoupil do tohoto úřadu po smrti Roosevelta, rozhodl o použití jaderných zbraní. Nato americké letectvo svrhlo 6. srpna jadernou bombu na japonské město Hirošimu a o tři dny později další na Nagasaki. Při tomto dosud jediném atomovém úderu přišlo o život více než 100 000 lidí. 8. srpna vyhlásil válku Japonsku i Sovětský svaz a následující den zahájil operaci Srpnová bouře. Během několika dní přemohl kwantungskou armádu v Japonskem ovládaném Mandžusku. V důsledku těchto katastrof japonský císař Hirohito oznámil 15. srpna kapitulaci Japonska, která byla oficiálně podepsána 2. září 1945.

## Dopady války

### Počty obětí

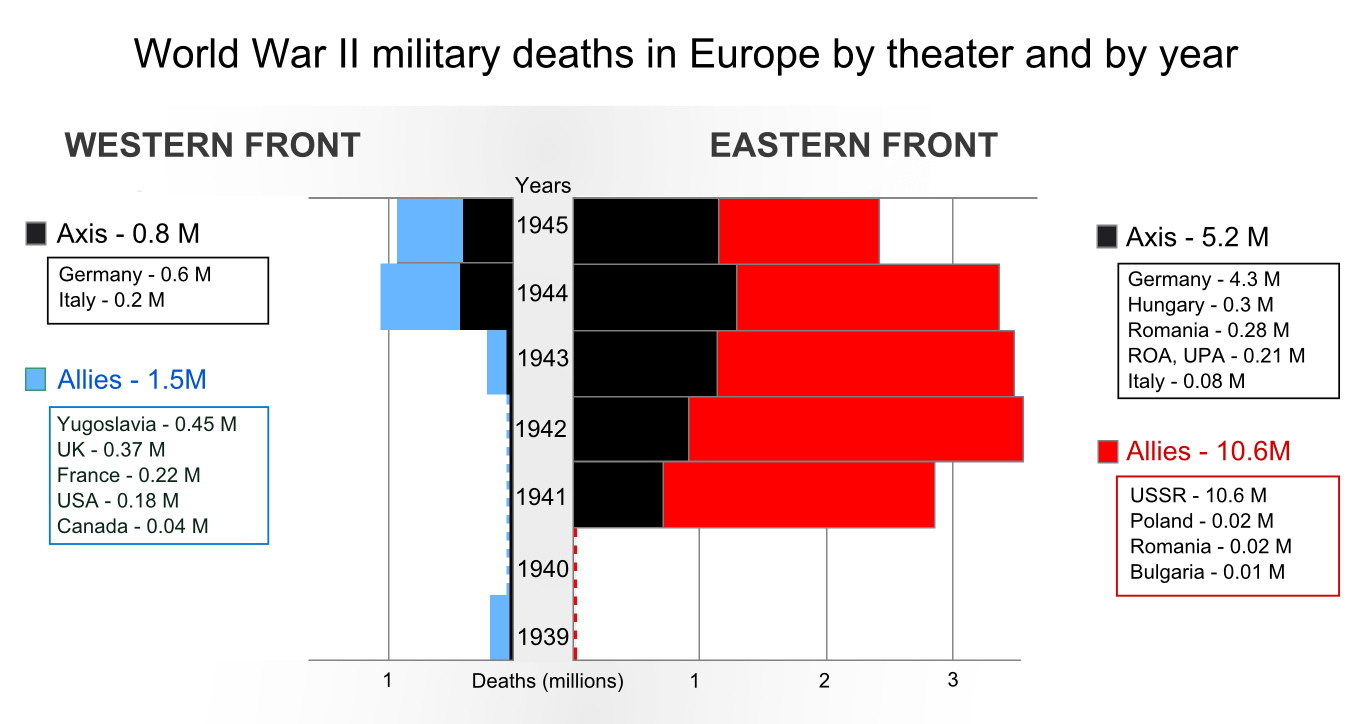
Počty padlých vojáků na evropských bojištích

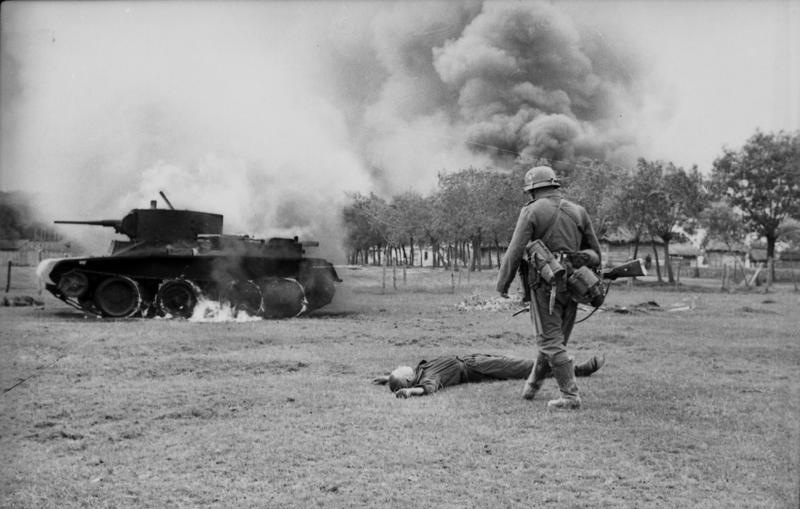
Ve válce zahynulo přes 9 milionů sovětských vojáků

Odhadovaný celkový počet lidských obětí ve druhé světové válce se značně liší, avšak většina současných historiků se kloní k číslu 60 milionů mrtvých, z čehož 20 milionů připadá na vojáky a 40 milionů na civilisty. Celkové množství ztrát zůstává ovšem nejisté, neboť počet mrtvých nelze zcela přesně určit. Nejvážnější ztráty utrpěl Sovětský svaz, který v průběhu války přišel o 27 milionů lidí. Procentuálně nejvyššími ztrátami bylo stiženo Polsko, jež pozbylo takřka pětinu své předválečné populace. Polovinu jeho mrtvých představovali polští Židé. Ze souhrnného počtu obětí tvořili přibližně 83 % příslušníci spojeneckých států a 17 % obyvatelé zemí účastnících se konfliktu na straně Osy. Většina civilních obětí podlehla nemocem, hladu, masakrům nebo genocidě. Odhaduje se, že v nacistických koncentračních táborech zahynulo asi 12 milionů civilistů. Dalších 1,5 milionů zemřelo v důsledku bombardování a kolem 14,5 milionů z jiných příčin. Spousta lidí po válce zažívalo tzv. PTSD (nebo PTSP) tzv. Posttraumatickou stresovou poruchu.
Smrt mnoha lidí byla důsledkem genocidy a válečných zločinů prováděných německými a japonskými silami na okupovaných územích. Nejodpornější německý zločin představuje holokaust, systematické a promyšlené vyvražďování Židů na nacisty a jejich spojenci ovládaném teritoriu, jež si vyžádalo životy 6 milionů lidí. Nacistická brutalita se zaměřovala i proti dalším skupinám obyvatelstva. V Bělorusku i na Ukrajině, byly vyvražděny stovky vesnic v odvetě za útoky partyzánů a celkem zahynula asi čtvrtina tehdejší běloruské populace. Patrně nejotřesnějším japonským zločinem byl nankingský masakr, při němž byly zavražděny či znásilněny stovky tisíc čínských civilistů. V průběhu konfliktu pak japonská císařská armáda přivodila smrt 3 až 10 milionů civilistů, převážně Číňanů.
Milionům dalších obětí v Evropě se podařilo předejít dodávkami potravin (a válečného materiálu) do Velké Británie, Sovětského svazu a dalších zemí na základě amerického Zákona o půjčce a pronájmu.

### Koncentrační tábory a válečné zločiny
V lednu 1942 se nacistické špičky sešly na konferenci ve Wannsee, kde rozhodly o konečném řešení židovské otázky (holokaust). K uskutečnění tohoto zvráceného záměru posloužil nacistům systém koncentračních a vyhlazovacích táborů, v nichž bylo zavražděno zhruba 6 milionů Židů. Stejný osud stihl také 2 miliony Poláků a další asi 4 miliony „podlidí“ (Untermenschen), včetně Romů, Slovanů, mentálně postižených, homosexuálů, Svědků Jehovových a jiných skupin osob. Součástí programu úmyslného vyhlazování, jenž byl plánován a realizován v nacistickém Německu, byl Generalplan Ost, podle něhož měla být provedena likvidace a etnická čistka Slovanů, čímž měl být pro německý národ zajištěn Lebensraum („životní prostor“) na východě. Miliony osob, převážně z Východní Evropy, byly proti své vůli totálně nasazeny na práci v německé válečné ekonomice.

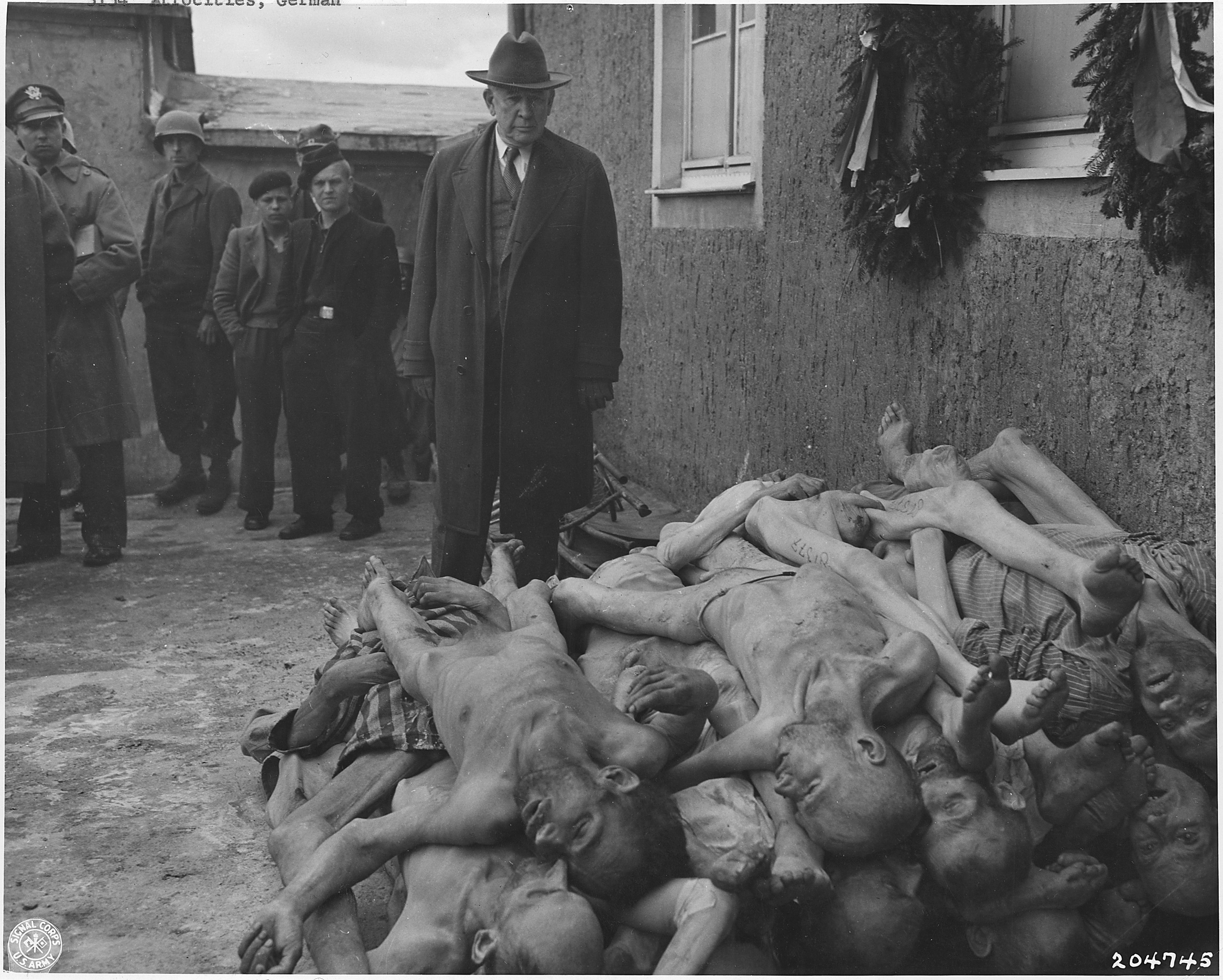
Mrtvá těla vězňů objevená v koncentračním táboře Buchenwald po jeho osvobození v roce 1945

Podobně jako v nacistických koncentračních táborech zahynulo mnoho lidí i v sovětských gulazích a pracovních táborech, v nichž byli uvězněni občané okupovaných zemí, jako bylo Polsko, Litva, Lotyšsko, Estonsko, stejně jako němečtí váleční zajatci a sovětští občané podezřelí ze spolupráce s nacisty. Z přibližně 5,7 milionů Sovětů, kteří upadli do německého zajetí, zemřelo během války téměř 60 %. V prvním roce po napadení Sovětského svazu bylo zabito nebo zemřelo hlady a na nemoci asi 3 miliony sovětských válečných zajatců. Po svém návratu do vlasti byli navíc pokládáni za zrádce, pročež byli mnozí posláni do gulagů.
Vysokou mírou úmrtnosti se vyznačovaly také japonské zajatecké tábory, které sloužily jako pracovní tábory. Japonská armáda dále odvedla ze svých domovů více než 10 milionů čínských civilistů, jichž pak využívala k otrockým pracím v Mandžukuu a v severní Číně. Je taktéž prokázáno omezené použití biologických a chemických zbraní státy Osy. Italové nasadili yperit při tažení v Etiopii (tehdy Habeš), zatímco japonští vojáci uplatnili různé druhy těchto smrtících prostředků při invazi a okupaci Číny. Němci i Japonci testovali účinky zbraní hromadného ničení na civilistech a v některých případech i na zajatcích.

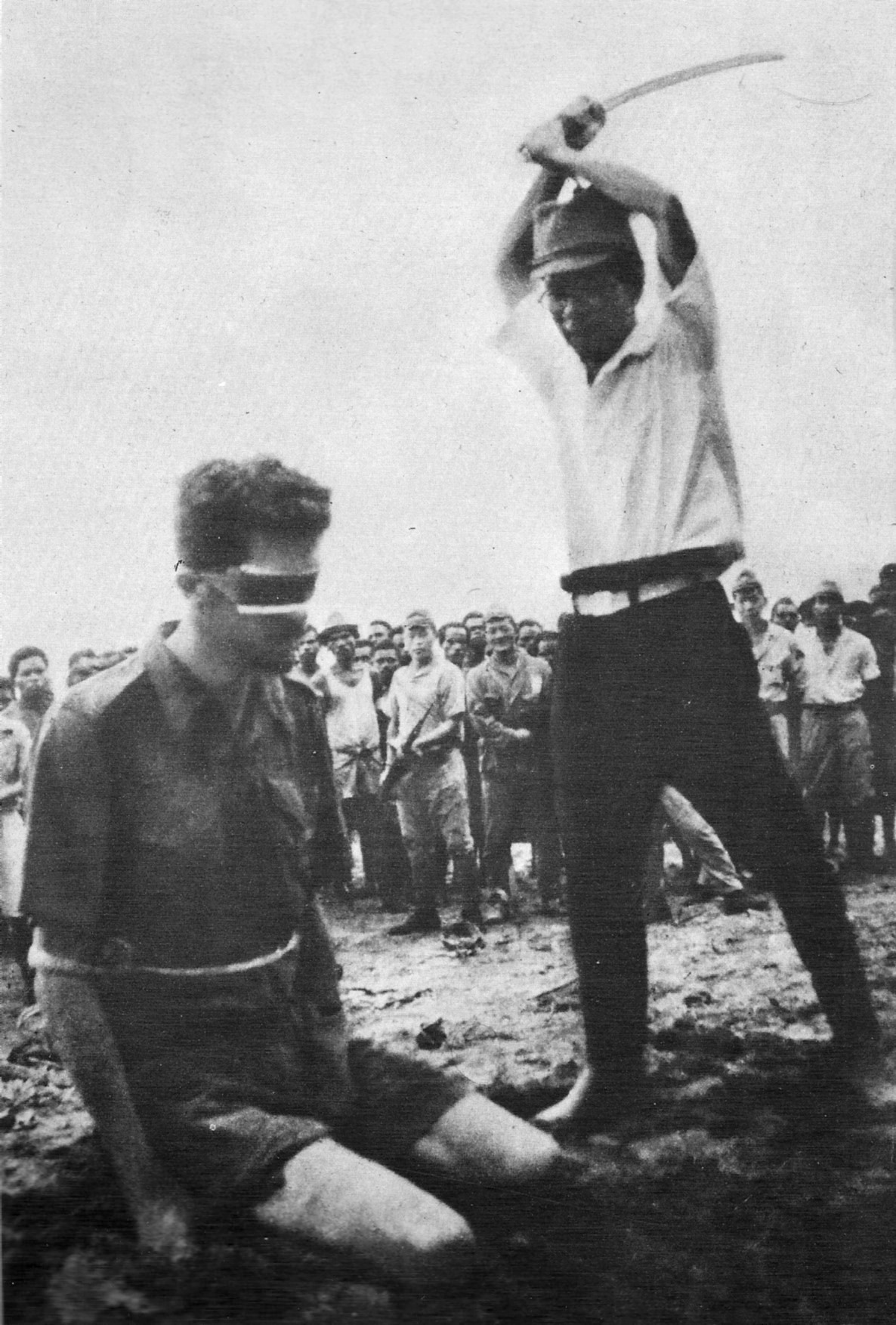
Australský zajatec na Nové Guineji těsně před popravou Japonci, 1943

K otrocké práci byli nuceni i zajatí či po válce internovaní Němci. S miliony z nich bylo takto nakládáno především v Sovětském svazu a v Polsku, ačkoli obdobnému zacházení byli vystaveni i na Západě. Ve Spojených státech byly internovány tisíce japonských, italských a německých Američanů, přičemž stejnou praxi uplatnila i kanadská vláda.
Po skončení druhé světové války byly německé zločiny proti lidskosti, vedení útočné války, zločiny proti míru a válečné zločiny potrestány v hlavním norimberském procesu, v němž byli odsouzeni čelní představitelé nacistického režimu. Podobně byli souzeni strůjci japonských válečných zločinů v tokijském procesu. Rozhodnutí obou těchto mezinárodních soudních tribunálů jsou považována za základy moderního mezinárodního trestního práva. Závěr norimberského tribunálu zní: „Každý, kdo vykoná zločinný rozkaz, je vinen“. Nebylo možné se nadále vymlouvat „Já jsem jenom splnil rozkaz“. (Např. posádka německé ponorky U 852 postřílela bezbranné trosečníky řeckého parníku Peleus kulometem. Po válce byli aktéři nalezeni a byli potrestáni: velitel ponorky za vydání zločinného rozkazu, první důstojník a námořník-kulometčík za jeho splnění a lodní lékař za aktivní účast).
Pro úplnost nutno dodat, že německým vojákům bylo stále zdůrazňováno, že daný rozkaz musí okamžitě splnit, a že za ten rozkaz je zodpovědný nadřízený, který jim ho dal. Po válce však pravidla určují vítězové. Oproti zločinům, jichž se dopustili příslušníci států Osy, činy způsobené na straně Spojenců nebyly nikdy souzeny. Někteří historici však pokládají za válečné zločiny přesuny obyvatelstva v Sovětském svazu, internace občanů japonského, německého a italského původu ve Spojených státech a Kanadě, sovětský masakr polských důstojníků v Katyni a kontroverzní plošné nálety amerického a britského letectva na civilní cíle, především bombardování Hamburku, Drážďan a jiných německých měst, či atomové útoky USA na Hirošimu a Nagasaki.

### Technologický pokrok

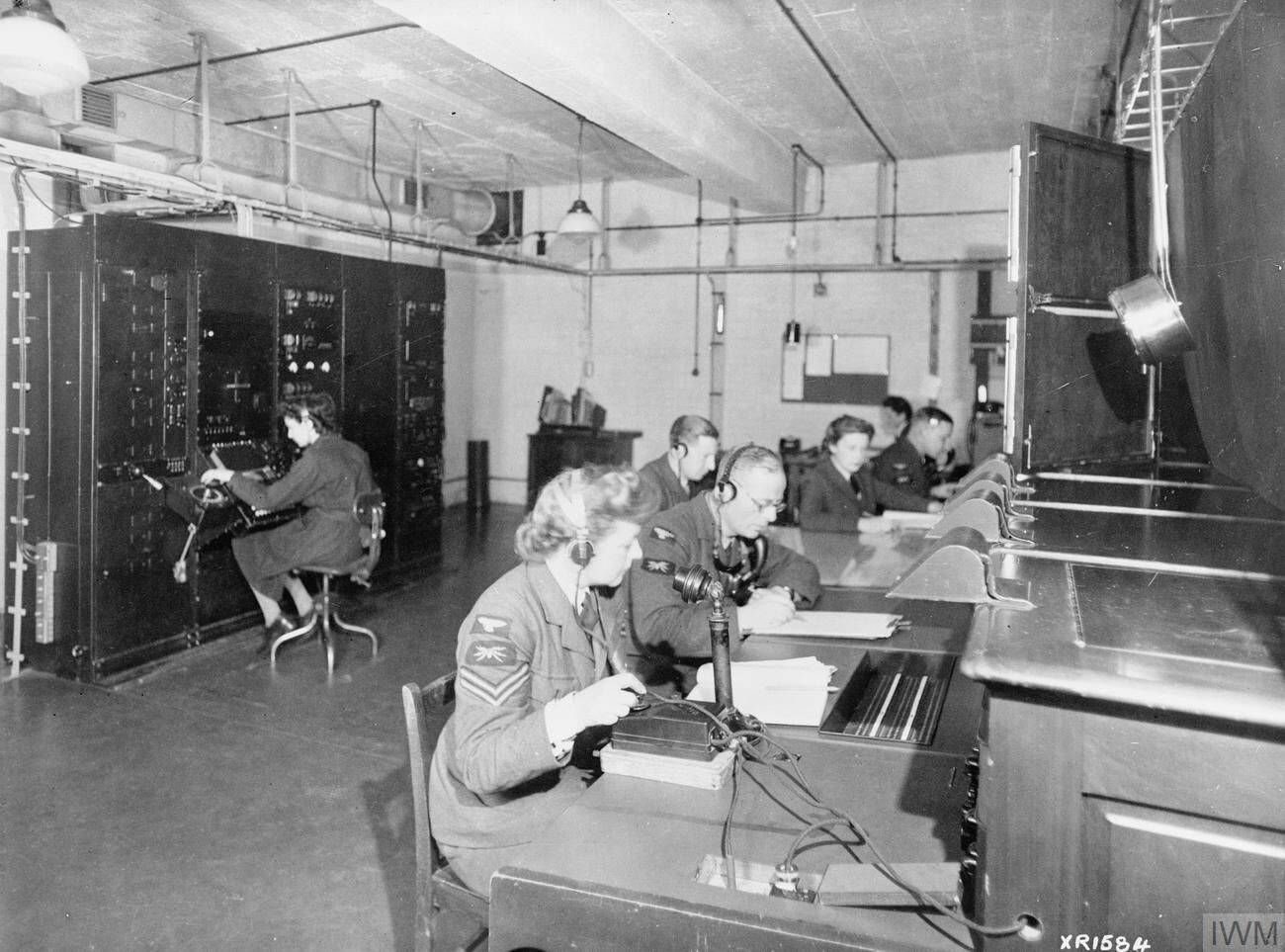
Britská radarová stanice Chain Home

Dokonalejší typy letadel plnily obdobně jako za první světové války průzkumné, stíhací a bombardovací úkoly, jimiž podporovaly pozemní síly. Vedle toho začala letadla sloužit k vzdušné přepravě zásob, vybavení či posil, třebaže jen v omezeném měřítku. V rámci strategického bombardování se navíc zaměřovala na útoky proti zalidněným oblastem, jejichž cílem bylo narušení nepřátelské průmyslové výroby a morálky obyvatelstva. Značný pokrok zaznamenal systém protivzdušné obrany, který využíval radaru a vylepšeného protiletadlového dělostřelectva. (Po válce prováděné statistiky však překvapivě ukázaly, že když se vzalo v úvahu množství nasazené techniky a vojáků, byl efekt sestřelených letadel velmi nízký- nejvíce letadel sestřelily stíhačky. Jednalo se spíše o morální efekt: lidé běželi do krytu a dunění děl znamenalo, že se s letadly bojuje. Větší efekt byl v tom, že nepřátelská letadla byla přinucena létat ve větší výšce, a tím měla ztížené přesné zaměřování). Svého prvního omezeného nasazení se za druhé světové války dočkala proudové letouny. Kvůli svému pozdnímu zavedení a nepříliš velkému počtu sice neměla vážnější vliv na vývoj války, přesto předznamenala poválečné masové rozšíření tohoto typu letadel.

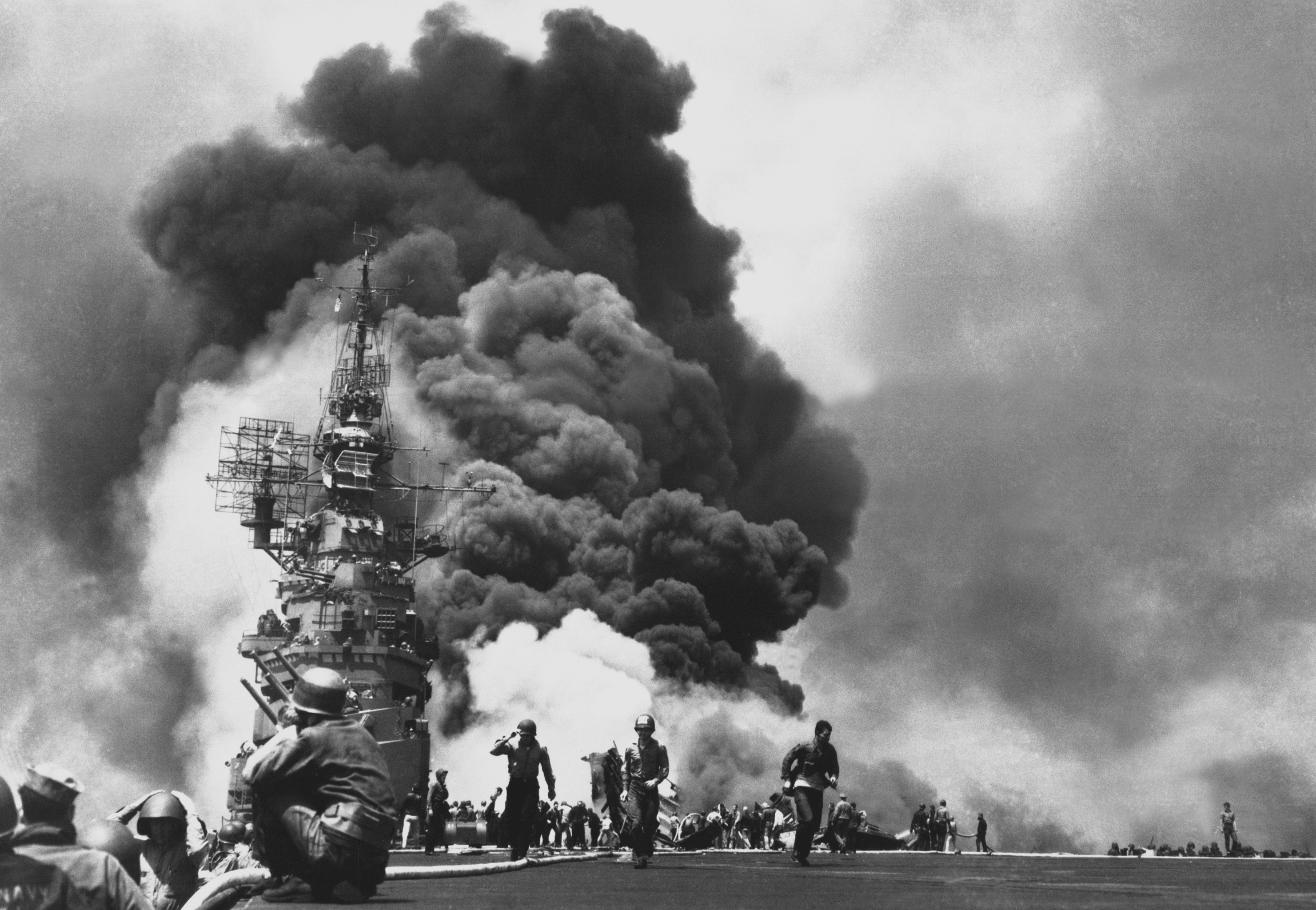
Letadlová loď USS Bunker Hill po dvou zásazích kamikaze

V námořním válečnictví bylo rovněž dosaženo všestranného rozvoje, zvláště je však třeba vyzdvihnout rozmach letadlových lodí a ponorek. Ačkoli na počátku války se námořní letectvo mohlo pochlubit jen skromnými úspěchy, útoky na Tarent, Pearl Harbor a bitvy v Korálovém moři a u Midway brzy povýšily letadlové lodě na klíčovou námořní zbraň na úkor bitevních lodí. V bitvě o Atlantik se doprovodné lodě ukázaly být životně důležitou součástí spojeneckých konvojů výrazně zvyšující jejich obranyschopnost. Vedle vyšší efektivity byly letadlové lodě ekonomicky méně náročné než bitevní lodě, jelikož nemusely být podobně silně pancéřovány. Ponorky, které prokázaly svoji ničivou účinnost za první světové války, byly nasazovány všemi válčícími stranami. Hlavně Britové se soustředili na vývoj protiponorkových zbraní a taktiky, jako byl sonar, hlubinné pumy a konvoje, zatímco Němci usilovali o zvýšení svých útočných kapacit vynalezením schnorchelu a uplatňování taktiky vlčích smeček.
Pozemní vojenství se zásadně proměnilo od statických frontových linií první světové války k dynamičtějšímu a mobilnějšímu vedení války. Výraznou inovací byl koncept koordinované podpory jednotlivých druhů zbraní. Tank, jenž byl v první světové válce uplatňován převážně k podpoře pěchoty, se vyvinul v primární pozemní zbraň. Na konci 30. let byly sestrojeny po všech stránkách pokročilejší typy tankových konstrukcí a tento trend pokračoval i po celou dobu války. To se projevilo zvyšováním rychlosti, zesílením pancíře a vyšší palebnou silou. Nejprogresivnější doktrínu použití tanků rozvinuli na počátku války Němci, kteří se snažili vyvarovat přímému střetu vlastních tanků s nepřátelskými, což se za podpory ostatních složek ozbrojených sil, především ze strany letectva, osvědčilo v podobě taktiky Blitzkriegu, vysoce úspěšné v Polsku a ve Francii. Velkého významu postupně nabývaly různé protitankové zbraně, jako byly stíhače tanků, nepřímá střelba, protitanková děla, protitankové miny a pěchotní protitankové zbraně krátkého dostřelu. I přes zvyšující se úroveň mechanizace armád, zůstávala méně pohyblivá pěchota jádrem každého vojska. Většina pěchotních zbraní a vybavení se přitom příliš nelišila od těch, jež byly využívány v předchozí válce. Největších pokroků bylo dosaženo rozšířením rychle přenosných kulometů a různých typů samopalů, které byly obzvláště vhodné pro boj zblízka v městské zástavbě anebo v džungli. Přednosti pušky a samopalu v sobě spojovala útočná puška, jež se po válce stala standardní pěchotní zbraní takřka všech armád.

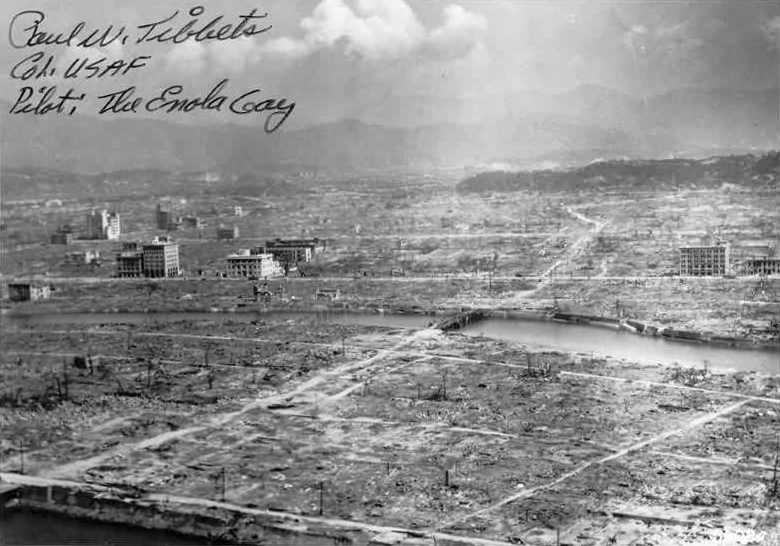
Hirošima po atomovém útoku

V oblasti komunikace se válčící strany pokusily vyřešit problém zabezpečení používáním rozsáhlých seznamů kódů pro šifrování využívaných různými šifrovacími stroji, z nichž nejznámější byla německá Enigma. Proti tomu působily systémy rozluštění kódů, mezi něž náležela například britská Ultra či americký systém, jenž dokázal prolomit japonský námořní kód. Vojenské rozvědky se dále zaměřovaly na provádění mystifikačních operací, kterých několikrát použili s velkým úspěchem Spojenci, čímž odvrátili pozornost německého velení od příprav invazí na Sicílii či do Normandie. Mezi jiné významné technologické a technické počiny dosažené během druhé světové války patří první programovatelné počítače, řízené střely a balistické rakety (V-1 a V-2), a v projektu Manhattan vyvinuté jaderné zbraně.
Ve strojírenství skončily mnohaleté diskuze, zda je lepší nýtování, nebo svařování. Svařování je rychlejší, úspornější, a hlavně proto bylo zaváděno. Svařené díly jsou až o 30% lehčí (nýtované spoje musí být přeplátované), proto byly ruské tanky lehčí a materiálově úspornější. Mimo to je nýtování fyzicky velmi namáhavé, pro ženy je na hranici jejich fyzické síly, a museli je vykonávat muži.[zdroj⁠?!] Kdežto sváření zvládly ve zbrojovkách i ženy, a muži mohli jít na frontu.

### Zrušení válečného stavu s Německou spolkovou republikou
Válečný stav spojenci zrušili až v roce 1951: Velká Británie 9. července, Francie 13. července a USA 24. října 1951.

### Poválečný vývoj

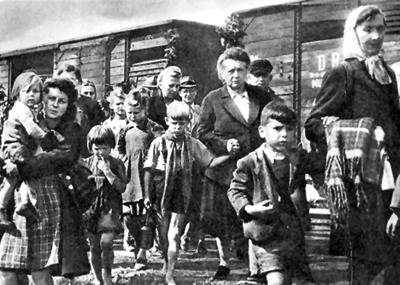
Vysídlení sudetských Němců z Československa

Poražené Německo a Rakousko byly rozděleny do čtyř okupačních zón, přičemž historické německé země na východě byly podřízeny polské a sovětské správě. Souběžně s tím proběhlo vysídlení německého obyvatelstva z východní Evropy, zvláště z Polska a Československa, což bylo stvrzeno na postupimské konferenci. Své domovy bylo nuceno opustit více než 12 milionů Němců. Polsko získalo nové západní hranice, čímž mu byla kompenzována ztráta Sověty zabraného polského východního území, v rámci naplnění demarkační linie z r. 1919, schválené Radou Dohody. Z tohoto území odešlo kolem 3,5 milionů lidí. Sovětský svaz si vedle někdejšího východního Polska podržel přímou kontrolu nad pobaltskými státy Litvou, Lotyšskem a Estonskem a nad dříve rumunskou Besarábií, k čemuž získal československou Podkarpatskou Rus. V Asii okupovaly Spojené státy Japonsko a své správě vystavily někdejší japonské ostrovy v západním Tichomoří, zatímco Sověti anektovali jižní Sachalin a Kurilské ostrovy. Dříve Japonci kontrolovaná Korea byla rozdělena mezi obě velmoci.
Ve snaze o zachování mezinárodního míru vytvořili Spojenci Organizaci spojených národů, která byla založena 24. října 1945 na základě podpisu Charty OSN sepsané v průběhu konference v San Francisku mezi 25. dubnem a 26. červnem 1945. Navzdory tomuto počinu se v alianci mezi Západem a Sovětským svazem začaly brzy po skončení konfliktu objevovat vážné trhliny. Evropa byla proto již několik let po válce rozdělena tzv. železnou oponou, která byla spuštěna od Štětína na Baltu k Terstu na Jadranu a jež od sebe oddělovala demokratické západní státy a komunistické země řízené Sověty, z obavy vojenského obsazení Východní Evropy. Vzrůstající napětí mezi USA a SSSR přerostlo ve studenou válku a vedlo ke vzniku Američany vedené Severoatlantické aliance (NATO) a následně sovětské Varšavské smlouvy.
V mnoha částech světa se nedlouho po konci druhé světové války rozhořely nové válečné konflikty. V Číně se nacionalisté a komunisté utkali v občanské válce. Komunistické síly v ní se sovětskou podporou zvítězily, pročež byla v říjnu 1949 Mao Ce-tungem založena Čínská lidová republika. Poražení nacionalisté se stáhli na ostrov Tchaj-wan. V Řecku vypukla občanská válka mezi královským vojskem, za nímž stáli Britové a Američané, a místními komunisty, kteří v tomto boji nakonec podlehli. Nejvážnější konflikt se rozhořel v roce 1950 na Korejském poloostrově, kde komunistická Severní Korea podporovaná Sověty a Čínou, napadla Jižní Koreu, která obdržela vojenskou a materiální pomoc od západních mocností. Korejská válka skončila po třech letech příměřím.
Ihned po válce nastalo v zámořských državách evropských států období dekolonizace. Příčiny tohoto jevu tkvěly ve změně nahlížení Evropanů na kolonialismus, především však v ekonomickém vyčerpání evropských koloniálních mocností způsobeném válkou a v rostoucích požadavcích ovládaných národů na právo na sebeurčení. Dekolonizační proces probíhal z větší části mírovou cestou, přesto se vyskytly četné výjimky v zemích jako Indočína, Madagaskar, Indonésie a Alžírsko. Řada zemí byla po odchodu Evropanů rozdělena podle etnického nebo náboženského hlediska, což mělo za následek rozdělení území Mandátní Palestiny na Izrael a Palestinu a vytvoření nezávislých států Indie a Pákistánu na území někdejší Britské Indie.

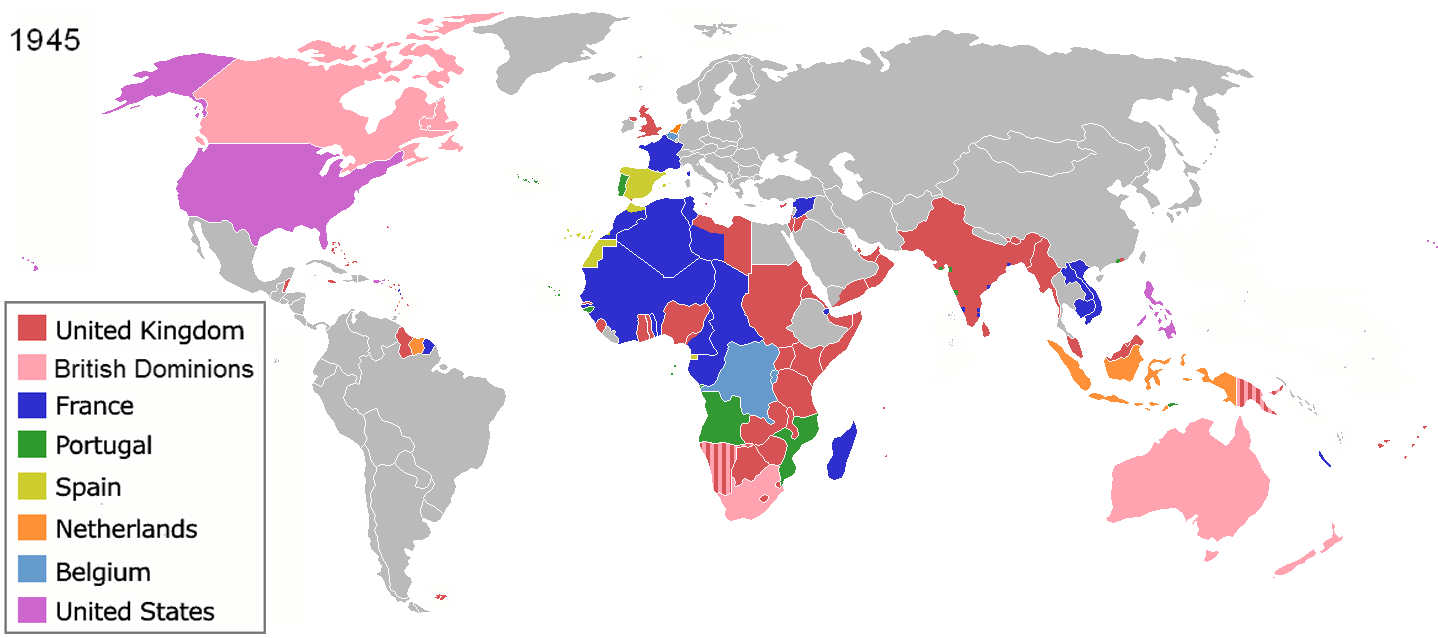
Zámořské državy evropských států v roce 1945

Rychlost poválečné ekonomické obnovy se lišila v různých částech světa, třebaže všeobecně probíhala vcelku rychle. V Evropě se Západní Německo díky Marshallovu plánu snadno zotavilo a již v 50. letech dosáhlo dvojnásobné hospodářské výkonnosti oproti předválečnému stavu (Už v roce 1955 se v ulicích objevily plakáty „Wir sind wieder Wer“ – My jsme zase Někdo!). V roce 1956 uvítali v Německu první vlak zahraničních dělníků, znáborovaných v Itálii. Německo prožívalo obrovský hospodářský rozmach a vyhlásilo, že bude potřebovat miliony dalších dělníků. Itálie vzešla z války zcela zruinována, nicméně během 50. let vykazovala stabilní a vysoký ekonomický růst. Vyčerpané Spojené království se po skončení války ocitlo na pokraji hospodářského kolapsu, přičemž jeho relativní hospodářský pokles pokračoval i v dalších desetiletích. Francie navzdory počátečním obtížím brzy dosáhla ekonomického růstu, jenž napomohl rychlé modernizaci země. Rovněž Sovětský svaz se dokázal poměrně pružně vyrovnat s utrpěnými škodami, které postihly převážně západní území státu. V Asii dosáhlo Japonsko rapidního hospodářského vzestupu, díky němuž se tato země stala v 80. letech jednou z největších světových ekonomik. Čína se po skončení občanské války nacházela v troskách. Obstojně se vyvíjející hospodářství, které už v roce 1953 dosáhlo úrovně před druhou světovou válkou, bylo však tvrdě zasaženo Velkým skokem, ekonomickým experimentem s katastrofálními důsledky. Spojené státy obstarávaly v samém závěru války téměř polovinu veškeré průmyslové výroby, na čemž se mnoho nezměnilo až do 70. let.

### Veteráni
Váleční veteráni Wehrmachtu a Waffen-SS i jejich vdovy mají v Německu nárok na vojenské penze. V roce 1998 Německo změnilo své zákony o důchodech, aby se zabránilo jejich vyplácení válečným zločincům. Změna se vztahuje pouze na žádosti o dávky poskytnuté po 13. listopadu 1997. V osmi spolkových zemích Německa v roce 1998 pobíralo 23 501 bývalých příslušníků jednotek SS zvláštní penzi pro takzvané „válečné oběti“, kterou od roku 1950 vyplácí západní Německo.
Váleční veteráni v Lotyšsku slaví 16. března lotyšský den legionářů. Jeho součástí je i tradiční pochod na oslavu lotyšských veteránů z jednotek Waffen-SS, včetně lotyšské divize SS.